# Кирхер, Афанасий
Афана́сий (Атанасиус) Ки́рхер (нем. Athanasius Kircher, 2 мая 1602, Гайза, около Фульды — 27 ноября 1680, Рим) — немецкий учёный-полимат и изобретатель, монах ордена иезуитов, профессор математики и востоковедения Collegium Romanum, автор многочисленных трактатов по самым разнообразным предметам (физика, естественные науки, лингвистика, антикварианизм, теология, математика). При жизни пользовался общеевропейской славой, курировал глобальный проект измерения магнитного склонения, был исповедником и духовником некоторых германских князей, приезжавших в Рим. Погребён в главной церкви иезуитского ордена Иль-Джезу.
Известен своими трудами по египтологии, составитель первой грамматики коптского языка и словаря, который оставался основным в течение полутора сотен лет. В сочинении «Египетский Эдип» Кирхер предпринял неудачную попытку дешифровки египетских иероглифов. Также занимался археологическими исследованиями и основал в Риме кабинет редкостей, разросшийся до музея, носившего его имя, — Кирхерианум (1651). Составил «Описание Китайской империи» (1667), которое длительное время являлось важным источником информации о культурах Дальнего Востока. Кирхер также считается изобретателем рупора, являлся одним из пионеров микроскопических исследований, возможно, наблюдал возбудителя чумы и верно понял причину возникновения эпидемий.
Принадлежность ордену иезуитов и своеобразие взглядов, восходящих к философии эпохи Ренессанса, привели к тому, что в условиях научной революции Кирхер стал символом косности, а пересмотр взглядов на его роль в науке XVII века начался только в 1980-е годы. Фундаментальные исследования его научной биографии увидели свет лишь после 2000-х годов.

## Биография

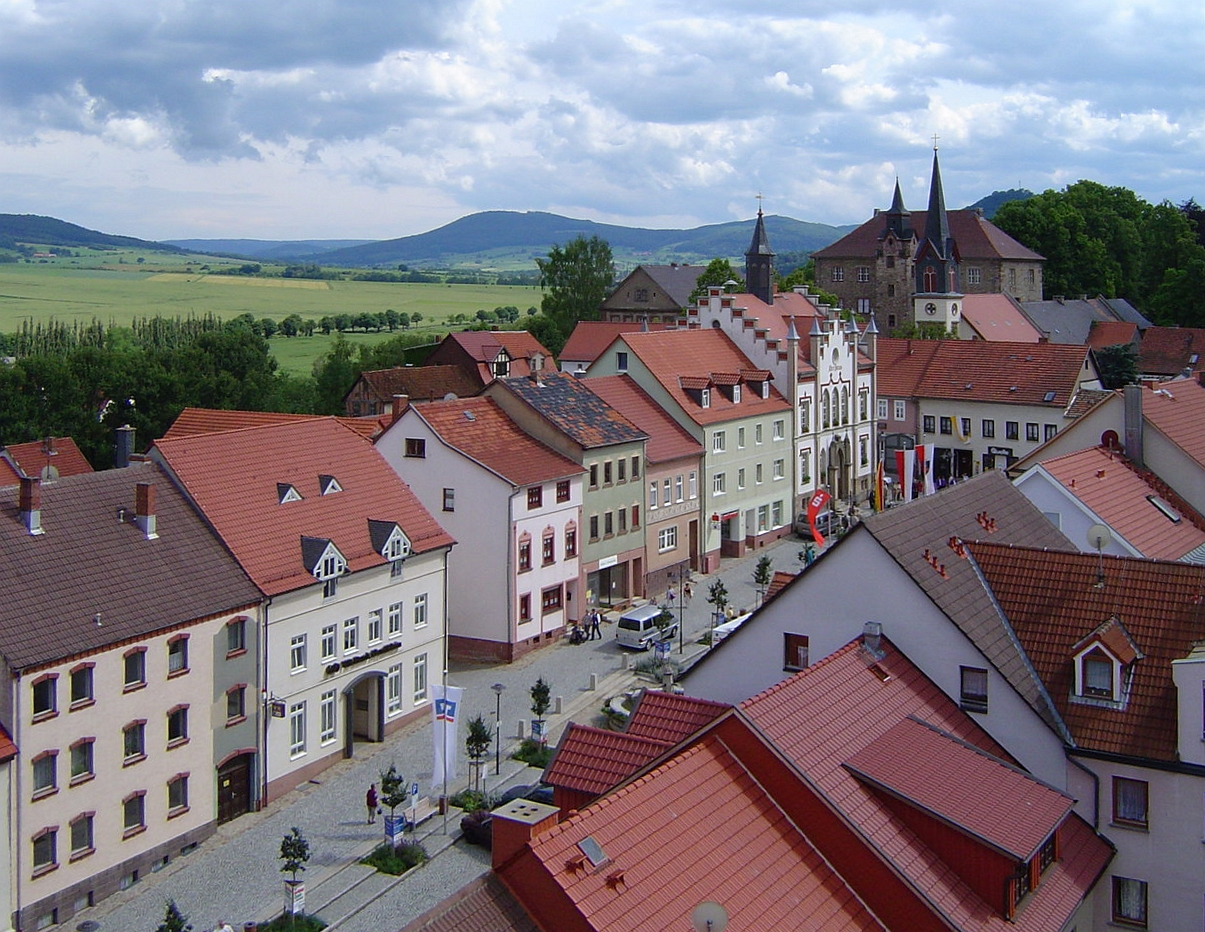
Гайза. Рыночная площадь, фото 2004 года

### Происхождение. Становление (1602—1618)
Отец будущего учёного — Йоханнес Кирхер — изучал философию и получил степень по теологии в Майнце. Он так и не принял сана, хотя преподавал богословие в бенедиктинском монастыре Зелигенштадта. О его происхождении ничего не известно, однако фамилия «Кирхер» достаточно распространена в Фульде. В 1570—1576 годах Йоханнес Кирхер пошёл на службу к князю-аббату Бальтазару фон Дернбаху, который силой приводил к католицизму регионы Гессена и впервые учредил в Германии монастыри иезуитского ордена. Кирхер был назначен магистратом в деревню Хазельштайн в Тюрингии и, видимо, после лютеранского восстания осел в Гайзе — торговом городке в половине дня езды на восток от Фульды. Там он женился на «честной дочери богобоязненных горожан» — Анне Ганзек. У супругов было семеро детей, Афанасий был самым младшим ребёнком и четвёртым по счёту сыном. В «Автобиографии» он писал, что все трое его старших братьев стали монахами разных орденов; с Андреасом Кирхером Афанасий поддерживал связь по переписке, даже когда жил в Риме, этот брат сделался францисканцем в Мюнстере. Из их переписки следовало, что о брате Иоахиме вообще ничего не известно, а Йоханнес Кирхер-младший стал затворником где-то в Австрии. Сестра — Агнесса Кирхер — вышла замуж за кожевника-кальвиниста, и Афанасия, по-видимому, беспокоило, умерла ли она (в 1646 году) католичкой и по какому обряду её хоронили. Другую сестру звали Евой, она вышла замуж в Фульде и жила в бедности. Про остальных родственников ничего не известно.
Афанасий Кирхер родился в три часа утра 2 мая 1602 года в Гайзе на праздник св. Афанасия, в честь которого и был крещён. Эти сведения он представил в собственной «Автобиографии», однако в трактате о магнетизме указывал, что появился на свет в 1601 году. Документы его собственного ордена приводят первую дату. Около 1664 года Афанасий Кирхер лично запросил точные сведения о своём рождении в приходе Гайзы, но получил ответ, что приходские книги утрачены, а уцелевшие реестры начинаются с 1637 года.

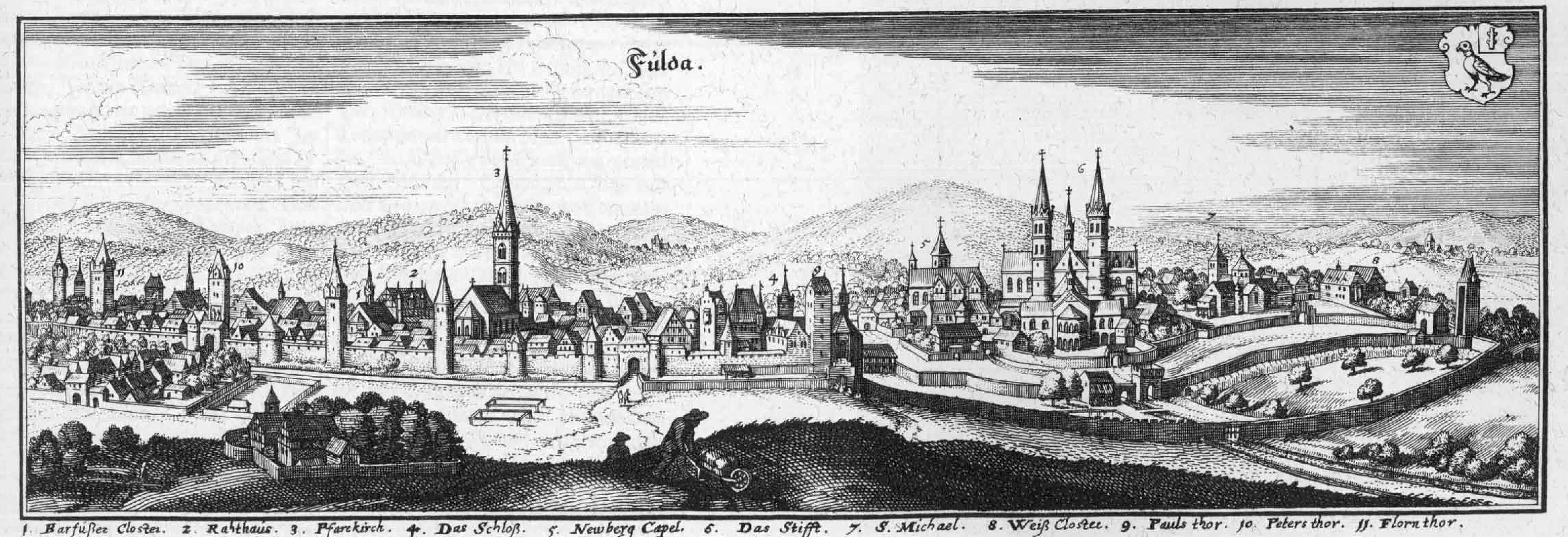
Вид Фульды. Из книги Маттеуса Мериана «Topographia Hassiae» (1655)

О детских годах Кирхера можно в основном строить предположения. Первоначальное образование он, по-видимому, получил от отца; оно включало основы музыки, латыни и математики. Афанасий посещал и приходскую школу в Гайзе. В автобиографии он писал, что ещё в детстве глубоко уверовал в заступничество Богоматери, ибо как минимум трижды спасся от неминуемой смерти, в том числе когда во время купания его затянуло под мельничное колесо. В 10 лет отец отдал Афанасия в иезуитскую семинарию в Фульде, которую возглавлял тогда известный историк отец Кристоф Броувер. В этом заведении будущий учёный провёл 6 лет, но и об этом периоде известно мало. Юный Кирхер совершенствовался в музыке, математике и латинском языке и приступил к изучению греческого и древнееврейского. В эти годы он ещё не выделялся выдающимися способностями, учителя даже считали его тугодумом. По мнению Джона Глэсси, юный Кирхер обстоятельствами своего рождения и воспитания был лишён свободы выбора, однако именно иезуитский орден давал выход как его интеллектуальным дарованиям, так и религиозному рвению. Существуют сведения, что Афанасий Кирхер в 1616 году был направлен в Майнц, где встречался с провинциалом ордена иезуитов Иоганном Коппером. В конце того же года его прошение о вступлении в орден было удовлетворено. Напряжённые занятия привели к болезням, в «Автобиографии» Кирхер упоминал, что в январе 1617 года, катаясь на коньках, заработал грыжу, а из-за сидячего образа жизни на ногах образовались язвы. Из-за этого, когда он принимал в Падерборне новициат (2 октября 1618 года) и должен был продолжать образование, начальство объявило, что если в течение месяца его состояние не улучшится, ему придётся вернуться домой. Дальнейшее будущий монах описывал как чудо: он отправился в часовню Пречистой Девы, долго молился, чтобы ему было позволено служить Богородице и Сыну, и услышал сострадательный голос, призывающий его к вере. Всю оставшуюся жизнь Кирхер был убеждён, что Дева заступилась за него. Быстрое заживление ран вызвало беспокойство монастырского врача и настоятеля Германа Бавинга. По Дж. Глэсси, появление язв и их быстрое исчезновение объяснялось реакцией Кирхера на зимний холод, а не свидетельствовало о серьёзном расстройстве. У чуда были и свидетели, в том числе собрат по ордену Каспар Шотт и Мельхиор Корнеус, будущий провинциал Верхнего Рейна и ректор иезуитской семинарии в Вюрцбурге.

### Академические странствования по Германии (1618—1631)

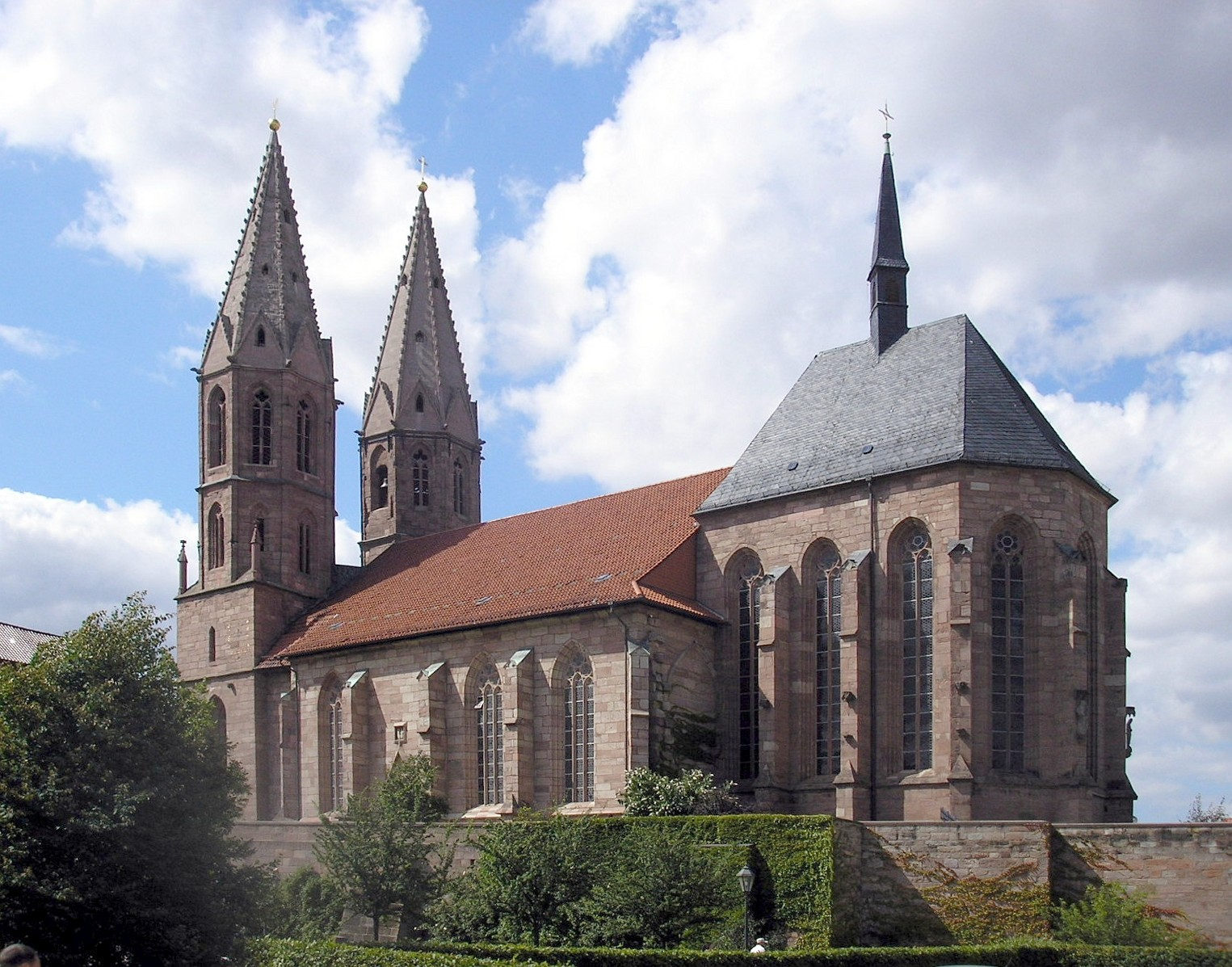
Церковь Марии Девы в Хайлигенштадте

Мало что известно и о пребывании Кирхера в Падерборне. Новициат предполагал углублённые занятия и созерцательную молитву, дабы отречься от мира. Молодой учёный продолжал занятия античными языками, а также древнееврейским, но также физикой и естественными науками. В трактате о подземном мире он приводил автобиографический пассаж: во время новициата он общался с местным учёным Боллербрюнном на тему пружинных механизмов и пытался отыскать истинный исток реки Падер. Спокойное развитие Кирхера было прервано начавшейся Тридцатилетней войной: Падерборн оказался в центре конфликта лютеранского и католического епископата, в который вмешался курфюрст Пфальца Фридрих V. Иезуиты и их ученики подвергались особой угрозе со стороны протестантов и были вынуждены разъехаться в разные стороны. 16-летний Кирхер и трое его товарищей пустились в путь пешком, не имея денег и зимней одежды; по собственным воспоминаниям, им пришлось два дня голодать. Небольшая группа новициев достигла Мюнстера, где их приютили иезуиты и через неделю отправили в Кёльн. Пересекая Рейн по льду, студенты попали на изломанное ледовое поле, и Кирхера стало уносить вниз по течению. Он смог выплыть, но вынужден был три часа выбираться в мокрой одежде до Нойса, однако не заболел, что приписывал тому, что чудо свершилось на Сретение (2 февраля 1619 года). Падерборнские студенты смогли дойти до Кёльна, где были радушно приняты ректором семинарии Иеронимом Шёреном. Перенесённые испытания только добавили Кирхеру религиозного пыла. Завершив трёхлетний курс философии, он был направлен начальством в Кобленц. К тому времени его экстраординарные способности были очевидны для окружающих, хотя в автобиографии он писал, что демонстрировал их только ради славы своего ордена. В Кобленце он углублённо занимался греческой филологией и трудами Евклида, а также продолжил развивать способности к музыке. Он также построил для семинарии солнечные часы, которые сохранились и по сей день. Именно в Кобленце он заинтересовался магией и читал труды Марсилио Фичино и Герметический корпус.
В 1623 году, продолжая традицию академических странствий, Кирхера отрядили в Хайлигенштадт, по пути он смог посетить Фульду и родную Гайзу, опустошённые за год до того враждующими армиями. В Фульде ему предложили снять иезуитское облачение, но он с негодованием отказался, заявив, что готов даже принять мученическую кончину. В результате по пути в Эйзенах 6 августа 1623 года его ограбили дезертиры, отобрав даже книги, которые он нёс с собой; однако их главарь пожалел молодого человека и не стал его убивать. Спустя два дня Афанасий прибыл в Хайлигенштадт, где занял место учителя, продолжая аскетические и научные занятия самостоятельно. Для местной церкви Богородицы он, как и в Кобленце, построил солнечные часы, которые самостоятельно и установил. Во время визита в город курфюрста Майнца — Иоганна Швайкхарда — Кирхера назначили ответственным за встречу, он написал приветственный адрес и сценарий театрального представления. Приветственные речи звучали на восьми языках, а для постановки были сконструированы сценические механизмы и эффекты, из-за которых собратья по ордену даже заподозрили Афанасия Кирхера в колдовстве. На курфюрста молодой иезуит произвёл такое впечатление, что его немедленно перевели в резиденцию в Ашаффенбург, но о его пребывании при дворе почти ничего не известно. Исповедником курфюрста был иезуит Иоганн Рейнхард Циглер, выпускник германского коллегиума в Риме. В этот период Кирхер по поручению князя обследовал древнюю римскую дорогу, так называемую Bergstrasse (между Дармштадтом и Гейдельбергом); на составление её карты ушло три месяца.

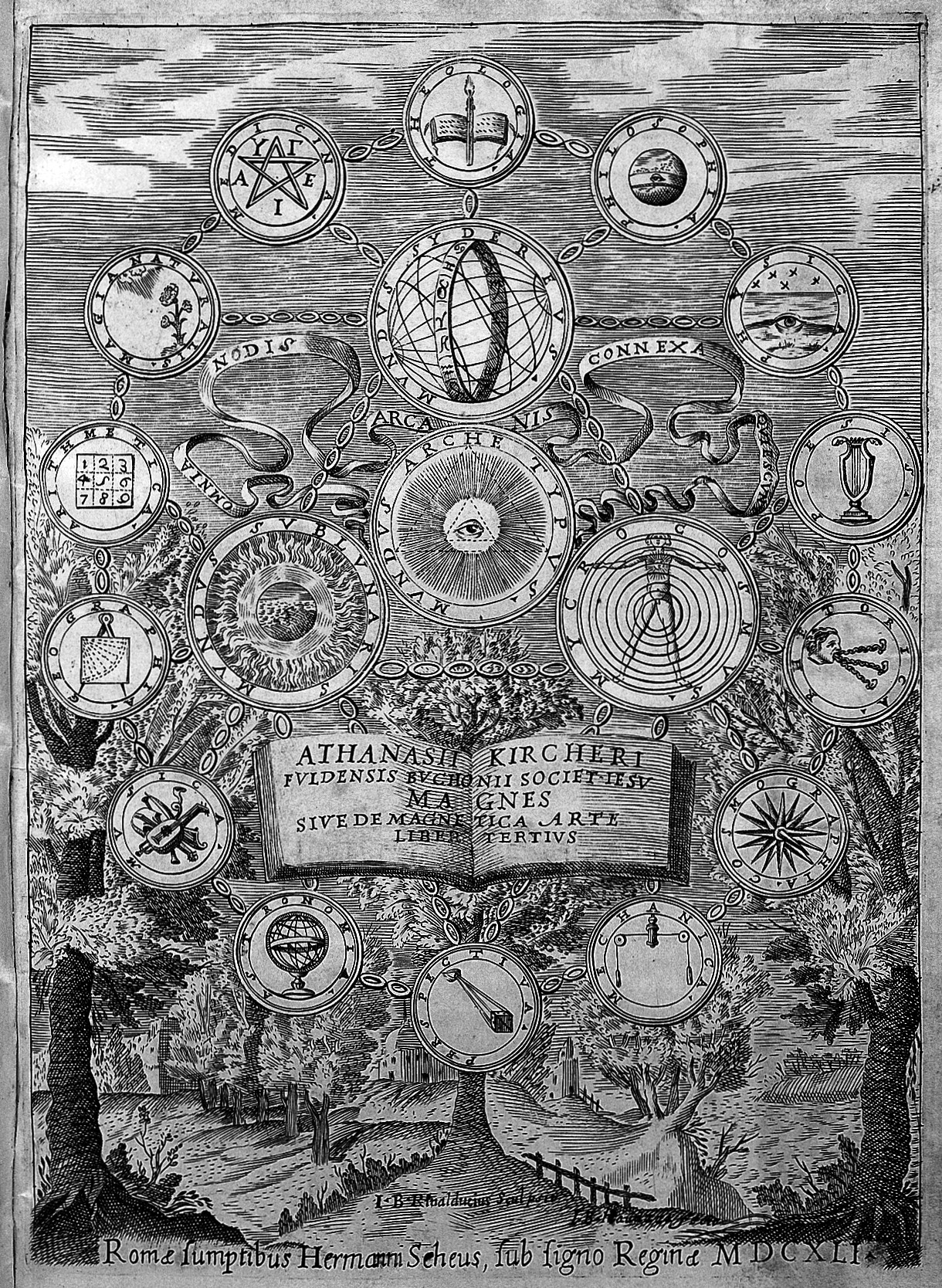
Титульный лист Magnes siue de arte magnetica opvs tripartitvm (римское издание 1641 года). Хорошо виден символ Всевидящего ока на фоне пирамиды, возможно, заимствованный из трудов Роберта Фладда

После кончины курфюрста, в 1624 году Кирхера перевели в иезуитский коллегиум Майнца, где четыре года он изучал восточные языки и готовился к принятию сана. Внешних событий в эти годы было совсем немного; в автобиографии Кирхер писал, что исполнял обязанности регента церковного хора и продолжал греческие штудии. Из других источников известно, что именно в Майнце Кирхер впервые обратился к астрономии и 25 апреля 1625 года изучал солнечные пятна, зафиксировав 12 больших и 38 второстепенных деталей на диске Солнца. В 1628 году Кирхер обосновался в Шпайере библиотекарем местного коллегиума. Здесь он нашёл книгу, описывающую египетские обелиски, воздвигнутые в Риме в понтификат Сикста V. В предисловии ко всем своим египтологическим трудам Кирхер писал, что именно в Шпайере на всю жизнь заинтересовался смыслом и дешифровкой египетских иероглифов. В 1630 году Кирхера перевели в коллегиум Вюрцбурга, где он преподавал моральную философию, математику и древнееврейский язык. По-видимому, в это время Кирхер заинтересовался Китаем и подал в Рим прошение назначить его в миссию в эту страну, но получил отказ. В Вюрцбурге имелся уникальный для Германии того времени кабинет редкостей, пожертвованный коллегиуму здешним князем-епископом, что также очень сильно повлияло на интересы молодого преподавателя. В Вюрцбурге было высоко развито преподавание медицины, что привлекало множество студентов, особенно из Польши, Кирхер также отдал дань медицинским исследованиям. Однако Вюрцбург был известен и как город, где весьма активно велась «охота на ведьм», в ходе которой страдали даже студенты коллегиума и братья ордена иезуитов. В одном только 1627 году пыткам в ходе ведовских процессов подверглись 219 человек.
В Вюрцбурге увидела свет первая печатная работа Кирхера — Ars magnesia, посвящённая свойствам магнита. Изначально это была магистерская работа его студента Иоганна Якоба Швайхарта, но после внимательного приёма её учёным сообществом, в 1631 году Кирхер переработал её в цельную книгу. Некоторое время Кирхер общался со своим однокашником Каспаром Шоттом, но в 1631 году тот уехал из Вюрцбурга. Кирхер-физик в тот год объявил о создании универсального угломерного инструмента, пригодного как для земных, так и небесных объектов, — Pantometrum — и посвятил его Фердинанду III, эрцгерцогу Австрийскому, будущему императору. Этот инструмент активно пропагандировал и К. Шотт. Для здания университета Кирхер построил двое солнечных часов. Мистические настроения не оставляли его: летом 1631 года ему было видение вооружённых бородатых воинов во дворе университета; ректор тогда много смеялся над своим профессором, но 17 сентября Густав Адольф Шведский разгромил католические войска под Лейпцигом, и вся Франкония открылась для протестантов. Иезуитам вновь грозила смертельная опасность, и князь-епископ повелел эвакуировать членов ордена. 14 октября 1631 года Кирхер вместе с орденскими братьями покинул город, на следующий день он был занят войсками Густава-Адольфа. Кирхер перебрался во Францию и больше никогда в жизни не ступал на землю Германии.

### Франция (1631—1633)

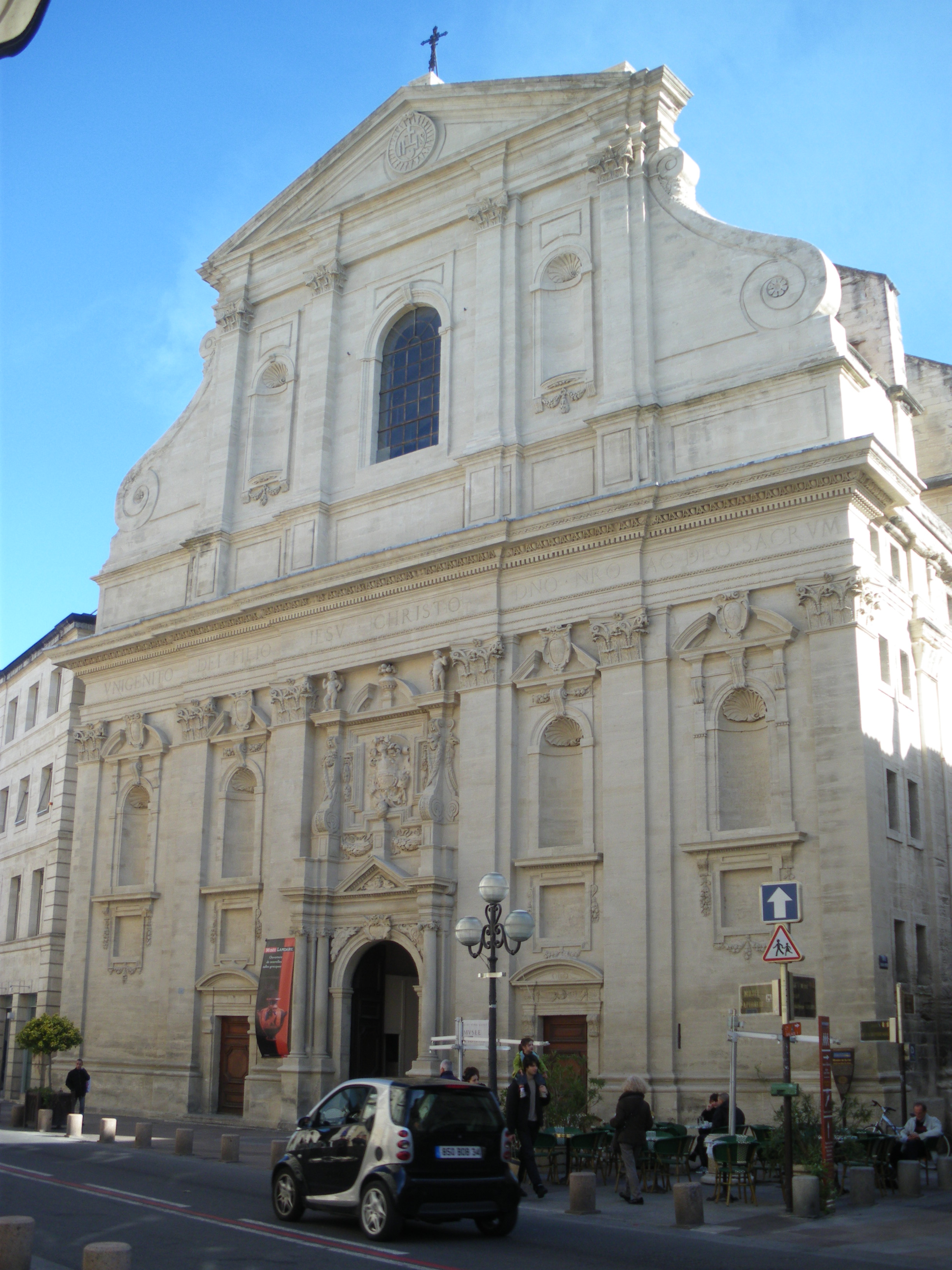
Авиньон. Капелла иезуитского коллегиума, построенная по образцу римской Иль-Джезу

Кирхер и его коллега Андреас Виганд сначала обосновались в Лионе, но в городе началась эпидемия чумы, и брат Афанасий отправился в папские владения — в Авиньон, где прожил следующие два года. В Авиньоне сильно ощущалось иезуитское влияние, их коллегиум во дворце Де Ла Мотт получал папскую стипендию в 500 скуди в год, что делало его одним из богатейших во Франции, учитывая владения ордена и пожертвования местных влиятельных персон. Кирхер немедленно построил для иезуитской церкви солнечные часы и спроектировал планетарий, который произвёл большое впечатление. Он интенсивно занимался астрономией и в 1632 году познакомился в Авиньоне с Яном Гевелием. С астрономией связана и трагикомическая история: во время деловой поездки в приорат Монфаве Кирхер поздно ночью настолько увлёкся созерцанием звёзд, что во второй раз в жизни попал в мельничное колесо, хотя вновь не пострадал. Во Франции Кирхер преподавал в коллегиуме, видимо, обязанности не были обременительными, он много ездил по местным достопримечательностям, особенно в Марселе и Тарасконе. В результате он составил большую карту Нарбонской Галлии.
Картографические интересы привели к важному для Кирхера знакомству: в 1632 году он был представлен аббату Никола-Клоду Фабри де Пейреску — «князю Республики учёных», а также раввину Соломону Азуби. Именно от Кирхера аббат Фабри де Пейреск узнал о начале процесса Галилея в Риме. С Пейреском и Азуби немецкого иезуита сблизили востоковедческие интересы. Кирхер стал клиентом влиятельного аббата, который всячески одобрял и спонсировал египтологические штудии учёного. Поэтому, когда Кирхер летом 1633 года получил назначение придворным математиком в Вену, Пейреск поднял все свои связи, чтобы перевести иезуита в Рим. В этом ему помог племянник папы римского Урбана VIII — кардинал Франческо Барберини.
Приказ о переводе Кирхера в Италию пришёл уже после того, как иезуит морем отбыл в Геную — это было в сентябре. Кирхер хотел на пути в Австрию побывать в Милане и Венеции. Однако судно, на котором он отправился, уже в трёх милях от Марселя село на песчаную отмель. Когда он пересел на фелюгу, разразился сильнейший шторм, и судно выбросило на берег в Кассисе (это было в день Рождества Богородицы). Чтобы добраться до Генуи, потребовалось 8 дней. Две недели Кирхер и его товарищи по несчастью приходили в себя в Генуе и совершили благодарственное паломничество в Лорето. Далее предстояло добраться морем до Ливорно, однако судно было штормом унесено на Корсику. Повреждённый корабль с трудом добрался до Чивитавеккьи, откуда было удобнее ехать в Рим, а не в Ливорно. Вновь лишившийся всего имущества Кирхер в начале 1634 года добрался до Вечного Города (впрочем, в одном из писем Пейреску упоминалась дата 22 декабря 1633 года), где и узнал о своём новом назначении.

### Италия, Сицилия, Мальта (1634—1638)

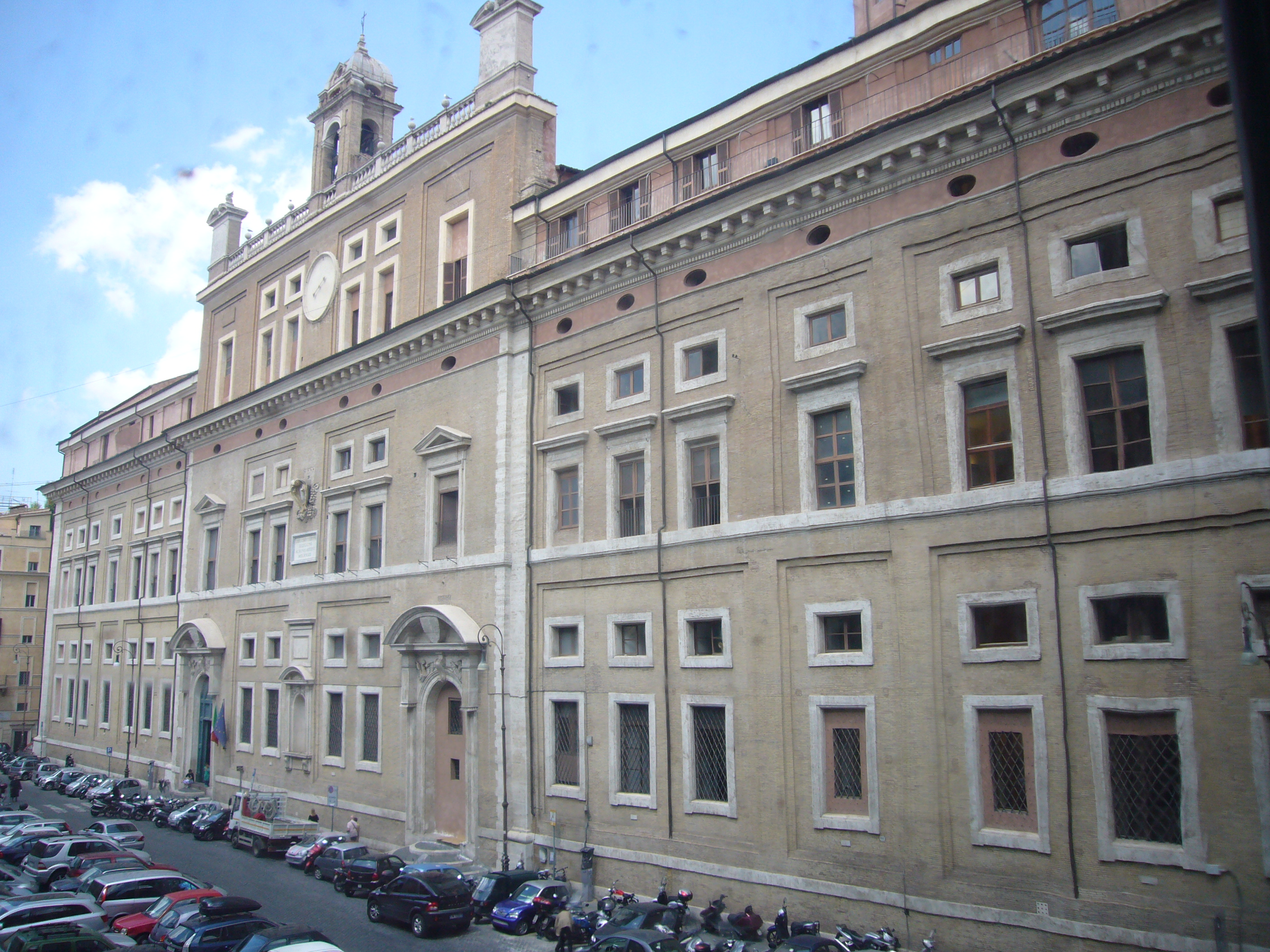
Здание Collegium Romanum — ныне Лицей Висконти

Ко времени прибытия в Рим Кирхера в столице католического мира насчитывалось 3 патриаршие базилики, 11 коллегиальных юбилейных церквей, 10 базилик различных орденов, 106 приходских церквей, 43 монастыря, 27 церквей иностранных наций и 64 общественные часовни. В этой обстановке Кирхер прожил всю оставшуюся жизнь, но не порывал с оставленной им Германией, живо интересовался её делами и регулярно общался с немцами, приезжавшими в Вечный город. У немецкого землячества была собственная церковь на Кампо-Санто, а в 1666—1683 годах действовала патриотическая организация, возглавляемая ландграфом Гессенским Фридрихом; впрочем, Кирхер избегал её. Хранителем Ватиканской библиотеки в 1650—1660 годах был знакомый Кирхера Лукас Гольстениус. С начала 1634 года Кирхера устроили на работу в Collegium Romanum преподавателем, далее он последовательно занимал там должности библиотекаря и хранителя музея. Первое время он преподавал математику и древнееврейский язык; причём на кафедре математики одним из его предшественников был Клавий — «архитектор григорианского календаря». Прибытие молодого иезуита не прошло незамеченным: учёный аббат Бушар известил о Кирхере и его изобретениях Галилея, а также Рафаэлло Маджотти. Маджотти в одном из частных писем писал, что Кирхер вернулся с Востока (что не соответствовало действительности), владеет 12-ю языками и превосходный геометр и часовых дел мастер. Тема Востока возникла не случайно: перед отъездом Пейреск передал через Кирхера огромное количество восточных рукописей, которые ему доставили из Египта капуцины. Маджотти упоминал и иероглифический папирус, а также арабские и халдейские манускрипты Пьетро делла Валле. Поскольку Кирхера воспринимали в первую очередь как востоковеда, в 1636 году он выпустил в свет первое в Европе исследование коптского языка Prodromus coptus sive aegyptiacus, напечатанное за счёт Конгрегации пропаганды веры с посвящением кардиналу Барберини.
О научных работах первых римских лет Кирхера можно судить по сохранившейся переписке с главным патроном — Пейреском (он скончался в 1637 году). Ещё в апреле 1634 года в корреспонденции профессора из Нима — Самуэля Пети — упоминается коптский словарь Кирхера и подробно трактуется о рукописи вавилонского раввина Нефи, которую иезуит обещал перевести на латинский язык. Рукопись эту Кирхер привёз из Майнца и подарил Пейреску, она так и осталась в его библиотеке (Carpentras Library, Collection Peiresc, Cod. No. LXXIX). Рукопись «Истории, древностей, иероглифических знаков, религии и предметов искусства египтян» была на арабском языке. Предметом переписки была не только античность: Кирхер представил Пейреску молодого римского астронома Гаспара Берти, который провёл точные наблюдения во время лунного затмения в августе 1635 года. В конце 1635 года в Рим прибыл гессенский ландграф Фридрих, встречу ему от немецкого землячества организовывал Кирхер. 11 января 1637 года граф принял причастие из рук Папы Римского, а отец Афанасий Кирхер стал его личным духовником и исповедником.

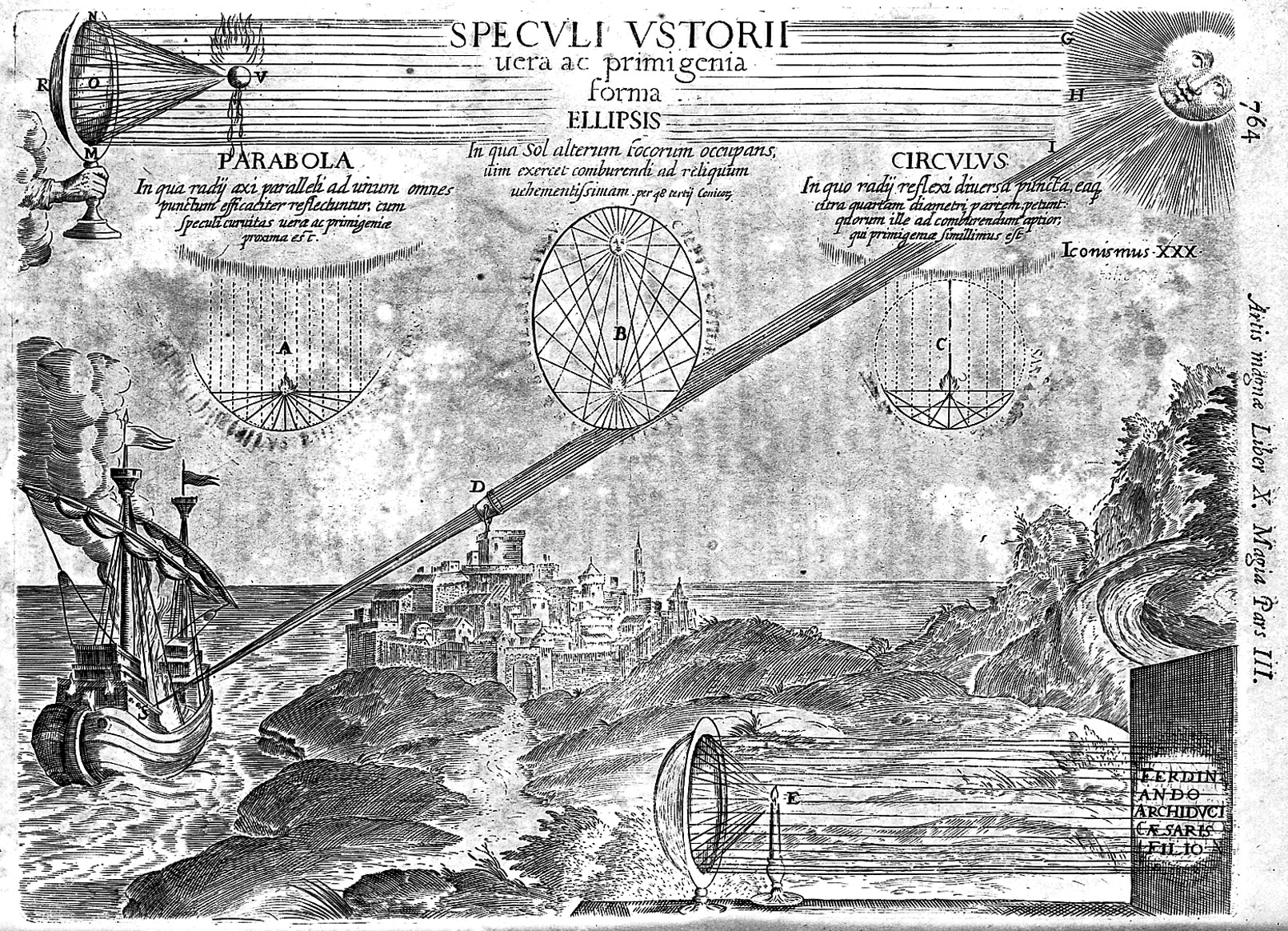
Опыт Кирхера, имитирующий сожжение Архимедом флота Марцелла. Из книги «Ars magna lucis et umbrae», 1646

В мае граф со свитой, куда входил и иезуит, был отправлен на Мальту; Кирхер при этом был командирован лично кардиналом Франческо Барберини, чтобы следить за твёрдостью германского графа в католической вере. Из Чивитавеккья компания морем отправилась в Неаполь и Мессину и 2 июня прибыла в Валлетту. 29 июня 1637 года на день апостолов Петра и Павла Кирхер дал четвёртый, окончательный обет своему ордену. Он воспользовался путешествием, чтобы провести наблюдения над магнитным склонением, об этом Маджотти извещал Галилея, а Лукас Гольстениус писал о том же Пейреску. Гольстениус писал, что Кирхеру доставили несколько эфиопских рукописей, но его свитские обязанности не позволили пока работать с ними. Кирхер пробыл на Мальте до весны 1638 года, видимо, отношения с графом складывались успешно, и у него было много времени для научных занятий. Больше всего его интересовали мальтийские горы и пещеры. В письме профессору гебраистики Базельского университета Иоганну Буксторфу от 6 января 1638 года Кирхер писал, что поднялся на Везувий и на Этну, посетил Липарские острова. В библиотеке Мальтийского ордена он обнаружил множество греческих и восточных рукописей, сконструировал для ордена сложную машину, которая позволяла делать астрологические и календарные расчёты, а также предсказания. Это устройство было описано в книге Specula Melitensis, выпущенной в 1638 году в Мессине под именем великого приора ордена Сальваторе Имброльо. Весной 1638 года через Палермо иезуит был отозван в Рим. В Палермо он встретился с Каспаром Шоттом, и они вместе поехали в Сиракузы, где попытались опытным путём доказать, что Архимед действительно мог сжечь римский флот зажигательными зеркалами. Далее Кирхер был свидетелем извержения Стромболи, с которым связывал землетрясение в Калабрии. Он был потрясён, когда обнаружил на Вербное воскресенье, что на месте деревни Санта-Эуфимия образовалось сернистое озеро. Кирхер дал обет написать о подземном мире специальное исследование. Из-за сильнейших штормов и тектонических явлений он с трудом смог вернуться в Рим. Больше он не покидал города до конца жизни.

### Рим (1638—1680)

#### Общественная активность

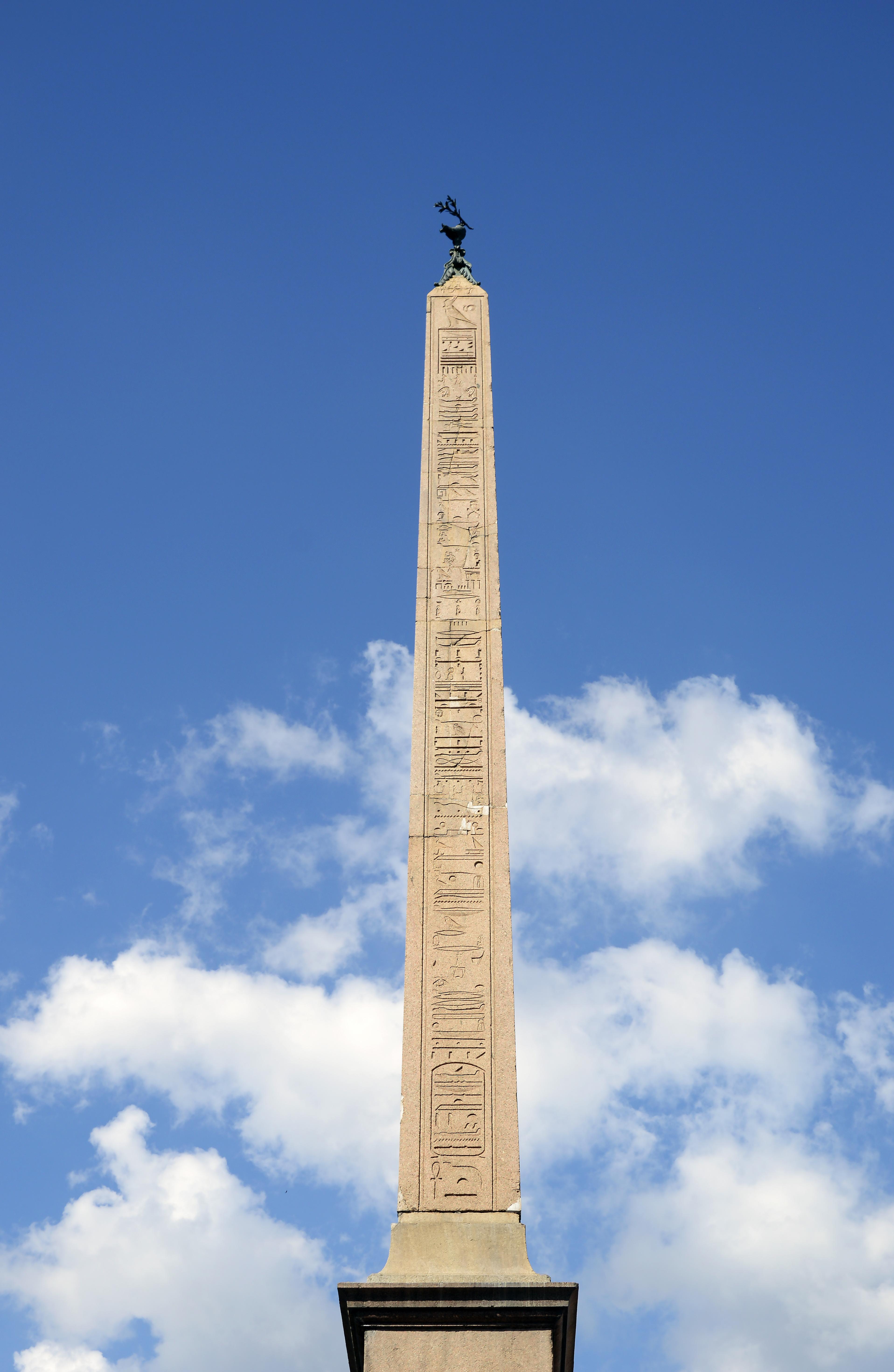
Обелиск на Пьяцца Навона в Риме. Фото 2014 года

Согласно Даниэлю Стольценбергу, сложившаяся в Риме после процесса Галилея интеллектуальная среда была не слишком благоприятной, однако готовность Кирхера к компромиссам и его интеллект привели к полному успеху. Сразу после прибытия в Рим Кирхер был задействован в траурных мероприятиях по поводу кончины Пейреска. Памяти покойного был посвящён мемориальный сборник, в котором Пьетро делла Валле поместил стихотворение на персидском, а Кирхер — на коптском, грузинском и самаритянском еврейском языках. Это окончательно закрепило авторитет Кирхера как «Римского оракула» — самого влиятельного учёного Европы, чьё мнение было судом высшей инстанции в научных дискуссиях того времени. Тому же способствовала публикация «Магнетического искусства» и астрономические наблюдения 1639—1640 годов, которые, по оценке Джона Флетчера, утроили объём его переписки. 2 августа 1640 года в Collegium Romanum торжественно отпраздновали столетие основания ордена иезуитов, генерал которого — Муцио Вителлески — заказал Кирхеру торжественную эпиталаму и эпиграммы. 30 декабря 1641 года покровитель Кирхера — граф Фридрих Гессен-Дармштадтский — был направлен в Вену; в дальнейшем он стал кардиналом и архиепископом Бреслау. О репутации Кирхера свидетельствует факт включения его опубликованных и ещё находящихся в рукописи работ в библиографию Ордена иезуитов Педро де Риваданейры 1643 года. Три из перечисленных там работ так никогда и не были опубликованы, включая трактат о лингвистике и христианской Каббале. В 1644 году Кирхера включили в состав папской комиссии по переводу Писания на арабский язык; комиссия собиралась два раза в неделю во дворце кардинала Паллотты, в её состав вошло 13 человек. О жизни иезуита в том году свидетельствует дневник англичанина Джона Ивлина, который приехал в Рим 5 ноября. Он некоторое время посещал лекции Кирхера по Евклиду и заинтересовался его исследованиями иероглифов. Позднее, когда в его руки попал камень с египетскими иероглифами, он снял с него копию и отправил в Рим, но не без раздражения писал, что изображение попало в «Египетского Эдипа» без указания дарителя. Кирхер последовательно занимался физикой и в 1646 году выпустил в свет посвящённый солнечным часам трактат Ars Magna Lucis et Umbrae. Тогда же с иезуитом общался немецкий поэт и драматург Андреас Грифиус.

#### Кирхерианум

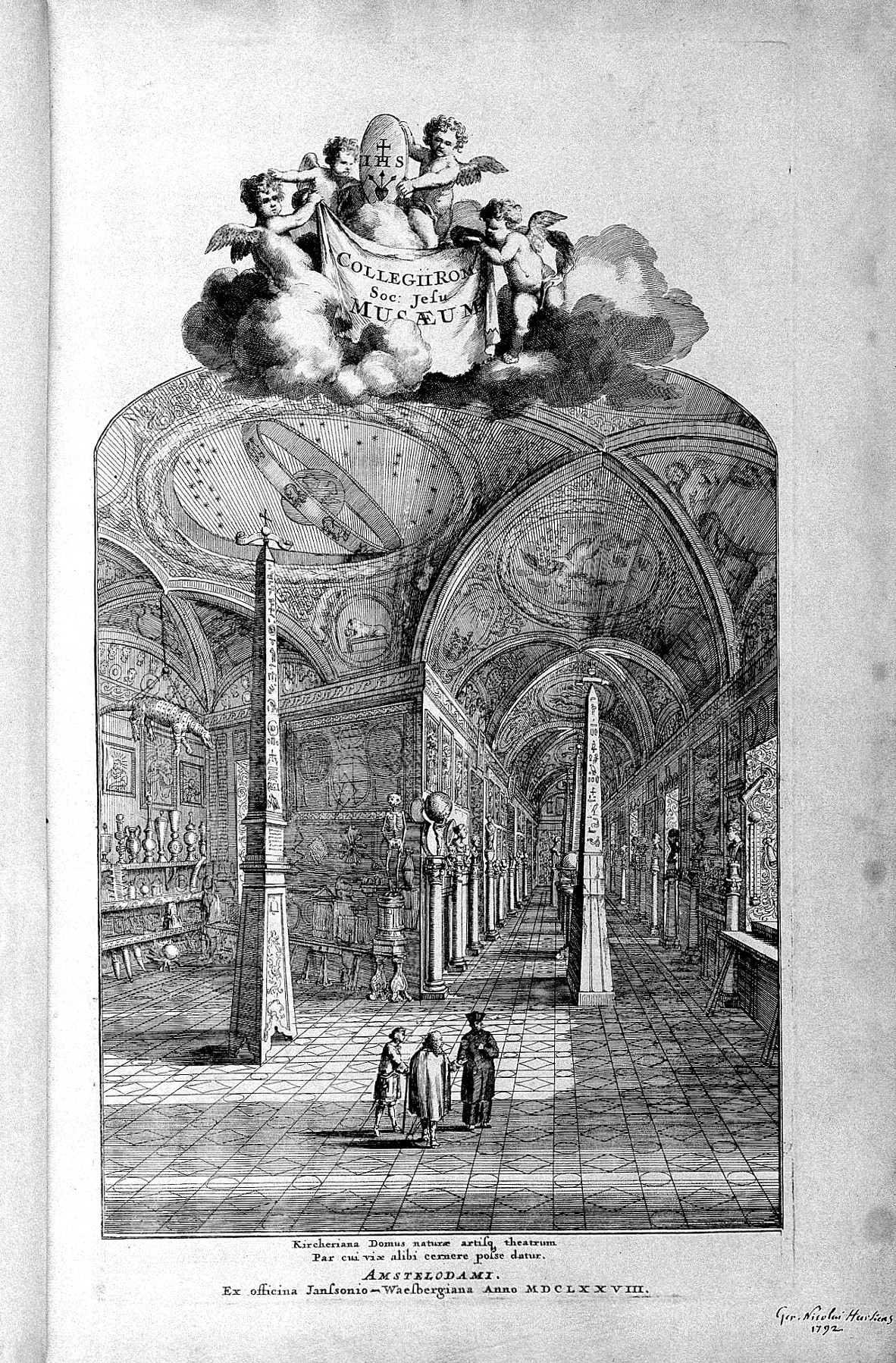
Внутренний вид коллекций Кирхерианума. Гравюра 1678 года

Примерно в 1645 году Кирхера освободили от преподавания, чтобы он мог посвятить всё своё время исследованиям. Д. Стольценберг сравнивал его положение с учёным, занятым в институте передовых научных исследований. В 1650 году новый папа римский Иннокентий X повелел Кирхеру и Бернини поднять египетский обелиск, находившийся тогда в Цирке Максенция. Обелиск был повреждён, реставрацию и копирование покрывающих его иероглифических надписей предпринял Кирхер; монумент установили на Пьяцца Навона. Всё это было описано в трактате Obeliscus Pamphilius. Трактат заинтересовал тосканского великого герцога Фердинанда II, который с тех пор переписывался с Кирхером. Самый известный свой труд Кирхер опубликовал в четырёх томах между 1652 и 1654 годами — это был «Египетский Эдип» (Œdipus aegyptiacus); ему предшествовала музыкальная энциклопедия Musurgia universalis. Объёмные труды были опубликованы за счёт австрийского императора Фердинанда III, которому и был посвящён «Эдип»; стоимость четырёхтомного издания превысила 3000 скуди (примерно 200 000 долларов в ценах начала XXI века). Согласно Дж. Флетчеру, вся последующая жизнь Кирхера протекала по одному шаблону: периодически он выпускал в свет огромные богато иллюстрированные фолианты, а его затворническая жизнь учёного прерывалась посетителями — как известными исследователями, желавшими приобщиться к его опыту, так и путешественниками и духовными лицами.
Собираемая Кирхером коллекция редкостей благодаря сотрудничеству с «Республикой учёных» разрослась до настоящего музея и стала одним из источников его общеевропейской славы. 7 мая 1651 года «секретарь Римского народа» Альфонсо Донини своим завещанием передавал собранную им огромную коллекцию Римскому коллегиуму. После этого частная галерея редкостей Кирхера с присоединёнными коллекциями Донини образовала Musaeum Kircherianum, собрание которого продолжало пополняться через дарения покровителей, друзей и миссионеров Ордена иезуитов. Изначально музей разместили в галерее библиотеки Коллегиума, причём в 1652—1655 годах в Кирхериануме часто бывал Каспар Шотт, находившийся тогда в Риме; первоначально именно его назначили хранителем собрания Донини. Затем собрание попало в 300-футовый зал, окружённый с трёх сторон галереями. Кирхер определял свой музей как «Театр мира» (лат. theatrum mundi) и в своих многочисленных посланиях не уставал повторять, что как Рим является главой всего мира, так и его музей — не что иное, как миниатюрное воспроизведение всей католической вселенной. В коллекции музея выделялись пять миниатюрных обелисков, которые подчёркивали связи герметизма, собственно коллекционирования и имперских амбиций Ватикана. Кирхер явно проводил следующую аналогию: как император Август, завоевав Египет, поставил в языческом Риме обелиски, содержащие мудрость Гермеса Триждывеличайшего, так и папы эпохи Контрреформации восстановили египетскую мудрость ради величия Христовой веры и успехов миссионерских орденов в просвещении народов Нового Света и Азии. Папство воплощало высший тип монархии — теократию.
Также в своём музее Кирхер демонстрировал картину Вселенной, какой она ему представлялась; это делалось через демонстрацию разнообразных физических опытов, которые воспринимались как естественная магия. Кирхер стремился убедить зрителей, что учёные-иезуиты открыли истинные законы природы и доказали при их помощи своё вероучение. В 1675 году Иоганн Кёстлер издал книгу «Экспериментальная кирхеровская физиология», в которой описывалось 300 опытов отца-иезуита. Кирхер доказывал на практике, что научное знание и техника позволяют получать новое знание, не подвергая угрозе бессмертную душу. Также своими опытами он пытался доказать, что чистая эмпирия может быть обманом и не всегда свидетельствует об истинном устройстве мира. Например, Кирхер, демонстрируя вечный двигатель, показывал невозможность вечного движения, что подтверждало физику Аристотеля и в конечном счёте официальный томизм. Афанасий Кирхер пытался средствами современной ему науки доказать, что сложность устройства Вселенной лучше выражена в эзотерических писаниях древности, нежели в подозрительных с точки зрения ортодоксии работах современников. Иными словами, Кирхер стремился подтвердить научным экспериментом католическую веру.

#### Кирхер и коронованные особы
В тот же период Кирхера привлекали для миссионерской деятельности. 24 июня 1651 года в Рим прибыл герцог Ганновера Иоганн Фридрих со свитой, причём после диспута свитский Иоганн Генрих Блюм — профессор священной истории из Хельмштедта — обратился в католическую веру. В 1655 году в Рим торжественно вошла Христина Шведская, ключевую роль в обращении которой сыграли иезуиты. Её приветствовал генерал ордена, 22 учёных священника произнесли речи на 22 языках, а Кирхер подарил бывшей королеве миниатюрный обелиск, на котором были помещены восхваляющие её надписи на 34 языках, в которых её даже сравнивали с Исидой. Однако королева отказалась от приветствия отца Афанасия в виде театрализованного представления со спецэффектами; ходили слухи, что после показанного королеве оптического опыта Кирхер даже опасался обвинений в чёрной магии. 18 января 1656 года королева посетила Коллегиум Романум, в церемонии принимали участие все профессора, приветствовавшие Христину Шведскую соответствующими эпиграммами, по-видимому, участвовал в церемонии и Кирхер. Он также посвятил королеве стихотворение на арабском языке с приложенным переводом. 1 февраля того же года королеве демонстрировали музей:

…отец Афанасий Кирхер, великий математик, подобрал множество любопытных и примечательных вещей, равно природных и рукотворных, число коих было настолько велико, что Её Величество заметила, что требуется больше времени и меньшая компания, дабы рассмотреть всё с должным вниманием.

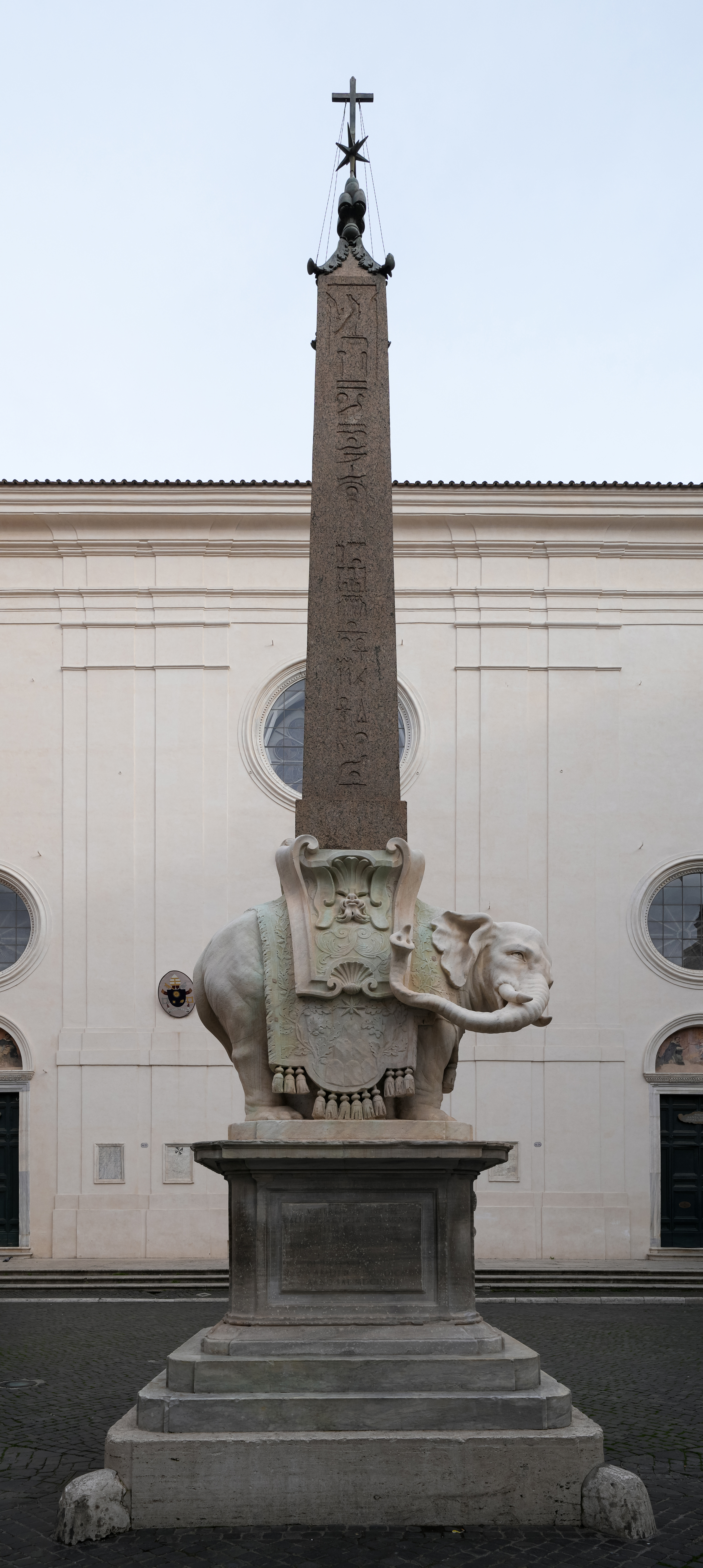
Статуя слона с обелиском на площади Минервы. Рим. Работа Дж. Бернини, 1667

В том же 1656 году, когда в Риме вспыхнула эпидемия чумы, Кирхер проводил исследования с микроскопом и пришёл к выводу, что причиной эпидемии являются «мелкие невидимые черви», распространяемые по воздуху. Это было описано в трактате Scrutinium pestis, опубликованном в 1658 году. В том же году Кирхер выезжал по делам в Римскую Кампанию, а в 1659 году он провёл несколько недель во Флоренции по приглашению великого герцога Тосканского. По его желанию, в 1663 году иезуит опубликовал трактат об универсальном языке. По Дж. Флетчеру, пик социальной активности Кирхера пришёлся на десятилетие 1660—1670 годов. В это время он вёл интенсивную переписку, хлопотал за разных учёных перед влиятельными церковными и светскими лицами, опубликовал несколько объёмных сочинений и принимал множество посетителей в своём музее, включая английских и немецких аристократов и даже герцога Баварского. Папа Александр VII, сам будучи иезуитом и чрезвычайно образованным человеком, пришёл от общения с Кирхером в восторг и присудил ему пенсию в 50 скуди. Афанасий Кирхер воспользовался случаем, чтобы оказать благодеяние родному городу, и смог переслать из Рима некоторые святыни из катакомб св. Присциллы для помещения в приходскую церковь Гайзы. Это было осуществлено в 1665 году, когда в Амстердаме увидел свет Mundus subterraneus — одна из самых всеобъемлющих литературных работ Кирхера. В том же году увидели свет «Арифмология», посвящённая Каббале, и ещё один исторический трактат, посвящённый археологии. В нём описывалось, как Кирхер обнаружил в Тиволи остатки церкви, воздвигнутой ещё при императоре Константине в честь св. Евстахия. Орден иезуитов оплатил реставрацию и украшение древней церкви, а собранных Кирхером пожертвований оказалось достаточно, чтобы выстроить странноприимный дом для паломников. В числе жертвователей были император Австрии и герцог Брауншвейгский. Суммы были такие: аккредитив на 100 скуди от герцога Брауншвейгского, 1000 имперских талеров от императора Леопольда, 400 скуди от графа Иоганна-Фридриха Валленштейна и архиепископа Пражского и 700 скуди от Педро Арагонского, вице-короля Неаполя.
После 1665 года Кирхер стал больше стремиться к уединению, хотя и продолжал принимать гостей. В 1666 году его посетил датский гуманист Витус Беринг. Летом того же года на Марсовом поле перед дворцом Аквавива был найден египетский обелиск, и Кирхер смог зарисовать его с трёх сторон, доступных на раскопках. Полностью раскопанный обелиск был воздвигнут на мраморном слоне и установлен на площади Минервы; посвятительную надпись сочинил также Кирхер. Переводу и толкованию надписей на обелиске был посвящён отдельный трактат, посвящённый Папе Римскому. Понтифик выразил своё удовольствие и удостоил иезуита аудиенции в Ватикане, однако дар в 900 римских скуди монах отверг как противоречащий уставу его ордена и отправил церкви св. Юстаса в Менторелле. Из учёных трудов этого периода выделялись «Описание Китая» (1667) и «Великое искусство познания» (1669). Примечательно, что большинство своих трудов Кирхер печатал в протестантском Амстердаме — главном центре книгоиздания и книжной торговли того времени.

#### Поздние годы жизни. Кончина
Жизнь Кирхера последних десятилетий достаточно подробно документирована его перепиской с друзьями в Аугсбурге, особенно Иеронимом Лангенмантелем (в 1684 году именно он опубликовал автобиографию Кирхера). Даже достигнув восьмого десятка, отец Афанасий был активен, живо интересовался новыми сведениями о Китае и Японии и с гордостью сообщал, что опубликовал 43 учёных труда. В 1679 году вышел последний из них — «Вавилонская башня», посвящённый архитектуре и лингвистике, основанной на библейской истории о смешении языков. Последние письма января 1680 года полны понимания неминуемого конца, но монах был готов ко встрече со Всевышним. В последнем послании Лангенмантелю в Германию 20 января 1680 года Афанасий Кирхер писал:

Бог есть Альфа и Омега всех вещей; служить Тому, Кто должен править, и любить Его — вот вершина всех наук.

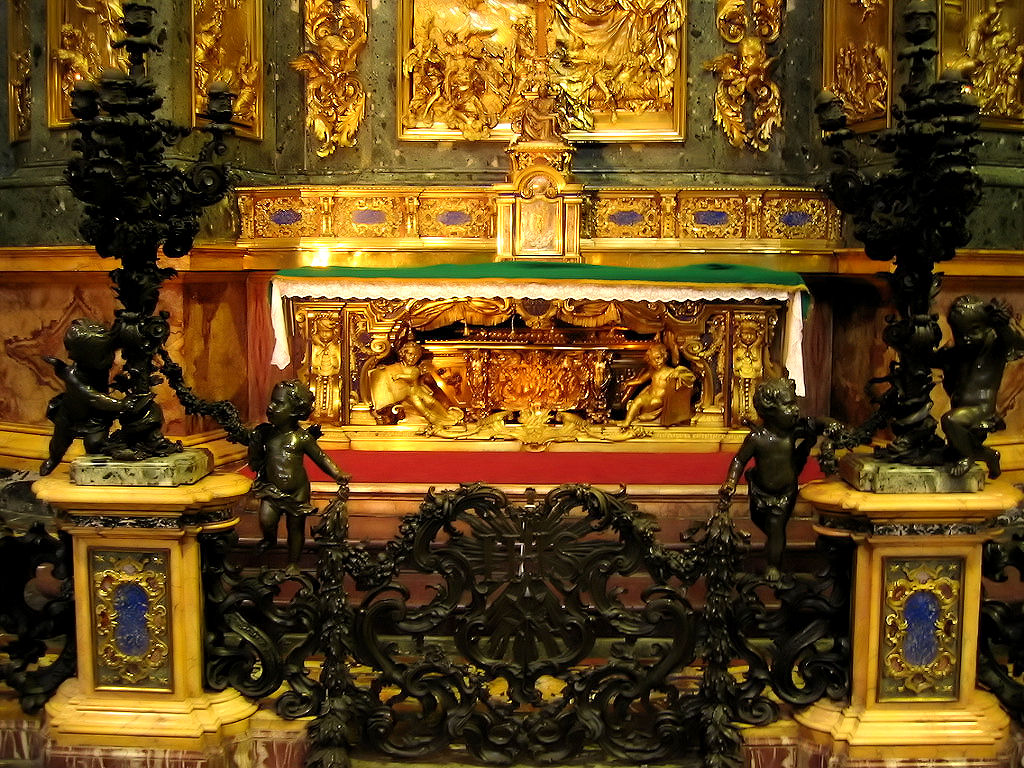
Гробница Игнатия Лойолы в церкви Иль Джезу. Неподалёку погребён Афанасий Кирхер

Кирхер страдал от мочекаменной болезни; когда после смерти было совершено вскрытие, из тела монаха извлекли более тридцати камней. В марте он «впал во второе детство» и провёл в этом состоянии около полугода. Отец Афанасий Кирхер скончался 27 ноября 1680 года; однако существует легенда, что он успел получить известия о кончине Бернини 28 ноября, а сам умер 30-го. Есть также версия о совпадении смертей Кирхера и Бернини, она была запечатлена в анонимной эпитафии, написанной латинскими пентаметрами.
Учёный был погребён в главной церкви Иезуитского ордена Иль Джезу, располагавшейся неподалёку от Collegio Romano. Кирхер завещал похоронить своё сердце у подножья алтаря в Менторелле в Тиволи, останки его были положены рядом с захоронением Игнатия Лойолы и правой рукой Франциска Ксаверия.

## Кирхер и знание XVII века

### Гуманистический антикварианизм

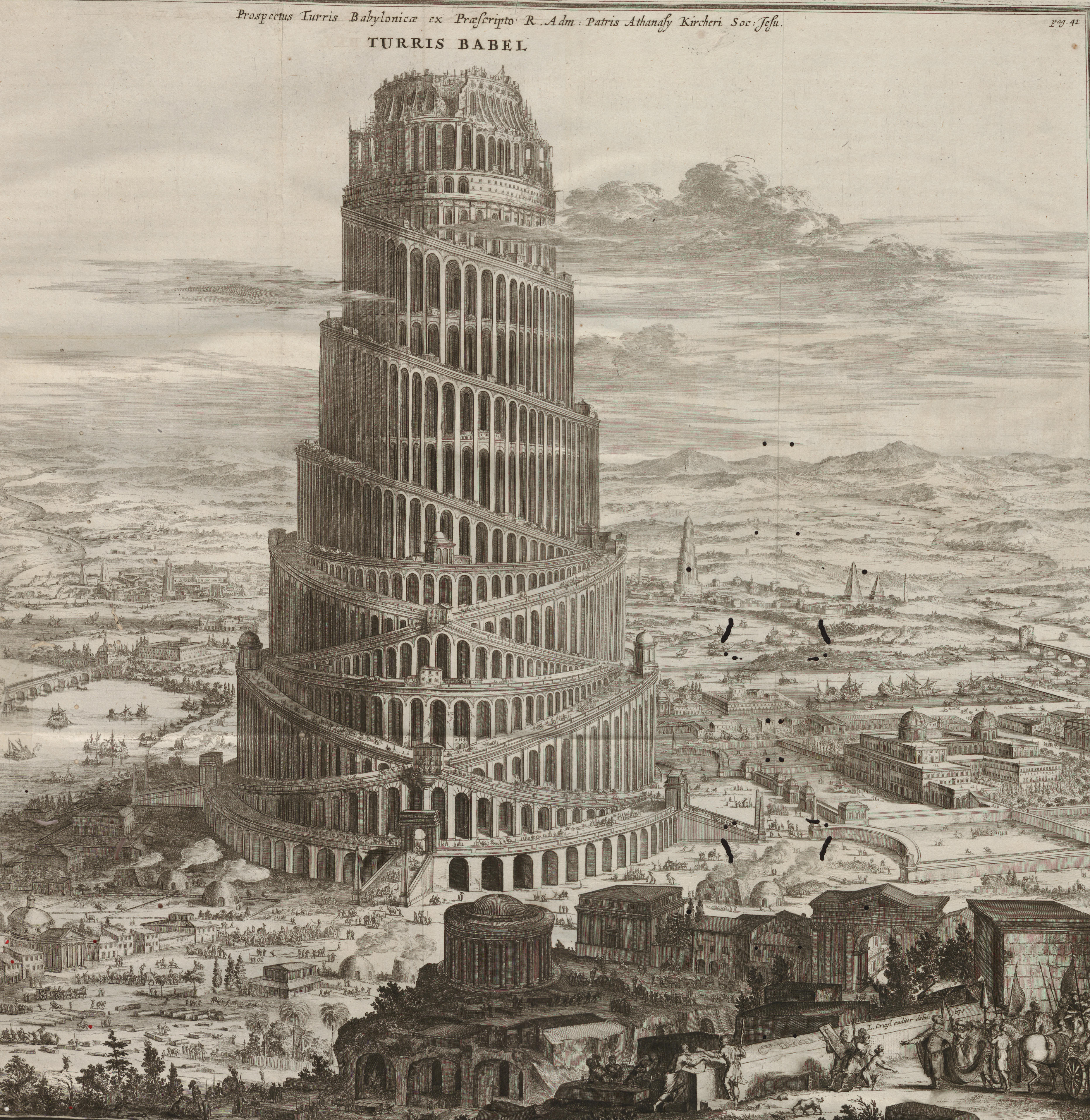
Вавилонская башня. Гравюра Корнелиуса Декера из одноимённого трактата Кирхера, созданная по его указаниям, 1679

Д. Стольценберг утверждал, что причины огромной прижизненной славы Кирхера и его быстрого забвения после смерти были одни и те же и коренились в гуманистической концепции знания. В эпоху Просвещения даже эрудиция Кирхера стала восприниматься негативно: в программной статье к «Энциклопедии» Жана д’Аламбера (1751) проводилась классификация всего знания по трём «сферам», каждая из которых была привязана к соответствующим умственным способностям. Эрудиция в этой схеме была привязана к памяти, философия (в том числе математика и естествознание) — к разуму, изящная словесность (особенно поэзия) — к воображению. Таким образом, память и эрудиция были лишь фундаментом, элементарным основанием истинного знания. Рассуждая о восхождении из средневекового варварства, д’Аламбер утверждал, что изучение языков и истории в эпоху Ренессанса было основано на простейшей умственной деятельности — коллекционировании фактов в памяти. Эрудиты-гуманисты игнорировали природу и замкнулись только в гуманитарной сфере древних текстов, — ибо «чтение и запоминание намного легче понимания».
Расцвет Афанасия Кирхера пришёлся на век эрудиции и антикварного знания, на смену которому затем пришла экспериментальная наука, направленная на изучение окружающего мира, а не человеческого прошлого. Антикварное знание XVII века было прямым продолжением ренессансного гуманизма и основывалось на исследовании латинской и греческой литературы, разработке критического метода интерпретации текстов и классификации фактов. Для всех гуманистов классическая античность была недосягаемым образцом добродетели, мудрости и стиля. Однако именно утопия реставрации античности привела гуманистов к осознанию бесполезности этой деятельности: последовательное и глубокое погружение в древность привело к осознанию непреодолимой границы между языческим и христианским миром. Понимание и интерпретация текстов привели к познанию незнакомой культуры; на этом базировался метод исторического развития языка, который стал основой текстологической критики. Первым примером является разоблачение «Константинова дара» Лоренцо Валлой. Когда Кирхер получал образование, большинство его современников отказались от простого воспроизведения классических текстов и стремились реконструировать социальные и культурные контексты древнего общества. Это была особая научная дисциплина — антикварианизм, то есть комплексное исследование прошлого по его материальным и нематериальным фрагментам. Антиквары никогда не считали себя историками, поскольку история воспринималась как повествование, основанное на письменных данных. В основе труда антикваров, первыми из которых были Флавио Бьондо и Конрад Геснер, лежало составление всеобъемлющего свода знаний, который строился как бесконечный каталог всех доступных сведений по изучаемому вопросу. Антиквары впервые были вынуждены обратиться к критике исторических источников, и впоследствии эти практики породили археологию, нумизматику, палеографию, сфрагистику.
С точки зрения просветителей XVIII века антиквары погрязли в неважных мелочах, тогда как в условиях XVI—XVII столетия они стояли на переднем крае науки, поскольку решали вопросы первостепенного культурного значения. Ренессанское общество было ориентировано на традицию — в данном случае античную, и потому прошлое было важнейшим источником легитимности как в политической, так и культурной и даже технической сфере. Антиквары, включив средневековье в предмет своих исследований, могли предоставить доказательства прав на престол, что было важно в эпоху становления абсолютной власти и первых национальных государств. Эрудиты-гуманисты сыграли огромную роль в богословских спорах Реформации и Контрреформации. Католические теологи обращались к святоотеческому наследию и церковной истории; церковные антиквары вынуждены были работать и в сфере восточной филологии и библейской герменевтики, которые стали самыми инновационными в гуманитарной сфере того времени. В результате оказывается, что Декарт, констатировавший разрыв между экспериментальной наукой и гуманистической традицией, был относительно одинок в своём времени, тогда как антикварные исследования и экспериментальное естествознание не отделялись друг от друга, и потому в обеих сферах могли одинаково успешно работать даже такие создатели современной науки, как Ньютон и Лейбниц. Антикварная эрудиция активно применяла эмпирический метод, но он был обращён на прошлое во всей его полноте.

### Кирхер и «Республика учёных»

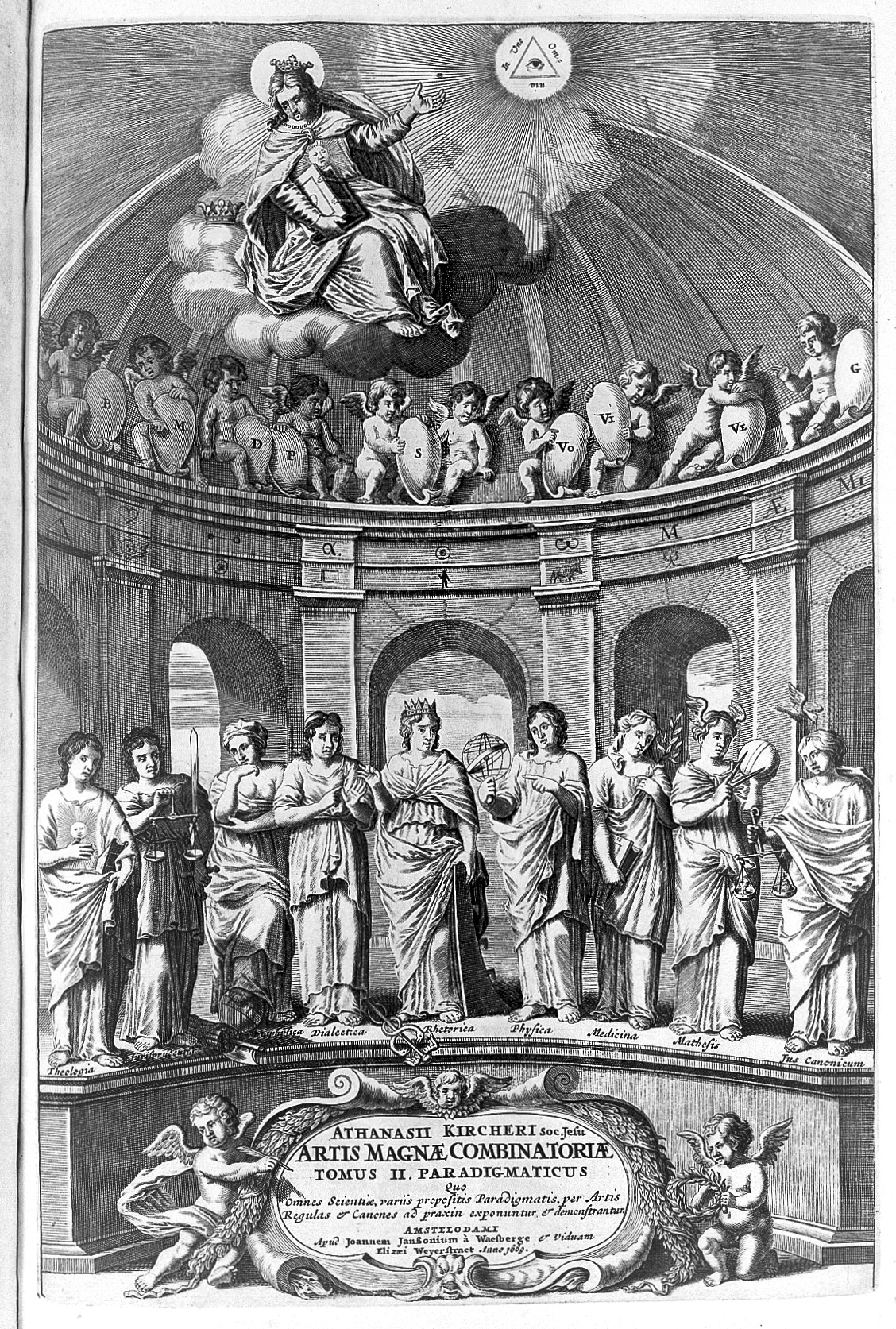
Титульный лист второго тома трактата Кирхера «Ars magna sciendi»

Н. Малькольм отмечал, что несмотря на общеевропейскую известность и глубокие связи в Республике учёных, Кирхер никогда не был «архетипической» фигурой в этом сообществе и не может считаться представителем его магистрального течения. Это может показаться парадоксом, поскольку Кирхер был известнейшим эрудитом и полиглотом своего времени. По-видимому, для писавшего на латыни учёного XVII века, он владел наибольшим числом живых и мёртвых языков. Его переписка велась на латинском, итальянском, испанском, немецком, голландском, древнегреческом, древнееврейском, армянском, арабском и коптском языках, а число корреспондентов было почти необозримым. Однако эта переписка резко отличалась от корреспондентских сетей «князей Республики» — Пейреска и его «наследника» Мерсенна. Мерсенн сознательно управлял разнонаправленными потоками информации: предполагалось, что корреспонденция «A», адресованная «B», будет обсуждаться с «C», тогда как «C», связавшись с «A», получит от него поручение для «D» и комментарий на обращение «B», и так далее. В случае с Кирхером всё наоборот: почти вся его переписка — сбор сведений для собственных проектов или ответы на аналогичные запросы, адресованные лично ему. Имеющийся корпус переписки позволяет выделить 763 корреспондента, из которых 436 (57 %) писали ему только один раз. Примером является запрос некоего иезуита из Лиона, который отправил в Рим на экспертизу зарисовку амулета с непонятной надписью и получил в ответ пространное послание с подробной иконологией древних амулетов. Своему другу Иерониму Лангенмантелю Кирхер жаловался в 1675 году, что еженедельно получает множество писем с разными вопросами о явлениях природы и по прочим темам. Джон Флетчер сравнил Кирхера с универсальным справочным бюро; то есть деятельность Кирхера не предполагала наличие последующей цепи корреспондентов, которые, живя в разных странах, вместе решали те или иные вопросы. Кроме того, Республика учёных изначально была надконфессиональным институтом, в котором католики и протестанты действовали сообща. Это не исключало обсуждения теологических вопросов, но корреспонденты старались избегать нерешаемых в рамках определённого вероучения проблем, что позволяло монаху-миниму Мерсенну общаться с профессором теологии из оплота кальвинизма — Лейдена — Андре Риве. Кирхер был монахом-иезуитом, одержимым идеей миссионерства и всемирной католической теократии. Неудивительно, что большинство его корреспондентов были католиками, а 31 % их представляли его собственный орден. Кирхер, за исключением издания своих трудов в Амстердаме, никогда не был связан с интеллектуальными кругами Нидерландов и протестантской части Германии; не следует забывать и о крайне негативном отношении к иезуитам в этих регионах. Это подозрение переносилось и на труды самого Кирхера.
Идеология Республики учёных также не слишком хорошо сопрягалась с идеалами Кирхера. Республика учёных основывалась на чётком разделении обособленного учёного мира и общества в целом. Конкретные философские доктрины, которых придерживались члены Республики, были самыми разными — от неостоицизма Липсия и культурного релятивизма Монтеня до макиавеллизма. Типичными представителями Республики следует считать Габриэля Ноде и Франсуа Ламотт-Левайе. Для них было характерно презрение к простонародью и осуждение «суеверий», которым противопоставлялось позитивное знание. Практически все члены Республики признавали, что все законы и установления — в том числе в теологии и физике — носят относительный, исторический характер, а религия является политическим институтом. В этом отношении были и яркие исключения, подтверждающие правило: Томас Гоббс принципиально обращал свои доктрины для пользы простых людей и адресовался им, так же, как и Ян Амос Коменский. Однако даже самые ярые элитаристы-аристократы из Республики учёных никогда не признавали эзотерического знания. Когда иезуиты сделали широко доступным знание о неевропейских культурах, Ламотт-Левайе сделал его основой для проповеди антиуниверсализма и доказывал, что согласие всех народов невозможно, что прямо противоречило главной идее Кирхера — отыскать некие глубинные архетипы, которые связывают все культуры и народы воедино. При всей страсти к герметизму Кирхер крайне враждебно относился к алхимии, каббалистике и астрологии, а термин «естественная магия» применял к механическим искусствам, в древности скрывавшимся от невежественной толпы их носителями — образованными жрецами.
По своим воззрениям Кирхер был ярко выраженным элитаристом. Во «Всеобщей Музургии» он писал:

Миропорядок едва ли устоял бы, если бы все люди были равны… Божественное Провидение устроило человечество так, что в то время как одни достигли высших вершин премудрости, другие погружены в бездну невежества и едва отличны от животных.

### Эмпиризм и герметизм

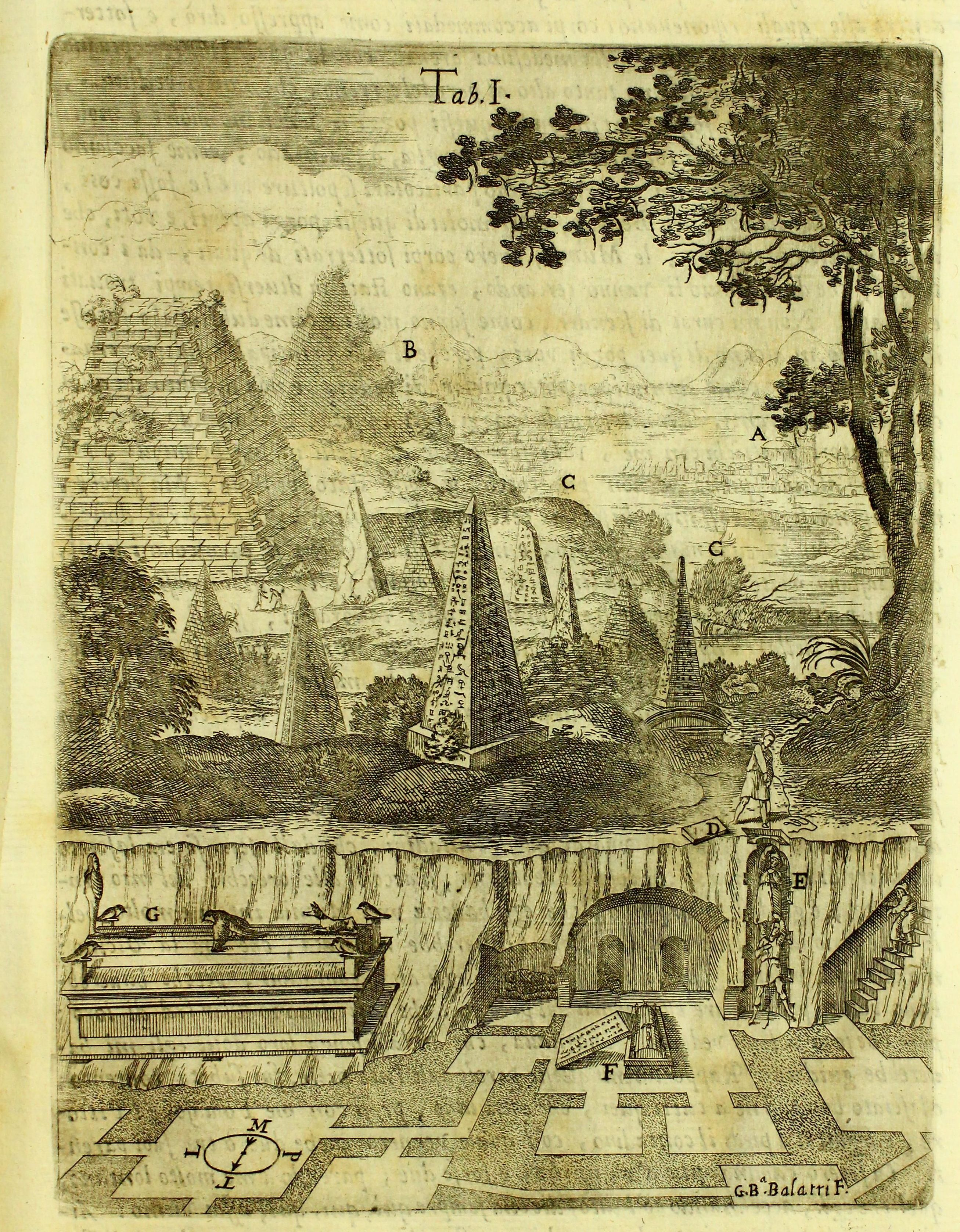
Гравюра из «Египетского Эдипа»: подземные гробницы и пирамиды

По мнению Д. Стольценберга, ключ к пониманию взглядов и концепций Кирхера таится в его интересе к Востоку. Изучение семитских языков привлекло внимание гуманистов в самом начале XVI века, Реформация только подстегнула эти процессы. В контексте богословских споров огромное практическое значение приобрело изучение ранних переводов Писания — арамейских таргумов, самаритянского Пятикнижия, армянской и эфиопской версий Библии. Кирхера эти вопросы заинтересовали, ещё когда он получал начальное образование в Фульде и брал уроки у раввина, а далее в совершенстве освоил древнееврейский, сирийский и арабский языки. Восточные древности были для Кирхера своеобразной масштабной линейкой, с помощью которой можно было подходить к астрономическим открытиям Галилея или завоеваниям испанцев в Новом Свете. Как образно писал Стольценберг: «Библиотека и антикварный кабинет были его обсерваторией, а знание восточных языков — телескопом». Однако востоковедческие тексты Кирхера, а особенно «Египетский Эдип», базировались на мощном оккультном фундаменте. Неоплатонизм, заново открытый Марсилио Фичино, привёл к тому, что множество европейских гуманистов стали пытаться искать в античности эзотерическую универсальную философию, которая смогла бы надёжно примирить христианство с языческой мудростью. Ренессансные оккультисты стремились заново открыть откровение, данное прежде Платона и, предположительно, сокрытое посвящёнными в символической и аллегорической форме. «Канон» гуманистического герметизма включал античную платоническую литературу (особенно трактаты Плотина, Ямвлиха, Порфирия и Прокла), «Герметический корпус», «Халдейские оракулы» (приписываемые Зороастру) и «Орфические гимны». Ранние гуманисты, особенно Пико делла Мирандола, стремились включить в эту традицию и Каббалу, а также христианские тексты, особенно Псевдо-Дионисия Ареопагита. Следствием герметического понимания мира была вера в разные виды магии, в первую очередь — естественную магию, которая позволяла использовать симпатические и антипатические связи между материальными и нематериальными сущностями, а также теургию. В результате кирхеровского «Эдипа» можно трактовать двояко — и как последнюю попытку реализовать ренессанскую иероглифику, как дешифровку глубинных мировых истин, и одновременно как отработку метода использования герметических практик для антикварного исследования. Стольценберг полагает, что неверно рассматривать магические доктрины Кирхера как анахронизм, что предлагала Фрэнсис Йейтс. Напротив, он искренне считал, что эмпирический метод антикварного знания поможет прояснить символическую мудрость древних египтян. Его «мономаниакальная страсть» (как выразился Стольценберг) к созданию огромных энциклопедических трудов объяснялась принципиальной позицией:

Гермес Трисмегист, египтянин, первым создавший иероглифы и ставший таким образом началом и прародителем всей египетской теологии и философии, был первым и самым древним из египтян, высказавшим верное суждение о божественных вещах; он навеки запечатлел свои мысли на неразрушимых камнях и огромных скалах. Отсюда Орфей, Музей, Лин, Пифагор, Платон, Евдокс, Парменид, Мелисс, Гомер, Еврипид и другие почерпнули истины о Боге и божественных вещах… И этот Трисмегист был первым, кто в своих сочинениях «Поймандр» и «Асклепий» сказал, что Бог есть Одно и что Он есть Благо, остальные философы следовали ему.— Oedipus Aegiptiacus, Tomus III, p. 368
Иными словами, иероглифы и герметические сочинения — всё есть творения Гермеса Триждывеличайшего и содержат одни и те же положения о божественных вещах. Поскольку им следовали все известные поэты и философы древности, в свете этих истин возможно познание памятников далёкого прошлого. Впрочем, кирхеровская неоплатоническая герменевтика вызывала сомнения уже у его современников. В результате для современной науки значение Кирхера заключается лишь в том, что он попытался подойти к исследованию древности нестандартным путём, стремясь выйти за пределы западного канона и не отрицая ценности неевропейских культур.
Готфрид Вильгельм Лейбниц признавал, что труды Кирхера оказали колоссальное влияние на формирование его как учёного и философа, а 16 мая 1670 года отправил в Рим восторженное письмо, в котором обыгрывал греческое значение имени Афанасий — «бессмертный». В зрелые годы Лейбниц очень сурово оценивал наследие иезуита. В 1716 году он писал, что Кирхер «был не способен к анализу человеческой мысли», а в области расшифровки иероглифики монах «ничего не понимал». Тем не менее именно труд Кирхера о Китае заставил Лейбница заинтересоваться этой страной; в дальнейшем философ, переписываясь с другими миссионерами (в первую очередь, Буве), разработал на основе «Книги перемен» двоичную арифметику. Влияние Кирхера в конечном счёте оказалось очень велико: по мнению Лейбница, «И-цзин» (его текст он получил в 1701 году) был древнейшим математико-метафизическим памятником, созданным Гермесом Трисмегистом. Именно основываясь на этом, а также ещё одном кирхеровском тезисе, что древнекитайская культура происходила от древнеегипетской, Лейбниц опубликовал в 1703 году описание двоичной логики. С его точки зрения, каждое число в этой записи содержало некоторую комбинацию Бога и ничто.
Дж. Глэсси писал, что мистические интересы Кирхера обрели второе дыхание в XVIII—XIX веках по мере появления и развития спиритизма и теософии. Его труды по Каббале стали писанием для Герметического ордена Золотой Зари. Кирхер занимал заметное место в «Тайной доктрине» Блаватской; этот трактат до известной степени повторял его собственные труды. Блаватская цитировала даже сочинение раввина Нефи, которое так и не смогли перевести Пейреск и Кирхер. Ранее философия магнетизма Кирхера явно вдохновляла Франца Месмера. Месмер учился у иезуитов, и, по-видимому, труды Кирхера входили в круг его чтения.

### Кирхер, Ньютон и научная революция

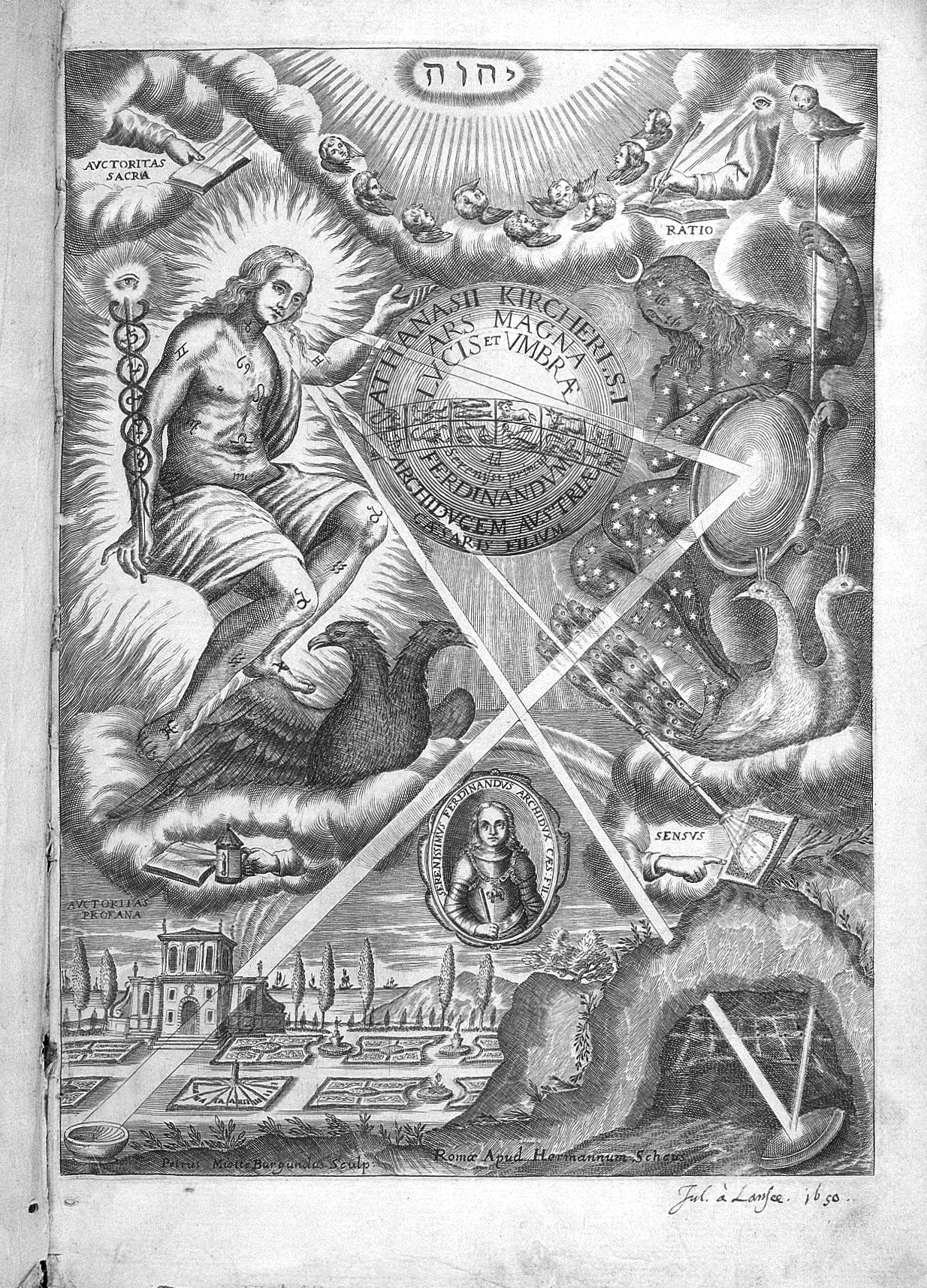
Фронтиспис «Великого искусства света и тени» Кирхера

Пола Финдлен утверждала, что в естествознании XVII века Кирхер и Ньютон представляли два принципиально разных мира, несмотря на то, что их многое роднило в личностном и интеллектуальном плане. И Кирхер, и Ньютон были глубоко и искренне верующими людьми, считавшими познание природы средством Богопознания, оба они начинали свою академическую карьеру, занимаясь преподаванием математики. Кирхер и Ньютон занимались изучением древности, усматривая в языческих верованиях предвосхищение христианства, и в этом смысле оба отдали дань оккультизму. Их мировоззрение восходило к гуманистическим доктринам, и оба они были в плане подхода к мирозданию христианскими энциклопедистами. В этом плане из современников в одном ряду с ними мог быть поставлен только Лейбниц.
Учёные общества Европы XVII века очень высоко ставили авторитет Кирхера. Так, Марин Мерсенн был потрясён представленным иезуитом решением задачи квадратуры круга, однако, прочитав его труды, выразил надежду, что учёный перестанет метать бисер перед свиньями. В «Полигисторе» Даниэля Морхофа (1688) — обзоре научной мысли современной ему Европы — имя Кирхера («Геркулеса… среди писателей») стоит в одном ряду с Бэконом и Бойлем, в то время как Ньютон отсутствует в этом ряду. В первой половине своей жизни Ньютон был известен как талантливый математик, но уступающий Гуку и Лейбницу, общеевропейская его слава наступила значительно позднее.
Сложившаяся в общественном сознании картина научной революции привела к разделению учёного сообщества XVII—XVIII веков на гениев и ретроградов. В этой картине Ньютон оказывался творцом новой физики, а Кирхер — догматиком, цеплявшимся за давно отжившие представления. Такой взгляд был основан на некоторых ранних работах Ньютона и полностью игнорировал его зрелое творчество. В эпоху Просвещения немалую роль в формировании подобной картины сыграло и то, что Ньютон был представителем прогрессивной науки протестантских стран, тогда как иезуит Кирхер, находясь в центре католической «Республики учёных», олицетворял упадок науки после Галилея и в этом качестве был представлен в работах Фрэнсис Йейтс и эссе и романах Умберто Эко. Между тем прогресс ньютоновских исследований в XX веке показал, что сэра Исаака можно называть «последним магом» (выражение Джона Кейнса), однако он был значительно более осторожен в своей оккультной деятельности, чем великие гуманисты эпохи Ренессанса. Интересы Кирхера оказывались аналогичными. При этом в одну плоскость Кирхера и Ньютона поставил ещё Вольтер, написав в 1738 году один из анекдотов о ньютоновской «Оптике» и «Великом искусстве света и тени» иезуита. В этом контексте примечательно, что Пристли и Гёте в том же XVIII веке живо интересовались «барочным лабиринтом» книг Кирхера и даже одобряли его.

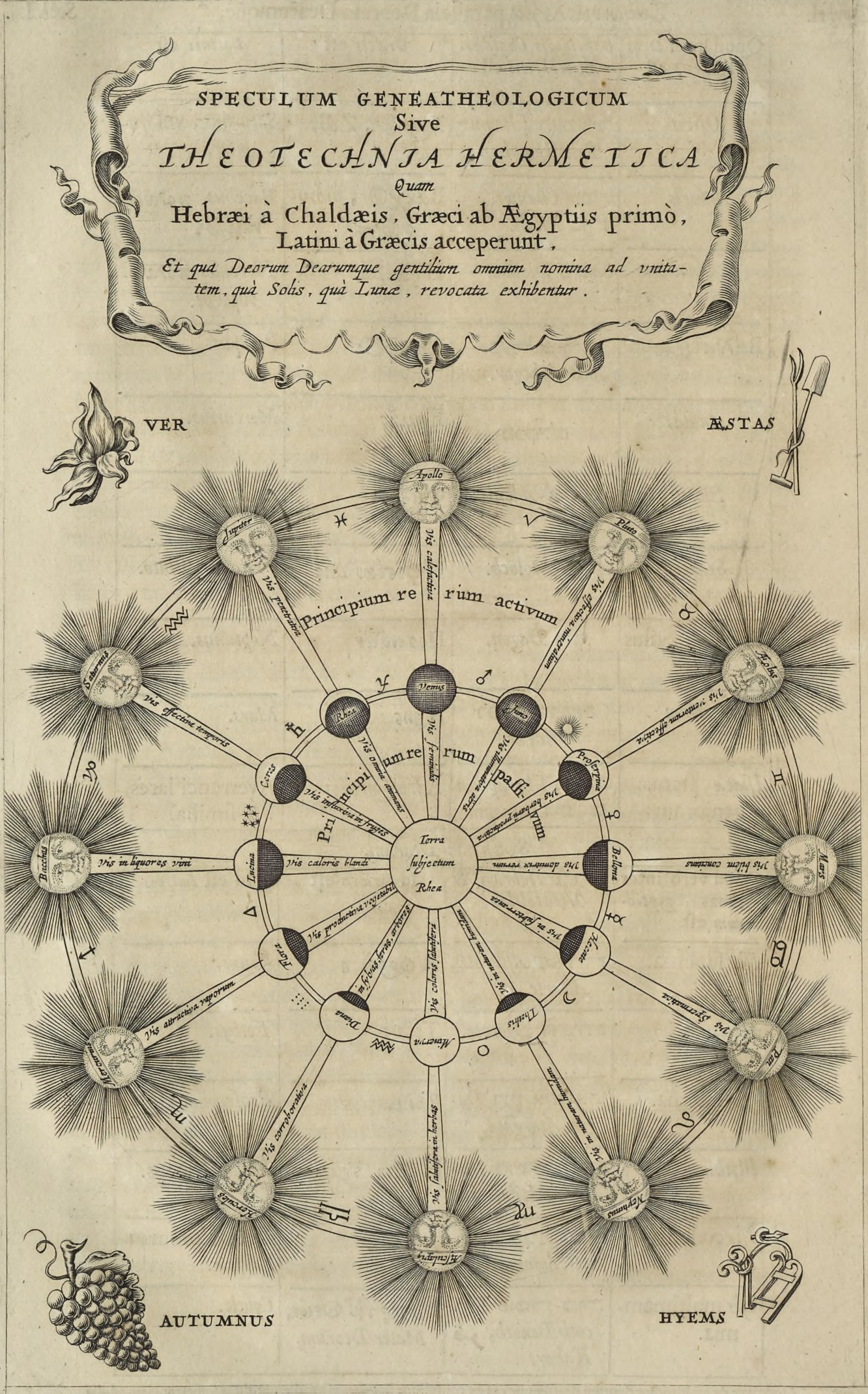
Герметический Космос из трактата Кирхера «Вавилонская башня»

Несмотря на то, что Исаак Казобон в 1614 году убедительно доказал, что «Герметический корпус» был создан уже после появления христианства, Кирхер придерживался традиционных взглядов на него как на творение Гермеса Трисмегиста, предвосхищающее Откровение. По сути, Кирхер всю жизнь реализовывал единый проект возрождения египетской мудрости, то есть восстановления утраченного в древности единства человеческого и божественного языка, языка Адама. Рим — центр католического мира — был естественным полем для этой деятельности, в том числе из-за египетских памятников, которые, по мнению Кирхера, несли непосредственно запечатлённую божественную мудрость, закодированную в иероглифах. Равным образом, сложно понять Ньютона без его учения о хронологии древних царств, оптических и алхимических опытов. Для Кирхера аналогом иероглифики в человеческом мире выступали природные силы, запечатлённые на лице Вселенной невидимой рукой Творца. Одним из важнейших ключей к познанию природы и Бога казался ему магнетизм. Великая цепь бытия была для Кирхера не метафорой, а физическим переживанием единства микро- и макрокосма. Античность и естественная среда («Книга Природы») для него в равной мере являлись вместилищем посланий Творца. В этом плане он был достойным потомком и современником Уильяма Гилберта, Джованни Баттиста делла Порта и Иоганна Кеплера.
Ньютон, согласно П. Финдлен, во многом исходил из похожих оснований; как и Кирхер, он пристально изучал труды делла Порта. Исходной точкой его рассуждений о мироздании была естественная магия, что со временем привело к экспериментам с юдициарной астрологией и проекту создания универсального языка. Ньютон много рассуждал о магнетизме, пока не пришёл к 1687 году к выводу, что магнетизм является менее универсальной силой, нежели гравитация. Ньютон пытался заниматься алхимией, чтобы наглядно убедиться во взаимопревращении элементов. Если верить слухам, Кирхер демонстрировал королеве Христине Шведской «Герметический эксперимент», в ходе которого якобы смог создать из праха петушиный хвост, что было «доказательством» возможности спонтанного творения. В то же время Ньютон не нуждался в аудитории, поскольку эксперименты были для него средством Богопознания. Кирхеровские эксперименты были и социальной практикой, поскольку он стремился, чтобы его достижения были повторены во всех крупнейших центрах католического мира. Однако для Кирхера эксперимент являлся не средством познания, а риторической фигурой в его естественной философии, опыт должен был визуализировать те или иные философские положения.
Совершенно несовместимыми были взгляды Кирхера и Ньютона на священную историю. Ньютон осветил их в нескольких теологических трактатах и «Хронологии древних царств», оставшихся неопубликованными при его жизни. Англичанин, доверяя «Герметическому корпусу», полагал, что именно древнеегипетская теософия была первым в мировой истории
искажением истинного Слова Божьего во имя сиюминутных нужд жрецов и власть предержащих. Первым великим пророком был Ной, но евреи забыли его откровения в своём идолопоклонстве. Подобно тому, как закон гравитации сообщает об истинной природе мироздания, тщательное критическое исследование Писания подарит миру истинное Откровение. Напротив, Кирхер первым великим пророком называл Моисея, а сын Ноя Хам исказил древнюю мудрость Египта. Вавилонская башня была для Кирхера символом грядущего преодоления раскола христианства и обетованием окончательного подавления Католической церковью всякого идолопоклонства и возрождения нового Египта. В противоположность антитринитаризму Ньютона Кирхер видел свидетельства Пресвятой Троицы во всех временах и культурах, в учении Зороастра, Каббале, пирамидах Египта и Мексики и даже в конфуцианстве. В природной среде о Троичности вечно возглашает Солнце, даруя обитателям Земли урожай, свет и тепло. В этом отношении на стороне Кирхера были издательские ресурсы и его официальный статус в католической церкви; в результате его явно неортодоксальные воззрения в некоторых научных областях игнорировались.

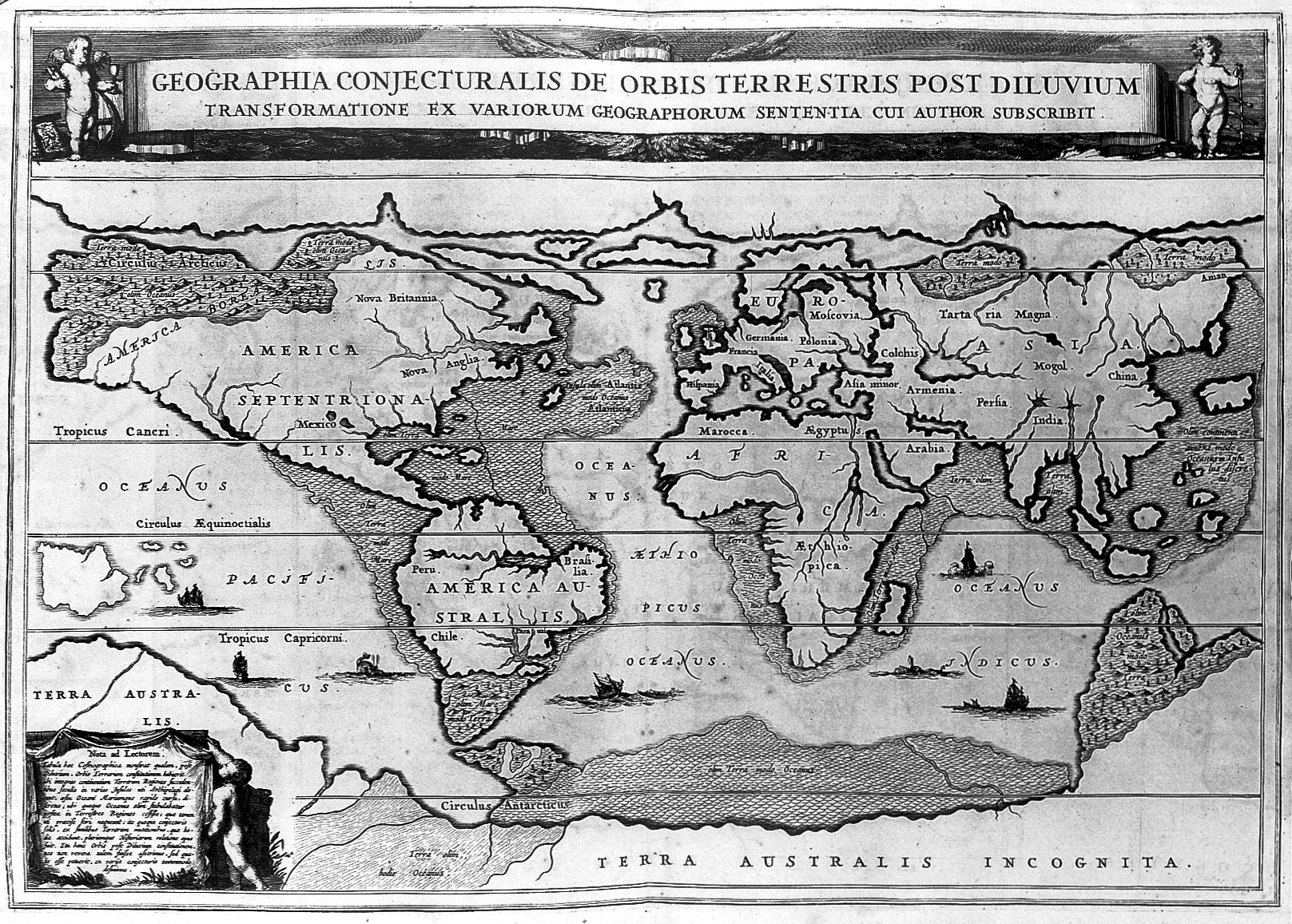
География послепотопного мира из трактата «Ноев ковчег»

Обобщая, П. Финдлен отмечала, что научная карьера Ньютона и Кирхера была одинаково успешной, но её основания были разделены пропастью Реформации. Рим являлся для Кирхера цитаделью веры и средоточием гуманистической образованности; иезуит именовал его «единственным театром всей иероглифической учёности». Для протестанта Ньютона Рим был «блудницей в пурпуре», зримым символом идолопоклонства. Если допустить, что Кирхер знал о существовании Ньютона, для него тот был малозначительным провинциальным учёным, который не обладал ни богословской, ни филологической подготовкой для изучения Писания. Весьма ценимая Ньютоном «Изумрудная скрижаль», как доказал Кирхер, была написана арабами в средневековье, и это мнение поддерживается современными учёными. Религиозный фундамент определял их физические взгляды: для Кирхера все существующие в мире явления суть творения Божьи, находящиеся в Его руках, и потому всякое действие имеет в основе повеление Божье (магнетизм); ньютоновская концепция воздействия физических сил на расстоянии и убеждённость в том, что носитель гравитации непознаваем, основано на очевидности конечного результата для человеческого восприятия. Тем не менее, если судить с позиции научного знания той эпохи, формулировка Ньютоном закона обратных квадратов напрямую вела его к реконструкции Храма Соломона и исследованию египетской хронологии и была, согласно П. Финдлен, вариацией на тему кирхеровских реконструкций Ноева ковчега и Вавилонской башни.
П. Финдлен отмечала, что в 1640-е годы Кирхера уже не устраивала скромная роль переводчика с древних языков и он «попытался стать единственным автором „целой Британской энциклопедии“ и в значительной степени это ему удалось». Исследовательница обращала внимание, что как и в любой энциклопедии, составляющие единый корпус труды Кирхера полны неточностей и упущений, зато позволяли их читателям обозреть целостное поле знания, на что не отваживались или не могли этого сделать другие авторы.

### Кирхер, герметизм и алхимия
Уже в своих ранних работах А. Кирхер сформулировал доктрину двойственности интеллектуальных начал человеческой цивилизации: благочестивой традиции Адама, унаследовавшего знания о науках и искусствах от Господа, и чёрномагической традиции Каина. В допотопную эпоху обе традиции сосуществовали: наследие Адама перешло Сифу, от которого истинное знание усвоили Енох и Ной; потомки Каина наставлялись в идолопоклонстве и предрассудках, хотя Хам сочетал их с Истиной, узнанной от Мафусала. Потому-то Египет после Потопа был заселён потомками Мицраима, сына Хама, унаследовавшего искажённую Истину. Заслугой Гермеса Трисмегиста является возрождение неискажённой мудрости допотопных патриархов. Кирхер при этом утверждал двойственность Гермеса, под именем которого скрывались два лица: допотопный Енох (коранический Идрис, строитель пирамид), и собственно Гермес, живший спустя три столетия после Потопа, современник Авраама. Трисмегист усердно восстанавливал допотопную мудрость, путешествовал и пропускал узнанное «сквозь сито опыта», и стал у Мицраима верховным писцом и советником, распространяя иероглифическую мудрость. Сохранению её чистоты служили каменные обелиски, тогда как пирамиды были испещрены ложными словесами Хама, которые плохо читались из-за наклона. Однако реформы Гермеса не закрепились, и жречеств Египта сделало иероглифы орудием идолопоклонства.
Мистическое учение Кирхера рационалистично: он тесно связывал Святого Духа и Разум: посредством индивидуального разума художника или ремесленника универсальный Интеллект нисходит в материю, организуя её согласно законам оптики, акустики, магнетизма, механики и других «разделов физиологии». Иными словами, Кирхер не был герметическим философом в подлинном смысле слова, И. А. Сахарчук утверждал, что фундаментом его мировоззрения было «соединение Луллиевой комбинаторики и монистической метафизики Николая Кузанского». Соответственно, понятие алхимии Кирхер выводил от имени Хама, хотя и признавал, что слово может соотноситься как с арабским al-hikmat al-kulliyat («универсальная наука»), так и с греческим χέειν τὰ μέταλλα («плавка металлов»). Первым металлургом и алхимиком был Тувалкаин, после которого алхимия разделилась на собственно металлургию, «алхимию изменяющую (transmutatoria), или хризопею», и «спагирическую химию, или аналитическую (Chymia Spagirica, sive analytica), также называемую „химиатрией“». Именно хризопея (искусство добывания золота из низших элементов) и медициниская химиатрия полны злоупотреблений и спекуляций, причём последняя нуждается в защите. Никаких сведений о философском камне в источниках до Рождества Христова Кирхеру обнаружить не удалось. Впрочем, алхимию целиком иезуит не отвергал, так как придерживался символической трактовки физических и химических процессов. Гермес Трисмегист посредством «иероглифической алхимии» в зашифрованной форме передавал самую суть всеединой и всеизменяющей природы. Любая иная алхимия признавалась фиглярством, «варварскими речами», которых не найти в трудах подлинного Гермеса.
В некотором смысле Кирхера можно считать родоначальником концепции панспермии: Вселенную в его представлении пронизываюь семена с изначально заложенной в них способностью к развитию, определяющейся соотношением элементов в этих семенах. Семена способствуют как зарождению металлов, так и абиогенезу. Семя содержит четыре основных стихии, а суть его может раскрыться лишь при соответствии окружающей среды и оплодотворяющего принципа. Сперматическая смесь всех вещей сотворена Богом одновременно с Землёй. Эту идею он заимствовал из трактата «История гемм и камней» де Бодта, а после Даниэль Зеннерт и Пьер Гассенди распространили на металлы и минералы концепцию становления идеи, заключённой в семени-носителе, в материальном объекте. Иными словами, концепция алхимии Кирхера находится не в контексте герметизма, а наоборот — в сфере научных представлений до эпохи Просвещения. Так, идея универсального семени, сочетающего «тончайшую суть» четырёх стихий, впервые была выдвинута Михалом Сендзивым, которого Кирхер глубоко почитал. У Гассенди Господь создал семена, в которых «запечатал» архетипы будущих веществ или тел. В представлении Кирхера «живые корпускулы» в подлинном смысле материальны: переносятся водой и воздухом, и, попав в благоприятные условия, порождают насекомых и болезнетворных «червячков», вызывающих эпидемии. Для сотворения металлов необходим «огонь, оживляющий природу», который является истинным философским солнцем. Этот огонь Вулкана древние алхимики и называли трансмутацией. Иными словами, Зеннерт, Гассенди и Кирхер придерживались виталистическо-механистических представлений о мироздании, оставляя Богу роль архитектора Вселенной. Истинной первоматерией является семя, пропитывающее весь тварный мир, оно же — истинный философский камень. Виталистическая концепция Кирхера доказывала величие Господа через самодостаточность и неизменность Его творения.

## Кирхер — египтолог и гебраист

### «Коптский вестник»

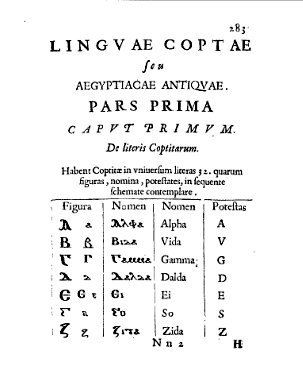
Страница 283 Prodromus Coptus

По-видимому, попытки разгадать смысл египетских иероглифов Кирхер предпринимал ещё в Германии, в 1620-е годы. Согласно биографии Гассенди, в 1632 году аббат Пейреск, занявшись обработкой материалов, присланных ему с Востока (где было множество рукописей и даже две мумии), обратился к помощи Кирхера, который уже получил репутацию знатока египетских древностей. Египетская тема постоянно упоминалась в переписке Кирхера и Пейреска в Риме, начиная с 1634 года. В письме от 23 сентября 1636 года впервые упоминается «Prodromus Coptus» («Коптский вестник») — грамматика коптского языка, опубликованная Кирхером в Риме. Трактат посвящён кардиналу Барберини, а в предисловии Кирхер именует себя «доктором сирийского, арабского, самаритянского, армянского, еврейского, халдейского и эфиопского наречий». Содержание книги, как обычно у Кирхера, весьма многопланово. Он начал с обозрения происхождения слова «Копт», далее описывались коптские колонии в странах Азии и Африки, разные обычаи коптов и, наконец, собственно описание языка и краткая грамматика. Кирхер совершенно верно предположил, что коптский язык родственен древнеегипетскому, однако связывал его с древнегреческим и с еврейским. В конце книги помещены «Отче наш» и «Ангелус» в переводе на коптский язык. В приложении описывается несторианская миссия в Китай в VIII веке. Книга была первым комплексным описанием коптского языка, и даже гиперкритически настроенный к своим предшественникам Шампольон признавал, что публикация, «несмотря на её многочисленные несовершенства, много способствовала распространению изучения коптского языка». Некоторые ошибки Кирхер исправил в пересмотренном издании Lingua aegyptiaca restituta 1643 года, в котором опубликовал словарь (латинско-коптско-арабский) и грамматику по рукописям, привезённым Пьетро делла Валле. В издании 1643 года также были помещены описания иерархии коптской церкви и краткая география Египта. Словарь Кирхера был основой всех исследований по коптскому языку и переиздавался вплоть до 1775 года.

### «Египетский Эдип»

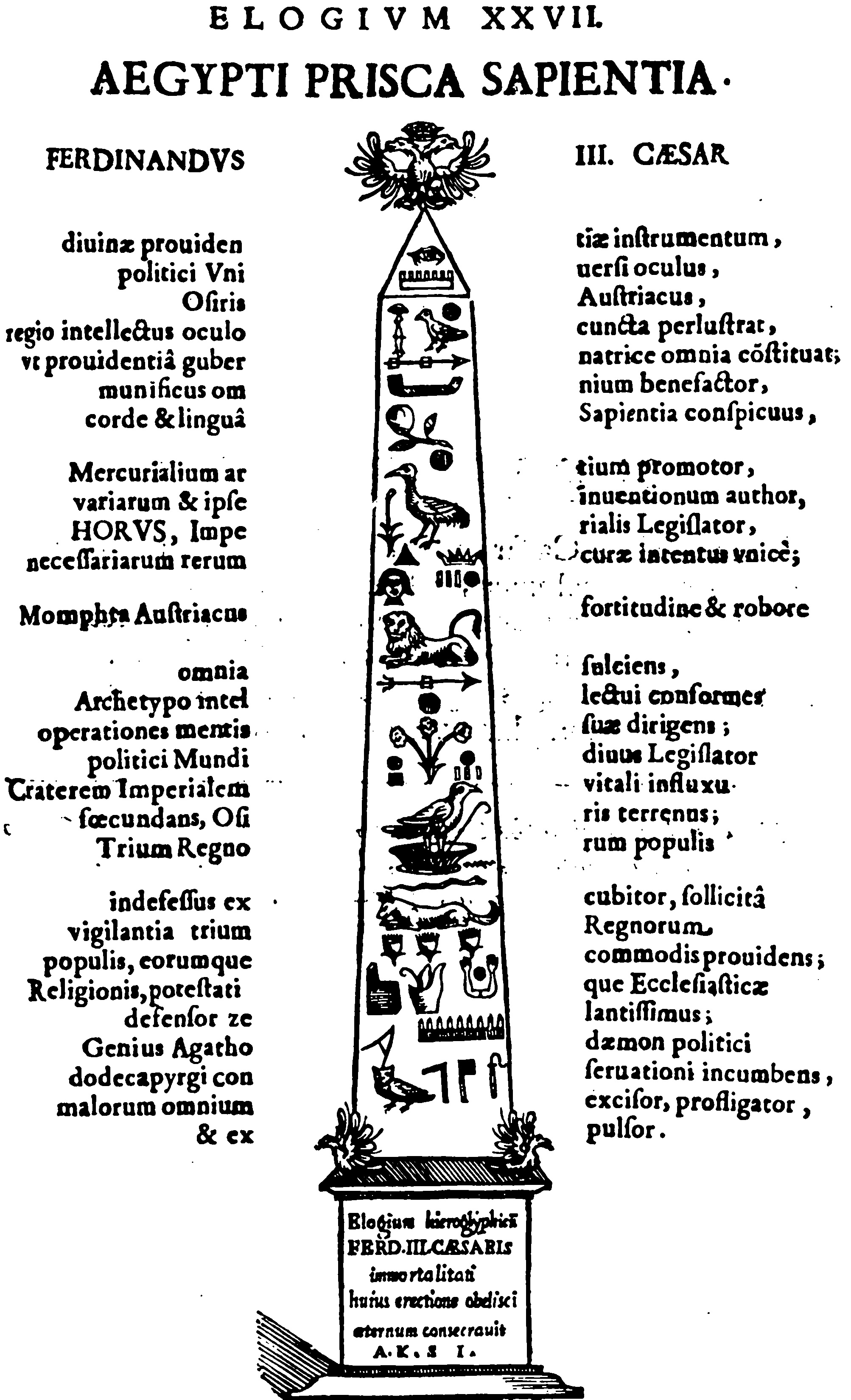
Одно из посвящений императору Фердинанду III

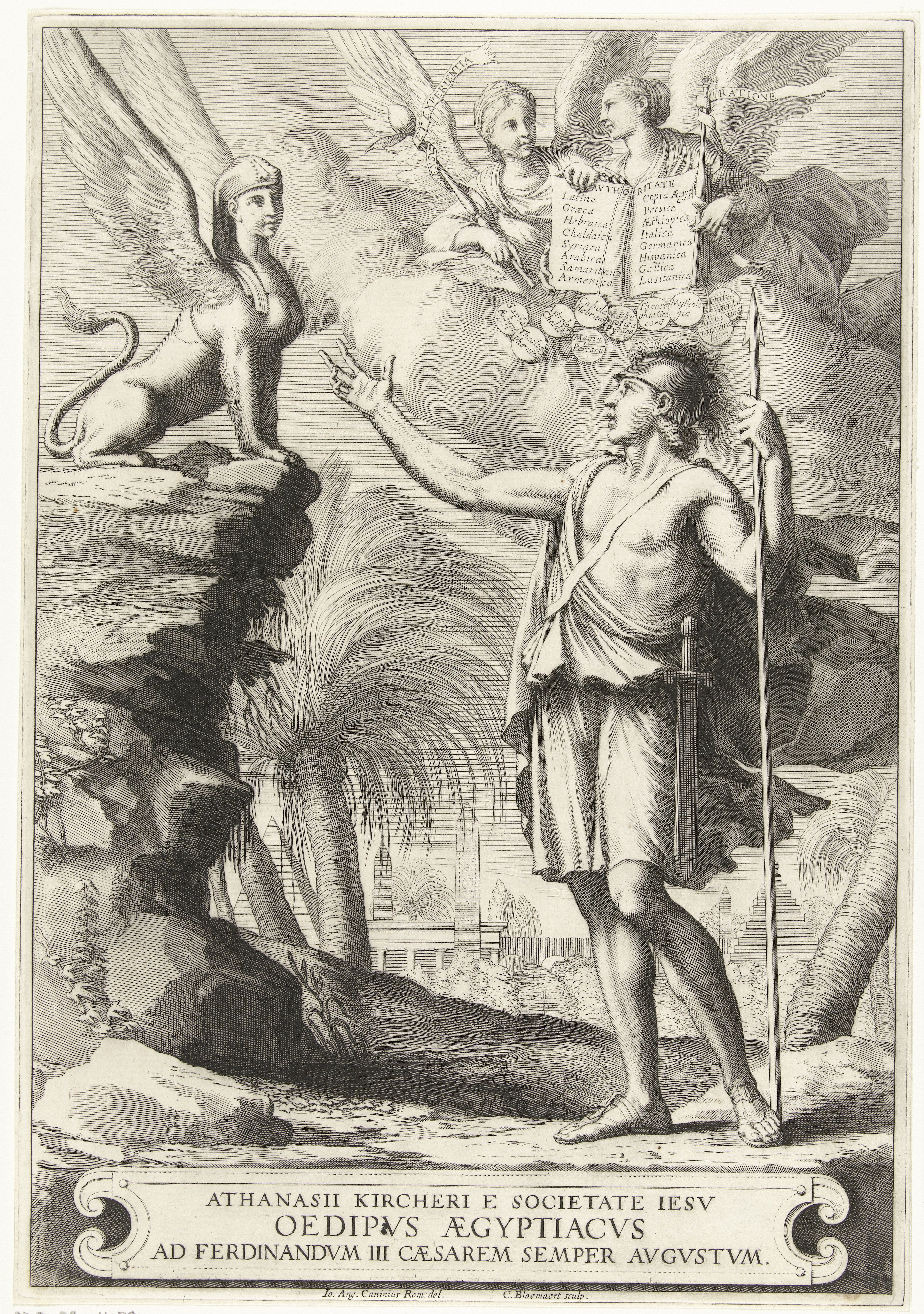
Фронтиспис с изображением Эдипа, взыскующего у Сфинкса небесной мудрости

Основным египтологическим трудом иезуита стал монументальный «Египетский Эдип», опубликованный в трёх томах в 1652—1654 годах; общий его объём составил более 2000 страниц печатного текста. Э. Флетчер отмечал, что эта работа, с одной стороны, полна важнейших сведений по египтологии (включая рассуждение о роли Нила в египетской цивилизации), но, с другой стороны, лишена всякой систематичности в изложении. «Эдип» был основан на латинских переводах средневековых арабских трактатов, посвящённых Древнему Египту, перемежающихся мистическими рассуждениями самого Кирхера. Первый том включал 5 синтагм, каждая из которых делилась на несколько глав. Первая синтагма посвящена хорографии Египта и его делению на номы, а также династиям правителей, в основу египетской хронологии Кирхер положил сочинение Манефона и Библию. Вторая синтагма — «О египетской политике», — была посвящена царской власти в древнем Египте. Третья синтагма именовалась «Архитектурой, или Теогонией» и была посвящена вопросу происхождения суеверий и идолопоклонства. Четвёртая синтагма рассматривала сравнительные пантеоны богов древних евреев, халдеев, вавилонян и арабов, а в пятой синтагме к ним добавлялись пантеоны американских индейцев и некоторых других народов. Второй и третий тома целиком были посвящены иероглифам и попытке их расшифровать. Кирхер, как и все его современники после открытия «Иероглифики» Гораполлона, считали иероглифы символами, доступными лишь посвящённым. В «Обелиске Памфилия» (1650 года), предшествующего «Эдипу», он писал:

…Символ есть примета, обозначающая некую более глубокую тайну, то есть символ по природе своей способен привести наш дух через некое подобие к постижению предмета, сильно отличающегося от тех, что предстают внешним чувствам… Он не образуется из слов, но выражается в приметах, письменах, фигурах.

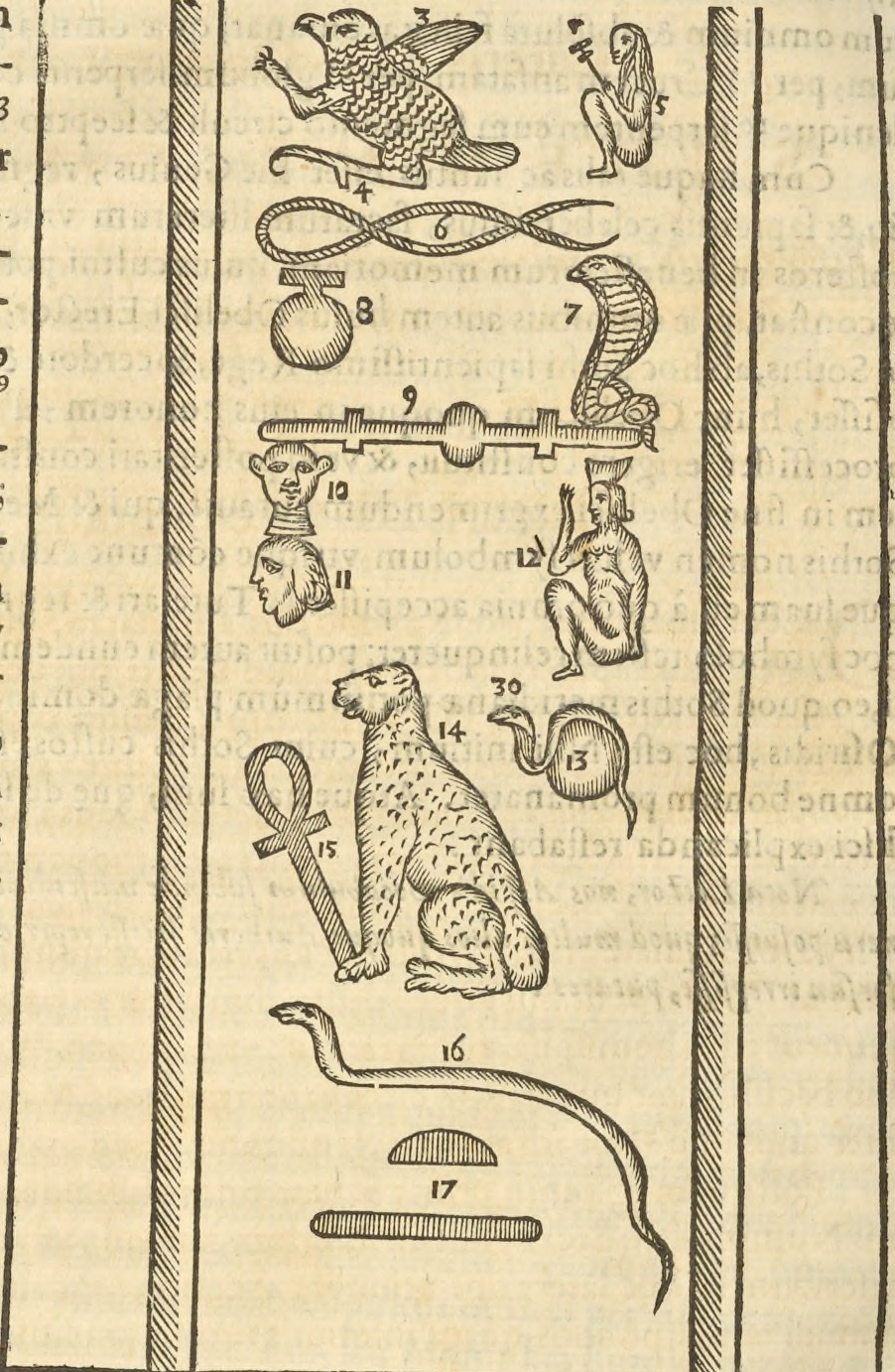
Таблица из «Обелиска Памфилия», использованная Шампольоном

Кирхер полагал, что все иероглифические знаки имели идеографическое значение. Иероглифы были для него первым даром Бога человеку — Адамовой премудростью, причём её устная передача прервалась с пресечением династий фараонов. Умберто Эко отмечал, что Кирхер — «…отец египтологии, как Птолемей — отец астрономии, хотя гипотеза Птолемея и неверна; пытаясь обосновать свою ложную гипотезу, Кирхер накапливает материалы наблюдений, переписывает документы, привлекает внимание научного мира к иероглифике». Жан Шампольон использовал таблицы и репродукции Кирхера для научной дешифровки иероглифики в XIX веке. Знаки в картуше, которые Шампольон прочитал как иероглифическую запись имени и титула «Автократ, сын Солнца и владетель Обеих Земель Цезарь Домициан Август», Кирхер считал именем некоего божества Мо-Фта, который низводил с небес Осириса — зачинателя всякого плодородия и растительности. Мо-Фта изображался, по мнению Кирхера, в виде льва, и этому было посвящено несколько страниц мистической экзегезы. Согласно Кирхеру, египтяне видели в скарабее не жука, а солнце, причём не материальное Солнце, освещающее постигаемый чувствами мир, но мистическое Солнце умопостигаемого мира.
Примечательно, что Кирхер почти подошёл к идее, что некоторые часто встречающиеся иероглифы связаны с фонетическими значениями, и даже создал иероглифический алфавит из 21 знака, из начертаний которых вывел греческие буквы. Например, букву альфа Кирхер производил из знака, изображавшего ибиса, изогнувшего шею. Кирхер полагал, что непосредственная связь между значением и звучанием появилась намного позже, и она помогла ему реконструировать возникновение фонетического алфавита, но не дешифровать иероглифы; Кирхер отказывался верить, что иероглифика изначально была связана с речью. В пятой синтагме первого тома Кирхер рассматривал письменность индейцев Мексики, которую представлял простой пиктографией, не более чем подспорьем для памяти. В четвёртом томе говорится, что индейские знаки указывают на индивидуальные сущности, не способные таить в себе глубинные откровения. Брайан Уолтон в пролегоменах к Лондонской Полиглотте (2, 23), опубликованных в 1657 году, также писал о неполноценности письменности американских индейцев.
Третий том «Эдипа» вводился посвящением императору Фердинанду III — одним из многих, где, в частности, говорилось:

Я разворачиваю перед Твоими очами, о Священнейший Цезарь, многообразное царство Иероглифического Морфея: больше скажу, театр, располагающий огромным количеством чудищ, и не просто чудищ в их нагом природном виде, но столько украшен он загадочными Химерами древнейшего знания, что, как я верю, острые умы сумеют почерпнуть оттуда неизмеримые кладези науки, не говоря уж о пользе для словесности.
У. Эко выделял в «Эдипе», помимо религиозно-герметического компонента, ещё и политический аспект. Миф об Осирисе Кирхер использовал как аллегорию поиска стабильности после окончания Тридцатилетней войны, в которую был когда-то непосредственно вовлечён. В этом плане посвящения могут быть прочтены в одном контексте с призывами Гийома Постэля, Джордано Бруно и Томмазо Кампанеллы. «Как все великие утописты эпохи, иезуит Кирхер грезит о переустройстве охваченной раздорами Европы под властью стабильной монархии и как добрый немец — но повторяя при этом дантовский жест — обращает взор на германского императора».

Схемы и диаграммы из «Египетского Эдипа»
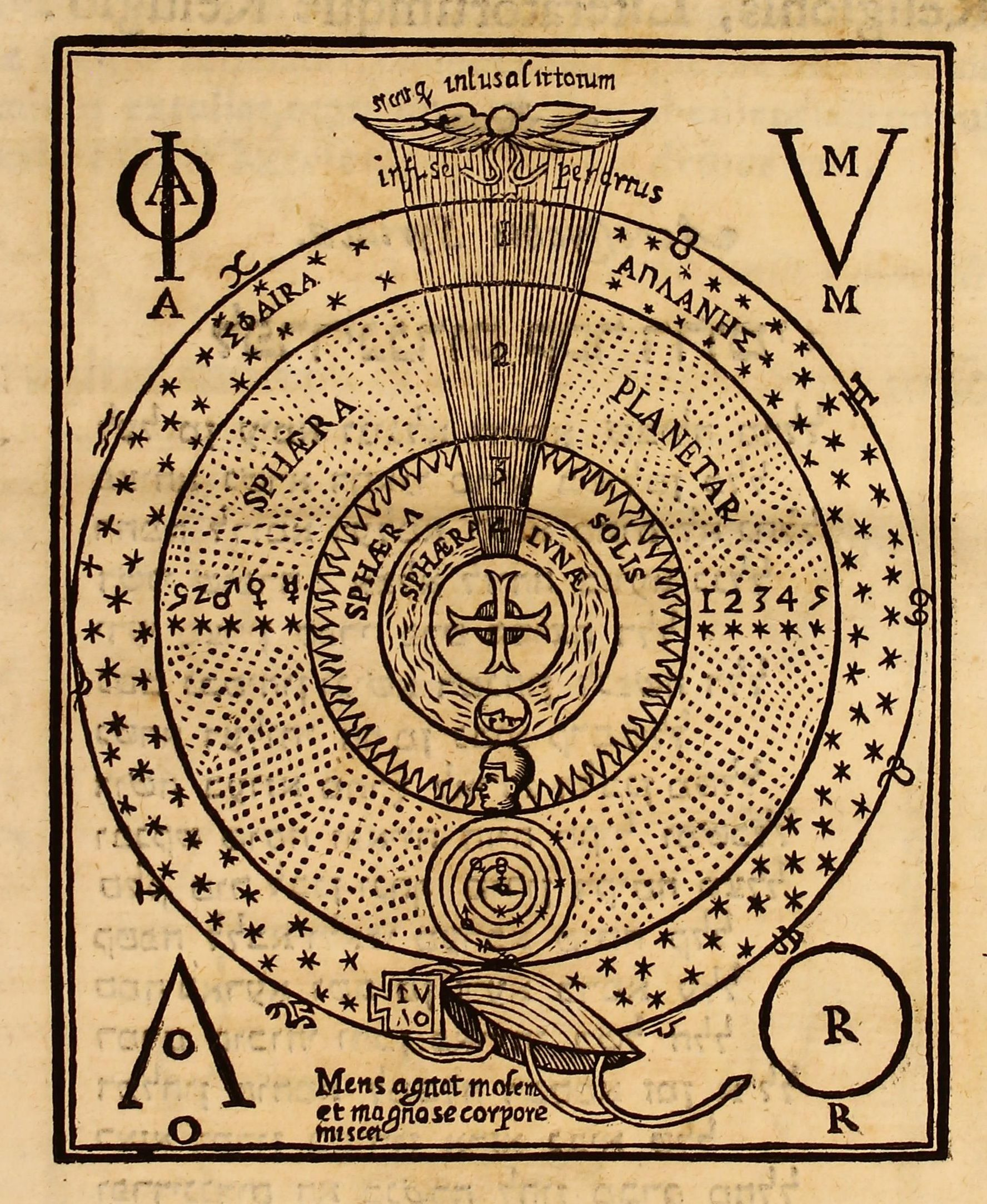
Схема египетского Космоса
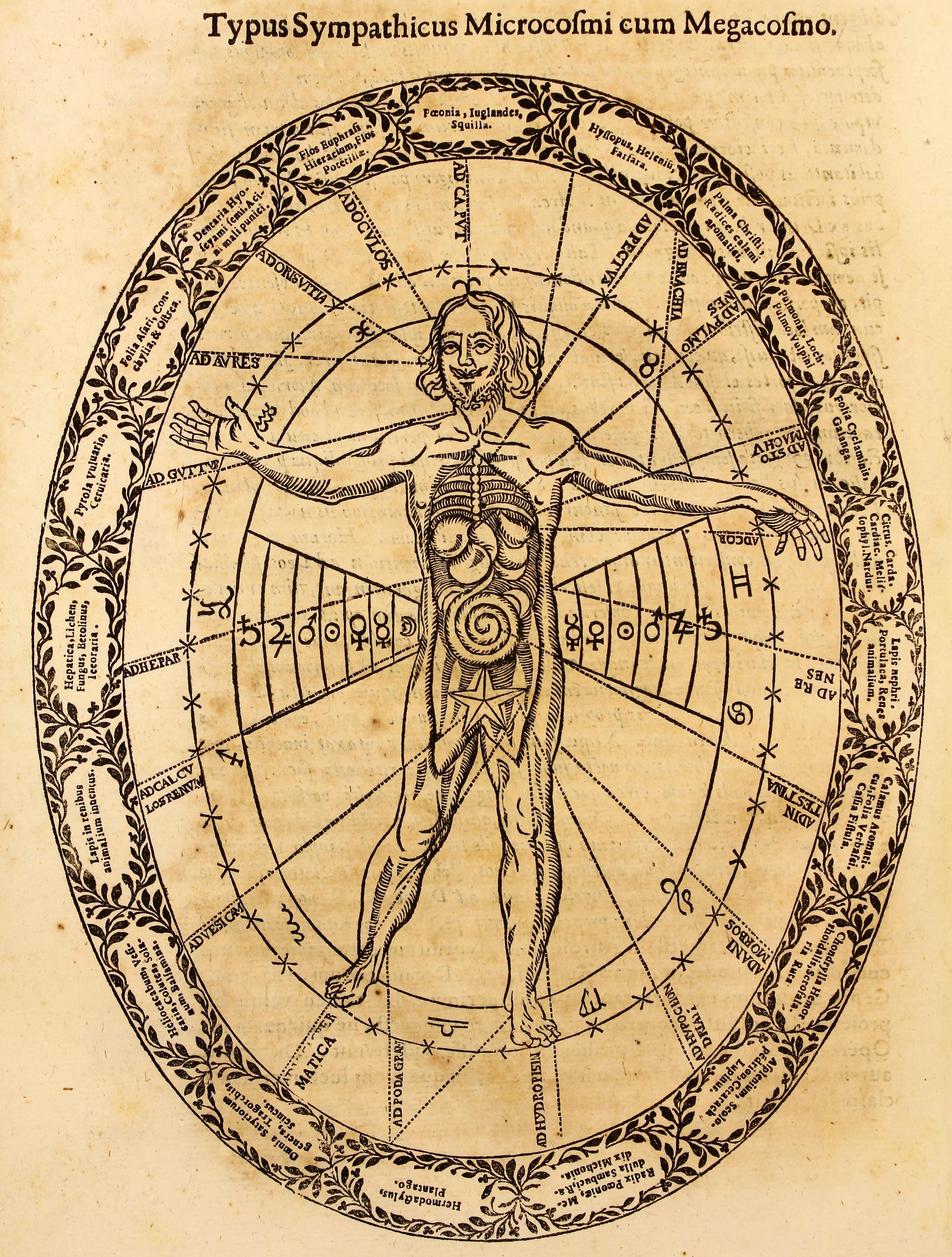
Таблица симпатических соответствий микро- и макрокосма
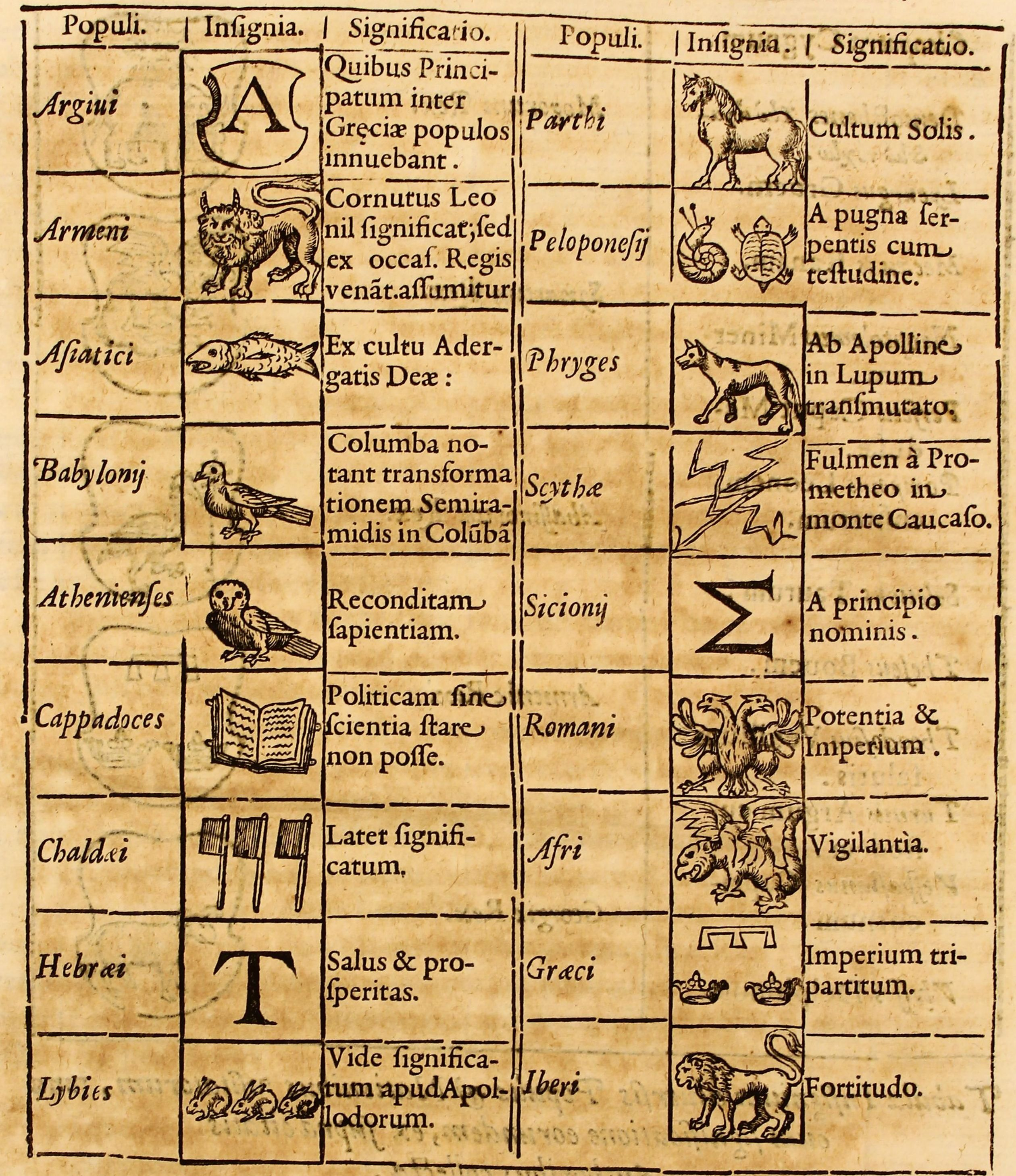
Иероглифическая таблица с переводом
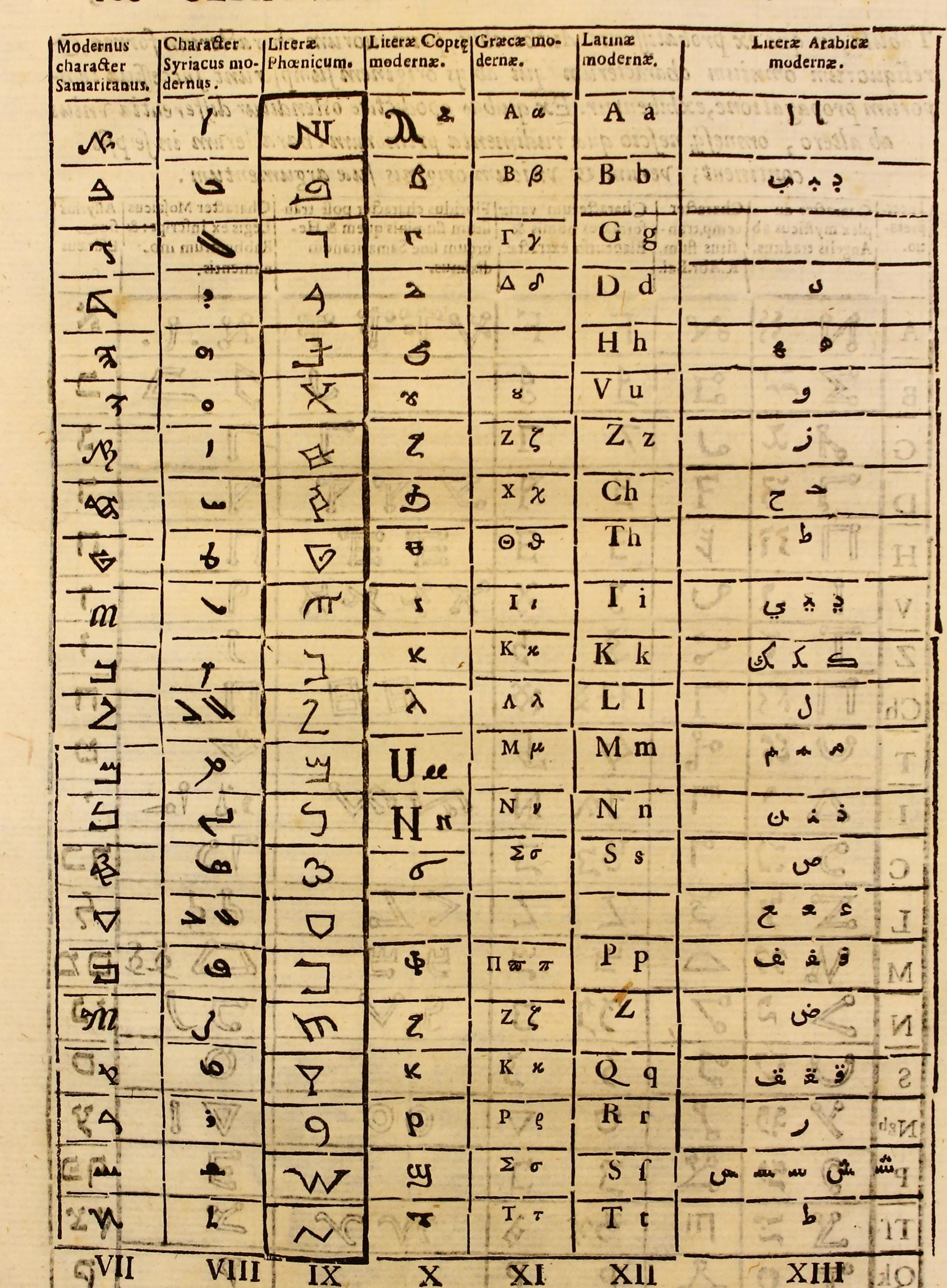
Сравнительная алфавитная таблица

### Полиграфия и стеганография
С иероглифическими интересами Кирхера была связана его книга 1663 года «Новая и универсальная полиграфия, выведенная из комбинаторного искусства». Текст начинался описанием полиграфии — то есть интернационального языка, открытого всем, а далее описывал новую стеганографию, то есть «язык тайный, предназначенный для зашифровки неких сообщений». Трактат вновь был посвящён императору Фердинанду III, причём, обращаясь к нему, Кирхер объявлял полиграфию «всеми языками, сведёнными к одному», посредством которого человек, даже не зная иностранного языка, «мог сообщаться… с любым другим человеком любой национальности». То есть речь шла о письменном языке, который не предполагал словесного общения.

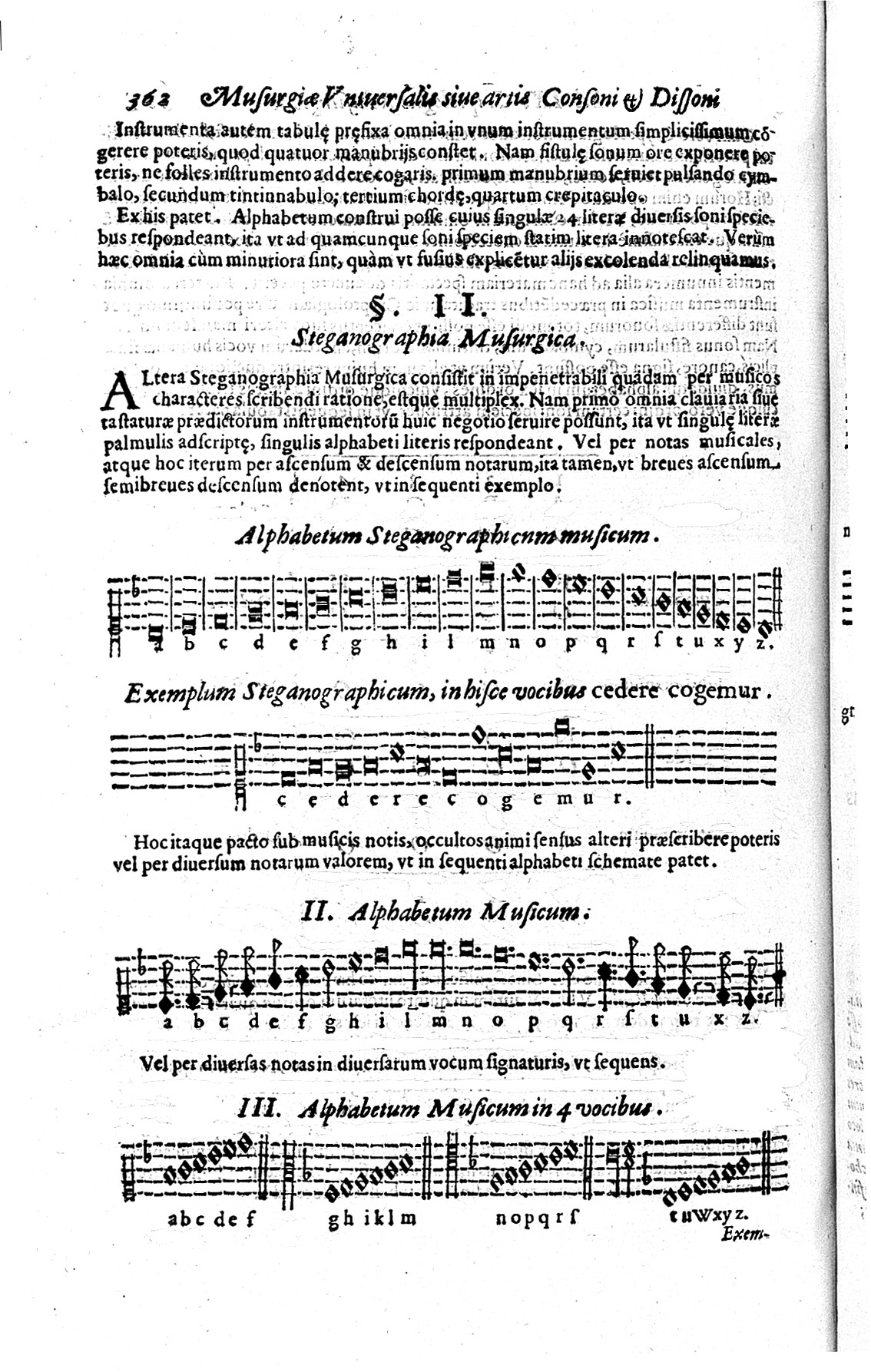
Музыкальная стеганография Кирхера из трактата «Musurgia universalis»

Кирхер рассуждал о полезности создания двойного многоязычного словаря для самых разнообразных языков, включая еврейский, латинский, греческий и венгерский, ирландский и конголезский, китайский и армянский, и так далее. При этом отец Афанасий перечислял только «языки учёные, общие для всех». У. Эко обращал внимание, что в перечне отсутствовал английский язык, который не воспринимался в XVII веке как язык-посредник. Кирхер эмпирически вычислил, что для такого словаря будет достаточно 1228 наиболее употребительных лексем. Словник A предназначался для шифровки; он содержал имена нарицательные и глаголы в алфавитном порядке данного конкретного языка. Отдельно должны быть даны спряжения глаголов «быть» и «иметь». В качестве примера Кирхер описывал пятиязычный словарь. При описанном его устройстве между пятью словами в одной строке вообще нет семантической связи. Слова обозначены римскими цифрами, отсылающими к словнику B, в котором арабские цифры обозначали слова как таковые.
Пример двух первых строк первой таблицы с латинским языком как исходным:
| Латинский      | Итальянский       | Испанский      | Французский   | Немецкий       |
| -------------- | ----------------- | -------------- | ------------- | -------------- |
| abalienare I.1 | astenere I.4      | abstenir I.4   | abstenir I.4  | abhalten I.4   |
| abdere I.2     | abbracciare II.10 | abbraçar II.10 | abayer XII.35 | abscheiden I.5 |

Цифра рядом со словами на других языках отсылает к номеру, который, в соответствии с алфавитным порядком, присвоен латинскому слову с тем же значением. Для шифрования латинского слова abdere, «прятать», следует записать 1.2; чтобы зашифровать французское слово abstenir, «воздерживаться», пишется 1.4. В латинской колонке это соответствует слову abstinere с тем же значением. Получатель сообщения должен использовать словарь В, который разделен на 32 таблицы, помеченные римскими цифрами, в то время как арабские цифры приведены внутри каждой колонки в возрастающем порядке. Деление на 32 таблицы не предполагало логической классификации только в латинской колонке; поскольку отправитель может узнать, как то или иное слово переводится на других языках. В то же время Кирхер понимал, что одной только лексики недостаточно, поэтому иезуит ввёл ещё 44 знака, указывающих время, залог и число глагола, и ещё 12 для падежных окончаний в единственном и множественном числе.
В приведённых Кирхером примерах грамматика всех языков должна была сводиться к латинской. Более того, он, видимо, не задавался вопросом, как быть в случае, если не совпадают синтаксические конструкции языков, и будет ли дословный перевод корректным для переводящего языка. Это привело к анекдотической ситуации: Хуан Карамуэль-и-Лобковиц под впечатлением от трактата в августе 1663 года отправил Кирхеру послание, зашифрованное по его системе; в письме выражалось восхищение и содержались поздравления с полезным изобретением. Однако в словниках не было имени «Афанасий», и он использовал ближайший аналог — женское имя «Анастасия» — со значком звательного падежа. Вдобавок он, видимо, был не слишком внимателен, работая со словарём. Текст получился едва ли удобопонятным и в обратном переводе на латынь Умберто Эко выглядел следующим образом:

О господин друг, много соли, Анастасия. От меня искусство от него (?) изучить сможете, не писать или говорить под обычным языком.
Ранее, в 1660 году, Кирхер написал трактат «Novum hoc inventum quo omnia mundi idiomata ad unum redunctur» («Новое изобретение, чтобы все языки мира свести к одному»), так и оставшийся в рукописи. Каспар Шотт утверждал, что этот текст заказал ему император исключительно для личного пользования. В основе этой системы элементарная грамматика и словарик в 1620 лексем. От «Полиграфии» он отличается тем, что Кирхер предложил классификацию лексем по 54 категориям, которые обозначены идеограммами, которые частью изображают предметы, имеют форму геометрических фигур или напоминают египетские иероглифы. В остальном метод тот же самый: иконка соответствует римской цифре, а следующая арабская цифра указывает на конкретное слово. Например, квадрат и цифра 4 обозначают воду как элемент, но вода как жидкость, предназначенная для питья, выражается иконограммой чаши (класс напитков) и цифрой 3. 54 категории, таким образом, представляли собой крайне эклектичный список, куда входили как божественные и небесные сущности, так и обозначения действий, прилагательные, наречия и отдельно времена года. По-видимому, сложность построения связной системы категорий заставила Кирхера отказаться от идеи и упростить методику.

### Кирхер и Каббала

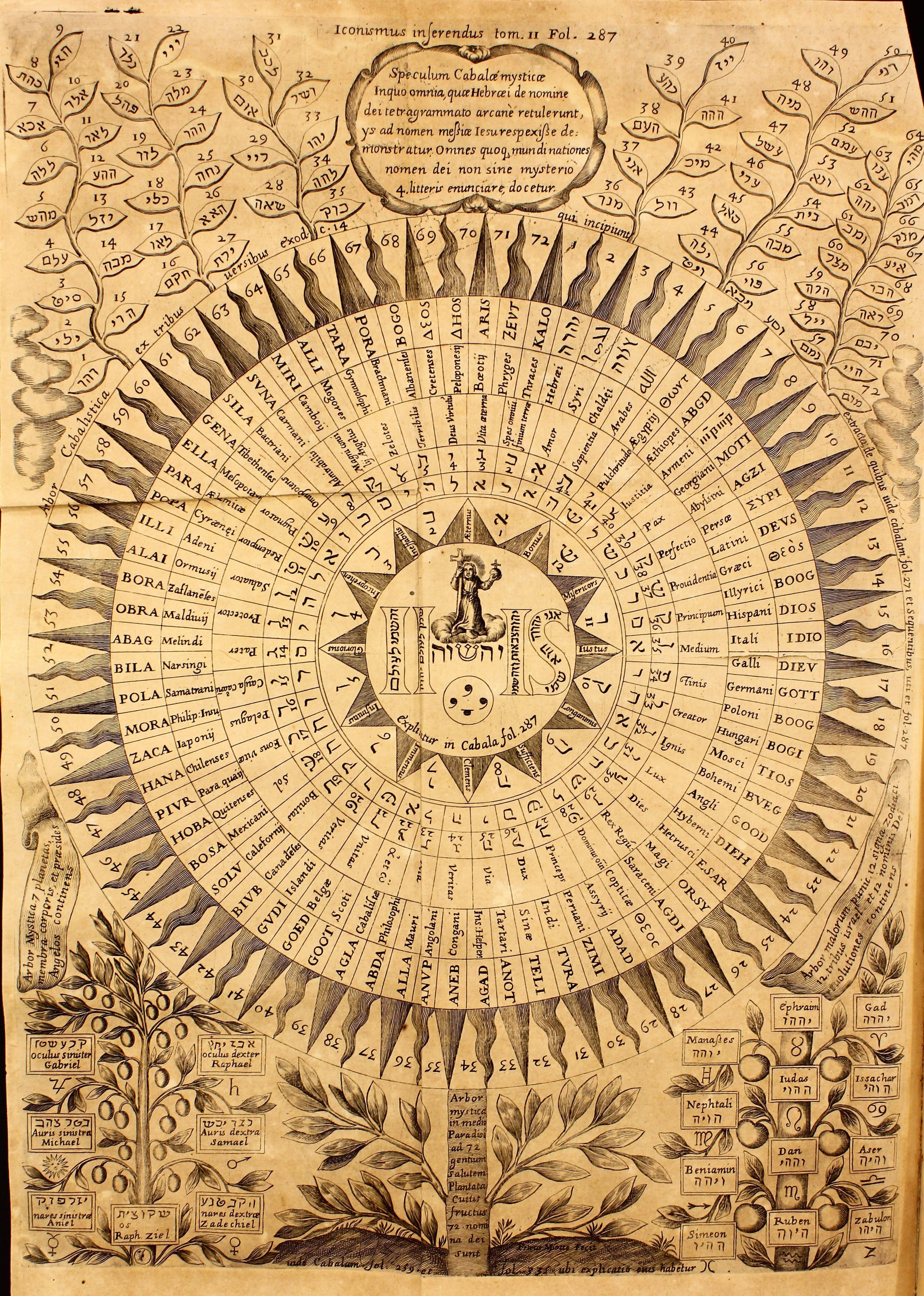
Зерцало мистической Каббалы из «Египетского Эдипа»

Несмотря на неоднократно выражаемое несогласие и отвращение к каббалистике, Кирхер полагал, что система Каббалы чрезвычайно важна для интерпретации иероглифики и познания мудрости Адама. Основой для таких взглядов было убеждение иезуита, что евреи из всех народов сохранили больше всего церемоний, обрядов и догматов древнеегипетской религии. Истинная Каббала, таким образом, сохранила в себе то же самое, что Гермес Трисмегист сокрыл в иероглифике, в то время как «раввинские суеверия» прямо связаны с египетским идолопоклонством. Каббале специально посвящён 150-страничный трактат, включённый во второй том «Египетского Эдипа»; там, в частности, трактуется учение о 72 именах Бога.
За основу своих схем Кирхер брал труды французского каббалиста XVI века — обращённого еврея Филиппа д’Акина, но весьма творчески подошёл к его наследию. Центральная диаграмма Кирхера имеет вид подсолнечника, в центре которого Тетраграмматон, присутствуют также виноградная лоза — хранитель 72 Божественных Имён, оливковое дерево, символизирующее 7 планет, и зодиакальный цикл, представленный плодовыми деревьями; определённого значения, впрочем, эти деревья не имеют. Подсолнух наглядно демонстрирует то, что Кирхер именовал «доброй и благочестивой» частью Каббалы, подтверждающей Троичность и божественность Иисуса Христа. При этом Кирхер поместил в центр не Тетраграмму, а Пентаграмматон (YHSUH) — когда в Имя Божье добавляется буква шин, кодируя еврейское имя Иисуса. Это означает, что рождённый на Земле истинный Мессия сделал невыразимого Бога явным, а Его тайное имя сделал произносимым. Эманация Божественного Имени описывалась Кирхером так:

…все божественные имена обязаны своим происхождением имени Бога Тетраграмматону, ибо из него, как мы указали, проистекают 12-буквенное имя Божие, 22-буквенное имя Божие, 42-буквенное имя Божие и, наконец, 72-кратное имя Бога, словно из некоего неисчерпаемого и неиссякаемого источника. Действительно, имя Божие Йуд-Хей-Вав-Хей посредством комбинаций точечных элементов образует 72 эссенциальных имени Бога, которым все остальные имена в силу определённого эффекта, в последующих Мирах проявленного, стремятся соответствовать. По этой причине тайные Учителя Каббалы имеют возможность прекрасным образом выявить всё названное в имени Божием Йуд-Хей-Вав-Хей.

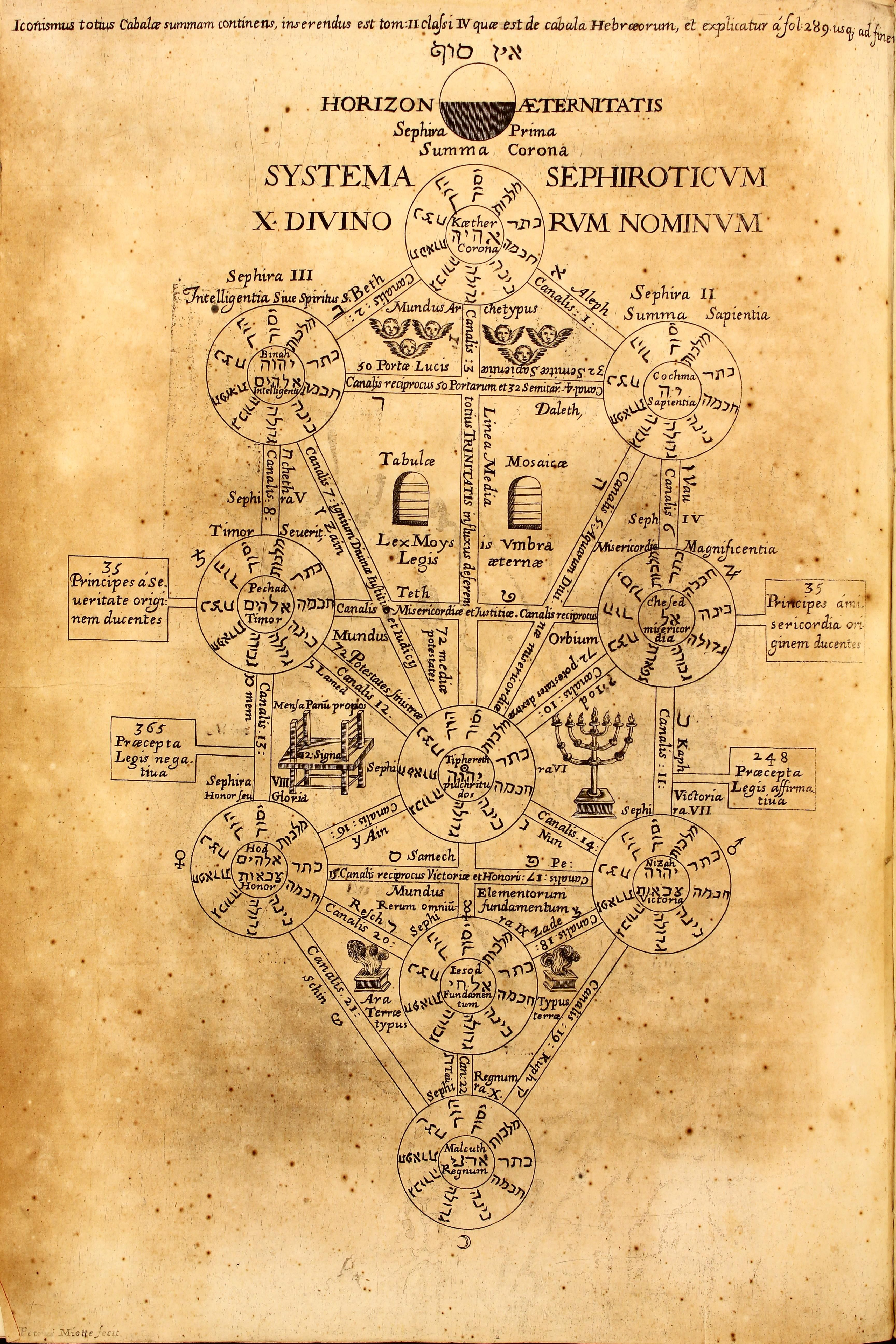
Древо сефирот из «Египетского Эдипа»

72-буквенное Имя Божье интерпретируется как 72 варианта Тетраграмматона, явленных 72 известным Кирхеру народам, в том числе индейцам Мексики, Перу и Калифорнии, филиппинцам, японцам, китайцам, и другим племенам, включая эфиопов и африканцев. По выражению Д. Стольценберга, Кирхеру для этого пришлось «пожертвовать филологией», в результате англичане знают Имя «Good» (вместо God), а итальянцы «Idio», а не Iddio. Это позволило Кирхеру «доказать», что все народы мира обладают богодухновенным истинным именем Бога; это же доказывает, что мир создан для человека, а число народов — семьдесят два — открыто в Священном Писании и соответствует числу ангелов, управляющих всей природой. Примечательным следствием подобных рассуждений является то, что Кирхер последовательно отрицал историческую уникальность евреев, более того, из рассуждений иезуита полностью исчез Моисей и Откровение, данное ему на Синае. Кирхер отлично знал, что большинство христианских каббалистов полагали источником Каббалы именно Моисея, но сам отец-иезуит предпочёл проследить передачу Откровения от Адама и процесс его растворения у язычников в допотопном библейском прошлом. Одновременно это было обетованием спасения всего человечества во Христе.
По мнению Д. Стольценберга, каббалистические штудии Кирхера не позволяют считать его «несвоевременным» последователем ренессансного герметизма и неоплатонизма. Во-первых, Афанасий Кирхер не интересовался герметизмом и тем более неоплатонизмом как таковыми. Его иероглифические интересы помещаются исследователем в контекст антикварианизма. То есть традицию следовало изучать потому, что она имела ценность в силу своей древности, а не той мудрости, которую могла и не содержать. Иными словами, «Эдипа» можно рассматривать как попытку синтеза ренессансного оккультизма и раннего европейского антикварианизма. Во-вторых, именно древняя традиция была положена в основу исследовательской программы Кирхера, начало выработки которой относилось ещё ко временам общения с Пейреском в 1630-х годах. При этом для Кирхера характерно отсутствие критического подхода и подлинной научности в реализации собственной программы. Между тем именно из антикварианизма возникла современная наука с её общим скептическим подходом и вниманием к деталям, из которых рождаются обобщающие концепции. Каббала представляла интерес для Кирхера как теоретический контекст, в котором можно интерпретировать древние памятники Востока.

## Кирхер — антиквар
В числе интересов Кирхера был и антиквариат как таковой; при этом неизвестно, когда именно он стал заниматься изучением и собиранием древностей. По мнению Э. Флетчера, огромную роль в этом процессе сыграл Никола-Клод Фабри де Пейреск; согласно его завещанию, в 1638 году Кирхер унаследовал коллекцию редкостей, принадлежавшую аббату Пейреску. В её составе были как египетские древности (в том числе мумия), так и естественноисторические экспонаты, включая окаменелости, засушенные растения и плоды, чучела птиц, зверей и рыб и прочее. В результате, по крайней мере для одного теоретика антиквариата XVIII века — Ж. Бреваля, Кирхер был великим антикваром. Эти интересы естественным образом углубились в Риме, который был, во-первых, центром притяжения для учёных всей Европы, а во-вторых, сам по себе являлся огромным собранием древностей. Кирхер продолжил коллекционирование и профессионально занялся нумизматикой и эпиграфикой; эти труды признавались квалифицированными даже в XVIII веке, когда теории иезуита подверглись осмеянию. Э. Флетчер делил антикварные интересы Кирхера на три раздела: география, библеистика и собственно история. Результатом данных интересов были опубликованные труды.

### «Описание Китайской империи»

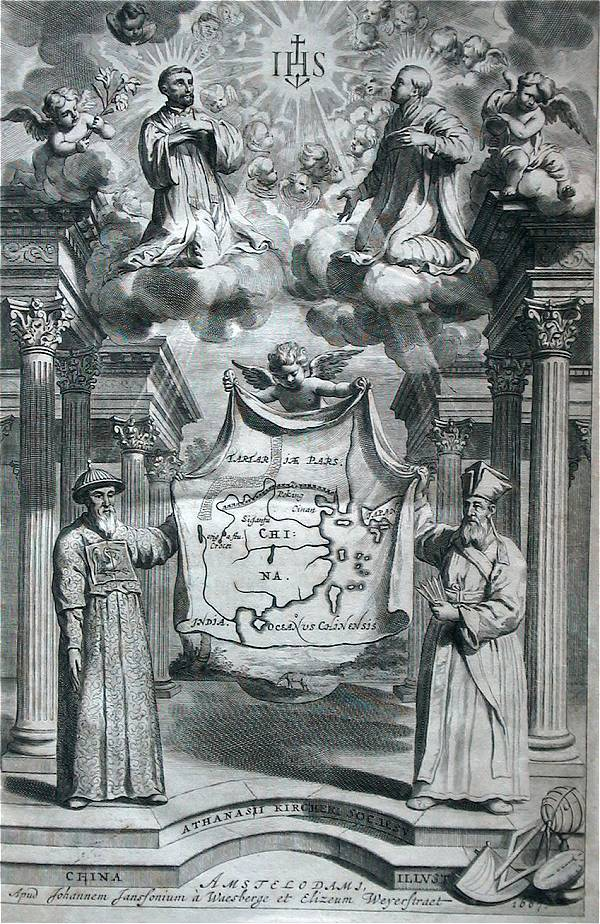
Маттео Риччи (справа) и Адам Шалль фон Белль (в одеянии китайского чиновника) держат карту Китая; на небесах их осеняют Игнатий Лойола и Франциск Ксаверий. Фронтиспис «Athanasii Kircheri… China illustrata»

В 1667 году в Амстердаме вышла иллюстрированная энциклопедия Китая, составленная Кирхером. Этот труд известен под названиями China illustrata («Китай разъяснённый») или, точнее, — China monumentis, qua sacris qua profanis, nec non variis naturae & artis spectaculis, aliarumque rerum memorabilium argumentis illustrata («Памятники Китая, как священные, так и мирские, и к ним различные зрелища, как природы, так и искусства, и о прочих достопамятных вещах разъясняющее рассуждение»). В составлении этого труда содействовали миссионеры-иезуиты: Иоганн Грюбер из Линца и Генрих Рот, чьи познания Кирхер восхвалял во введении. Ко времени, когда Кирхер взялся за описание Китая, иезуитская миссия в этой стране, основанная Маттео Риччи, достигла расцвета. К 1661 году под управлением Адама Шалля находилось 38 миссионерских станций и была 151 церковь. Помимо Грюбера и Рота, Кирхер переписывался и получал сведения от других лиц, включая китайца-иезуита Андреаса Сина, а также индийца Иосифа, который сопровождал Генриха Рота в вместе с ним прибыл в Европу (зимой 1664 года). Кирхер писал, что Иосифу, когда они общались, было 85 лет, и несмотря на это, он был физически очень силён и «страстен». В числе источников труда Кирхера были записки Маттео Риччи в издании Никола Триго (1577—1628), описание Китая Альваро Семедо и «Флора Китая» Михала Бойма, «Китайский атлас» Мартино Мартини, а также записки о Тонкине и Японии Джованни Филиппо де Марини, изданные в Риме в 1665 году. Санскритские прописи алфавитом деванагари воспроизводили почерк отца Рота.
Кирхер не скрывал компилятивного характера своего труда, но он был заинтересован в том, чтобы донести труды иезуитов-синологов до широкой публики. Примечательно, что многие корреспонденты отца-иезуита, находившиеся на Востоке, стремились прислать ему свои труды в Рим для опубликования. Такое пожелание выражал французский иезуит Эме Шезо, находившийся в Персии. В результате «Энциклопедия Китая» Кирхера вплоть до начала XVIII века считалась надёжным источником сведений об этой стране. Однако следует иметь в виду, что Кирхера мало интересовала китайская цивилизация как таковая, его больше всего занимал вопрос о распространении христианства на Востоке в древности, упадка в последующем и современного ему успеха проповеди иезуитов. Немало места занимали и материалы об Индии как связующем звене между Святой Землёй и Китаем, месте мученичества апостола Фомы. Однако уже в первой части книги содержалось описание важного памятника — двуязычной сирийско-китайской стелы из Шэньси, документа китайского несторианства, вновь обнаруженного в 1625 году и свидетельствующего о наличии в Чанъани христианской общины в VIII веке. Кирхер дал перевод сирийского текста и обосновал подлинность памятника. При этом он использовал латинский перевод китайского текста М. Бойма, а сирийский текст перевёл заново, используя как присланные ему зарисовки, так и «Китайский атлас» Мартини. Во второй части описывались путешествия в Китай, а в следующих трёх — разные стороны жизни Китая, включая животный мир, растения, политическую систему, образ жизни народа и описание построек. Самой примечательной является заключительная, шестая часть книги, в которой Кирхер попытался объяснить происхождение китайской иероглифики. Кирхер пришёл к выводу о египетском генезисе китайской письменности и цивилизации, в определённом смысле книга о Китае стала завершением его египетских штудий. Кирхер впервые в европейской науке пришёл к выводу, что китайские идеограммы имеют иконическое происхождение (в чём не были убеждены ни Бэкон, ни Уилкинс).

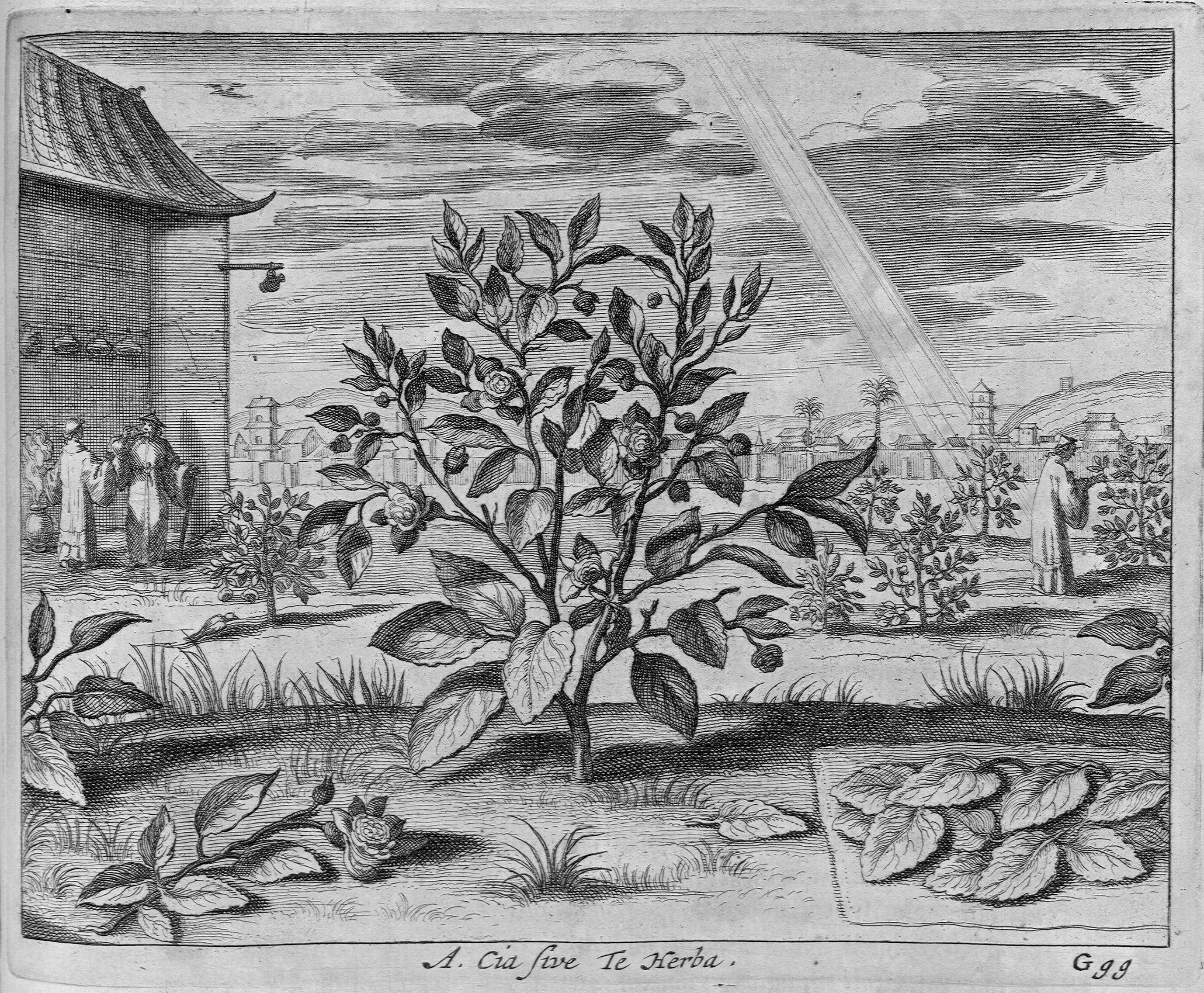
Чайный куст. Иллюстрация из «China monumentis»: «A. Cia sive Te Herba»

По мнению Ф. Ся, в China Illustrata заслуживают внимания не только текстологические и теоретические главы, но и те, которые посвящены естественным феноменам. Кирхер стремился продемонстрировать, что все странные явления природы, наблюдаемые в Китае, не являются уникальными и могут иметь аналоги в Европе, что доказывалось систематическими сопоставлениями. Кирхер добросовестно подошёл к своим источникам: так, когда он описывал преимущества чая, который учёные люди использовали для «длительного бодрствования», то уточнял, что лично удостоверился в этих свойствах, попробовав чай в компании своих товарищей-иезуитов. По мнению Ф. Ся, побочным результатом китайских штудий Кирхера стало вовлечение учёных-иезуитов в механизмы «Республики учёных» и её распространение до крайних пределов Востока. В описании деятельности иезуитов в Китае Кирхер обращал внимание своих читателей на то, что отцы не стремились навязывать свою веру и образ мыслей, а встраивались в среду китайских учёных-чиновников, носили такое же платье и говорили на их языке, ибо в этом выражалась «апостольская настойчивость». В своей проповеди они не использовали ни метафизику, ни схоластику, но только естественную теологию, подарив китайцам часы, очки и карту мира (карту мира для Риччи подготовил Клавиус). Кирхер также составил биобиблиографический список трудов иезуитов на китайском языке, которых насчитал 340.
Энциклопедический труд Кирхера в первую очередь предназначался для «Республики учёных», что следовало как из его содержания, так и из латинского стиля, который основывался на классическом языке времён Цицерона. Однако уже в 1667 году голландские издатели оценили коммерческие перспективы иллюстрированного издания о восточной стране, и в конце того же года последовало второе издание книги. В 1669 и 1673 годах были опубликованы частичные английские переводы Джона Огилви. Возможно, что это не соответствовало намерениям Кирхера, для которого China Illustrata была выражением так и не реализованного в жизни миссионерского подвига; от апостольского странствия, подобного совершённым апостолом Павлом, он был отчуждён в своём римском музее и на кафедре коллегиума. Таким образом, согласно Ф. Ся, издание сочинения о Китае и иезуитской миссии было для Кирхера и его товарищей по ордену своего рода учёной реализацией принципа imitatio Christi. Знание китайского языка в предисловии к энциклопедии описано как сугубо прагматическое знание, которое поможет миссионерам Общества Иисуса обрести «способ донести учение Христа до тех, кто был от него отторгнут кознями дьявола».

### «Лаций»
В 1669 году Кирхер выпустил в свет подробное описание окрестностей Рима — «Лаций», чьё содержание охарактеризовал как лат. geographico-historico-physico-ratiocinio («географико-историко-физико-счётное»). Э. Флетчер отмечал, что книга ценилась современниками за иллюстрации, а также за подробнейшие описания всех мало-мальски примечательных объектов в окрестностях Рима. Как путеводитель этот трактат использовал Гёте во время путешествия по Италии. Трактат содержал описания римских монет, живописи в катакомбах и одновременно сетования на миазмы Кампаньи. Больше всего споров в учёном сословии вызвала глава, посвящённая локализации гробницы Лукулла (Tusculanum Lucii Luculli) в Тускулануме. Впрочем, Кирхер искренне полагал, что эта книга является теоретическим трудом, хотя и снабдил его большим числом иллюстраций (только в главе о Лукулле их три). В первой книге «О происхождении и древности Лация» он серьёзно решал вопрос о том, кем был по происхождению Геркулес. Ещё более примечателен тезис, что именно Лаций был избран Ноем и его семьёй для поселения после Потопа — то есть Рим был «первым городом первых смертных». Более того, сила личности и качества Ноя стали основой для образов богов в греко-римской мифологии. Согласно Джону Глэсси, «Лаций» Кирхера был попыткой примирения принципиально разных традиций — античных путеводителей, римской мифологии, Библии и реальной географии и археологии. Карты, помещённые в трактате, изображали этот регион таким, каким он мог быть и должен был быть. В результате в 1672 году Р. Фабретти даже написал специальную диссертацию, в которой исправлял неверные и фантастические суждения иезуита; рукопись её сохранилась в Ватиканской библиотеке.

### «Ноев ковчег» и «Вавилонская башня»

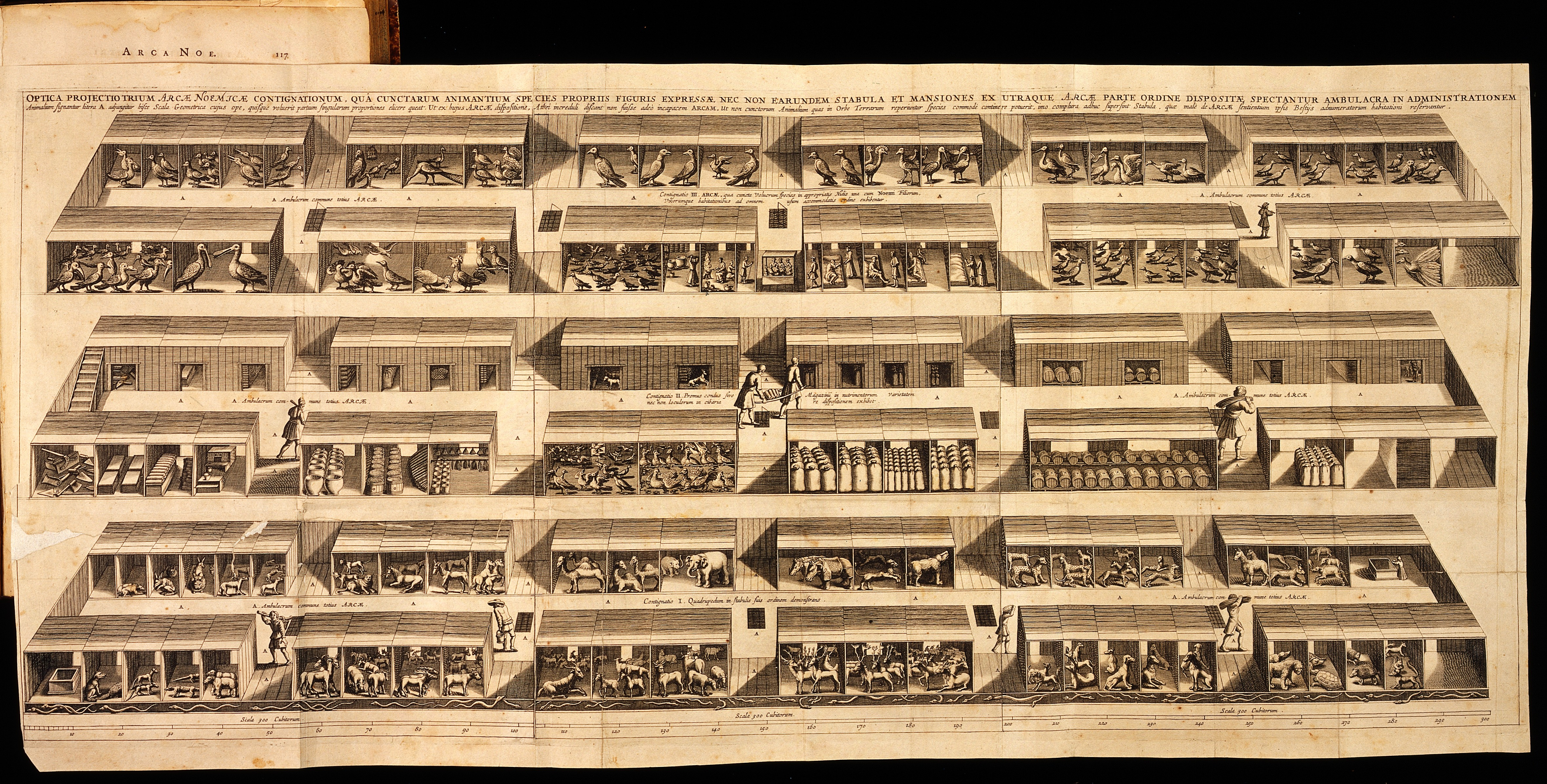
Внутренний вид Ноева ковчега по Кирхеру. Показано размещение всех животных по трём его ярусам (contignatio)

Трактат «Ноев ковчег» был опубликован в 1675 году — это была попытка комплексного исследования библейского сюжета о Потопе с привлечением всего арсенала гуманитарных и естественных наук XVII века. При этом трактат был посвящён юному испанскому королю Карлу II, то есть должен был являться занимательным по форме и содержанию. Здесь даже присутствовали художественные эпизоды, когда Кирхер описывал доблесть Ноя. Иезуит проанализировал тексты на еврейском, арамейском, сирийском, арабском, латинском и греческом языках. Примечательны его реконструкции Ковчега, основанные на данных, приведённых в Библии, но при этом в числе животных, имевшихся на борту, были упомянуты сирены и грифоны, и здесь же на основе исследований Галилея вычислялись приблизительные размеры и водоизмещение творения Ноя и его сыновей. Мелочная схема распределения всех пар животных по одному из трёх «жилищ» Ковчега сопровождалась подробнейшими выкладками по уходу, кормлению и лечению животных, а также обеспечению санитарии. Примечательно, что на Ковчег Кирхер не стал помещать животных, которые, по его мнению, были результатом межвидового скрещивания: мулов, лошаков и жирафов (поскольку они, по мнению иезуита, происходили от верблюдов и пантер). Кирхер ограничил число разновидностей животных: на Ковчеге были благородные олени, но не северные, поскольку эти последние были результатом приспособления к условиям окружающей среды. Кирхер не стал помещать на Ковчег низших животных, таких как ящерицы, лягушки и мыши, «поскольку они рождены от гниения, оброненного где-то семени или гниющих частей их собственных тел». Однако для змей было сделано исключение — они были помещены в трюм, где поглощали гнилостные пары, могущие отравить всех остальных. Иными словами, попытка буквальной реконструкции Ноева ковчега привела Кирхера к теории самозарождения и даже локальной эволюции, поскольку он отлично понимал, что на судне определённого, пусть и очень большого размера не могли поместиться все биологические виды. В физическом существовании сирен Кирхер не сомневался, ибо демонстрировал в собственном музее скелет и хвост одного такого существа. Единороги казались ему не менее реальными, нежели носороги или нарвалы. В существовании грифонов он сомневался, но верил сообщениям из Китая об орлах исполинского размера.

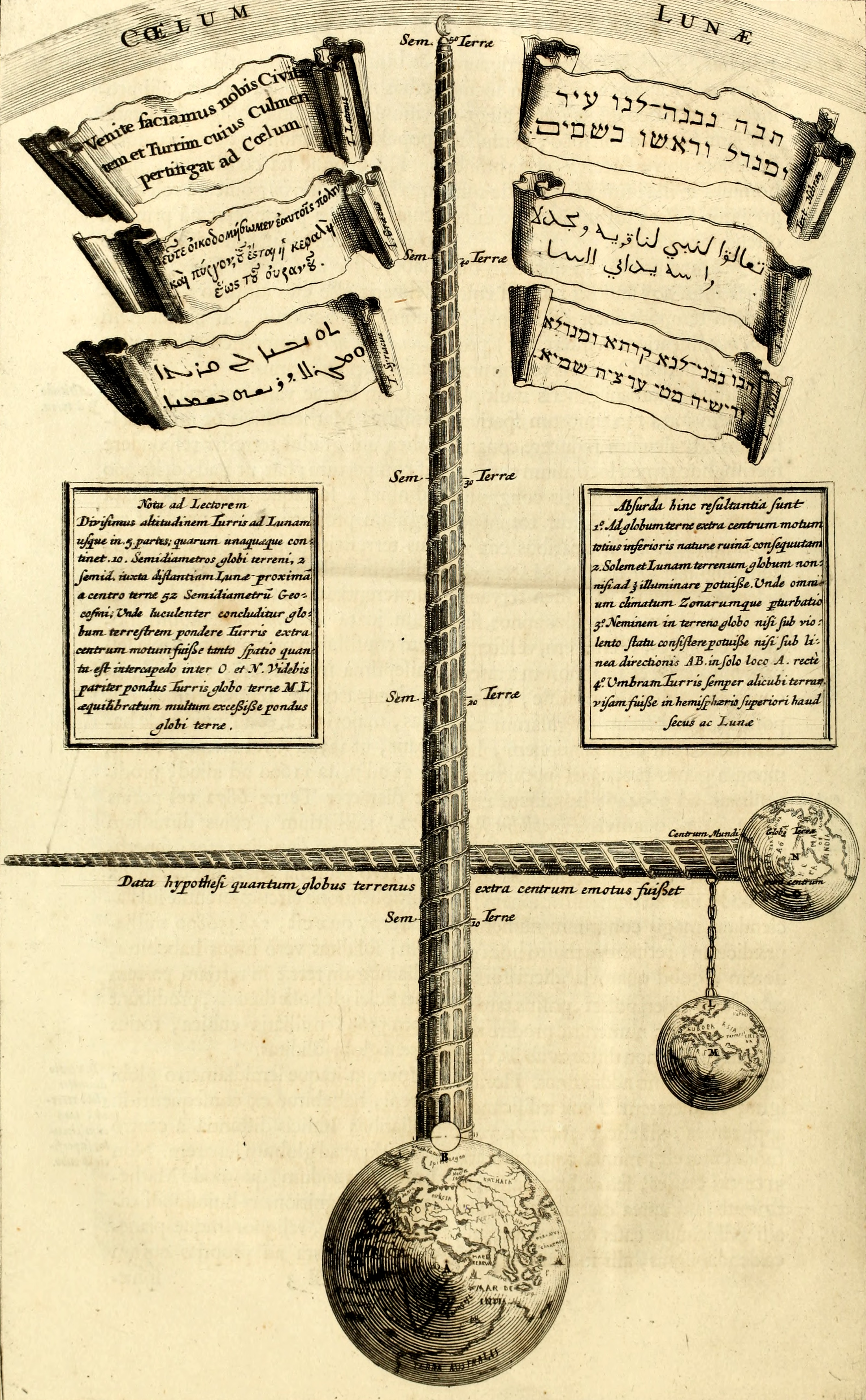
Карта-схема, которая разъясняет, почему Вавилонскую башню невозможно достроить до Луны

Последний большой трактат Кирхера — «Вавилонская башня» — увидел свет в 1679 году; богато иллюстрированное сочинение описывалось во «Всеобщей биографии» Луи-Габриэля Мишо и как наиболее учёное, и одновременно как самое фантастическое из его творений. Трактат был разделён на три части. В первой речь шла о мире через 130 лет после Потопа; во второй части описывалось собственно строительство Вавилонской башни на основании всех прочих данных о чудесах строительства в древнем мире, включая сады Семирамиды, египетские обелиски, Лабиринт Минотавра и Колосс Родосский. В этой части помещены описания древних руин в Междуречье, включая Ктесифон, а также генеалогия Ноя, Иафета, Хама и Сима. Здесь тоже хватало причудливых сюжетов. Например, Кирхер задался вопросом, мог ли Нимрод спустя 275 лет после Потопа набрать достаточное число строителей. Выкладки выглядели следующим образом: если у каждого из сыновей и дочерей Ноя каждый год рождалась двойня, то ко времени начала строительства предельное число жителей Земли могло достигнуть 23 328 000 000 человек. Кирхер очень гордился своими выкладками, однако ко времени опубликования «Вавилонской башни» подобные расчёты представили Абрахам Бухгольцер и Уолтер Рэли. Последний использовал расчёты для того, чтобы доказать, что Египет и другие страны уже были населены до потопа и могли полностью восстановить прежнюю численность населения за 70 лет.
Третья часть книги преимущественно посвящена вопросам филологии восточных языков, включая коптский, эфиопский и самаритянский. Учение Кирхера о языке излагалось ещё в соответствующих пассажах «Египетского Эдипа» и «Китайских памятников» и было сведено в третьей части «Вавилонской башни» в виде огромного числа разнообразных таблиц. Кирхер считал, что иероглифику принёс в Китай Хам, сын Ноя, отождествив его также с Зороастром — создателем магии. Однако если египетские письмена несут сокровенный смысл, в китайских нет тайны, это всего лишь широко распространённая письменность. Кирхер писал, что китайские знаки имеют иконическую основу, но считал, что эти знаки очень стилизованы и почти утратили первоначальное сходство с предметами. В шестой главе «Китайских памятников» Кирхер приводил фантастическую реконструкцию самых распространённых китайских идеограмм, обнаружив, что они не обозначают звуки или их сочетания, а являются отсылками к понятиям. В «Эдипе» Кирхер замечал, что если бы понадобилось перевести на китайский язык словарь, в нём заключалось столько же знаков, сколько содержалось слов. Кирхер поражался памяти китайских мудрецов, но с его точки зрения, китайскому языку недоставало тайны и он не входит в число священных языков.
По мнению Массимо Сколаре, «Вавилонская башня» Кирхера была грандиозной метафорой, в которой история библейской Башни была лишь поводом заново написать «грандиозную всемирную историю, в которой все различия сошли бы в едином проекте приобщения к христианской доктрине <…>. Народы мира, рассеянные по всем четырём сторонам света, призываются к Башне Иезуитов для нового объединения на языковой и идеологической почве». При этом сам Афанасий Кирхер не испытывал реальной потребности в живом или искусственном языке согласия, чтобы объединить мир, считая достаточным латыни для проповеди евангельских истин. Умберто Эко считал, что Кирхер был «в высшей степени барочной личностью», которая не могла мыслить иначе как образами. Иллюстрации в его трудах были привлекательнее, чем фактура текста, тем более, что одни и те же пассажи повторялись из книги в книгу.

## Кирхер — естествоиспытатель

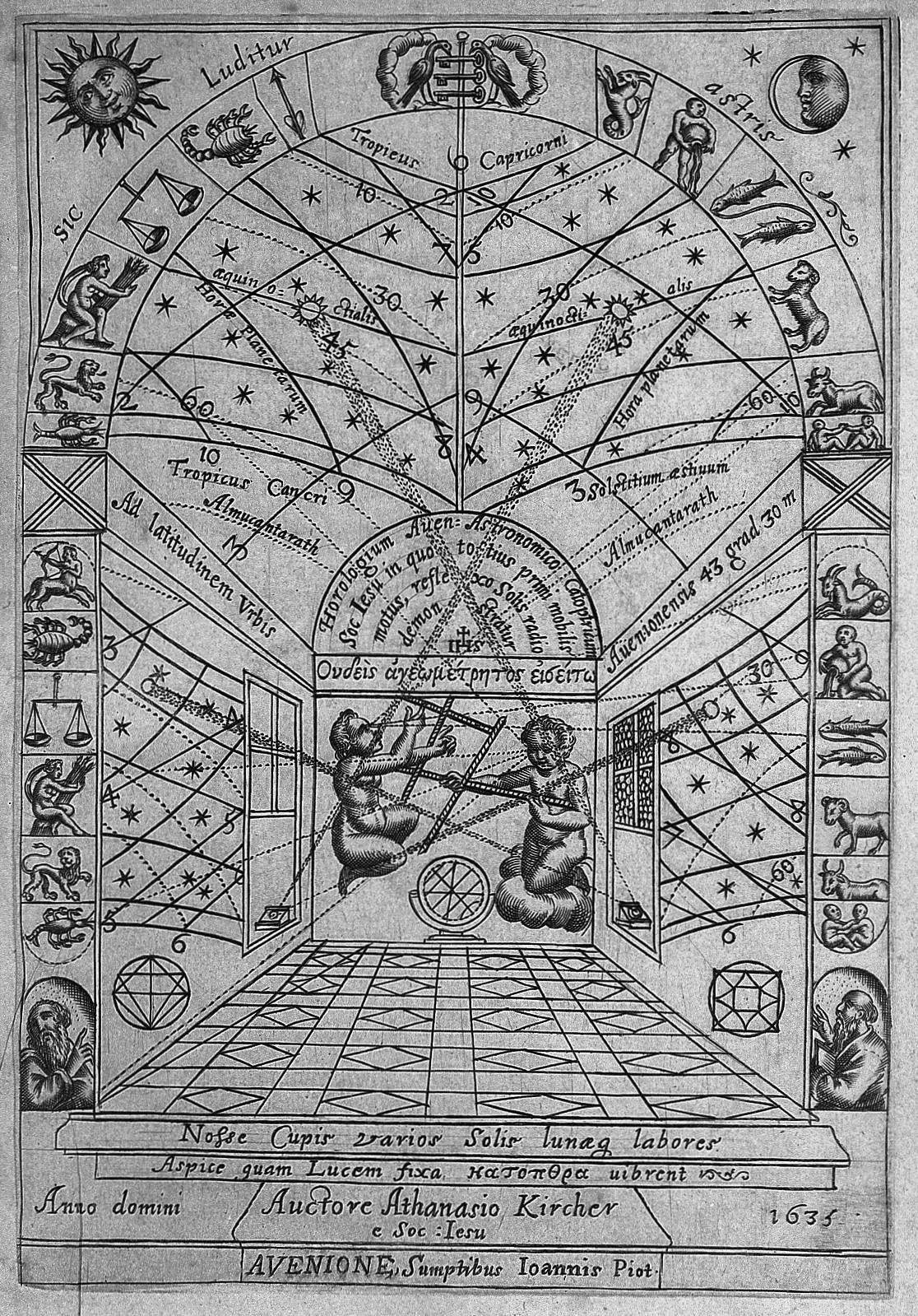
Титульный лист «Primitiae gnomonicae catoptricae» 1635 года

### Кирхер и астрономия
Первые астрономические наблюдения, зафиксированные источниками, Кирхер произвёл 25 апреля 1624 года в Майнце, когда он обратил внимание на увеличение числа солнечных пятен. Продолжение эти занятия получили уже в 1630-е годы в Провансе, в чём Э. Флетчер усматривал прямое влияние аббата Пейреска. Для иезуитского коллежа в Авиньоне Кирхер построил планетарий следующего устройства: на внутренних стенах башни изобретатель установил зеркала, которые проецировали отражения Солнца и Луны на различные уранографические карты, где были показаны зодиакальные созвездия. Он также устроил часы, которые можно было поверять по астрономическим явлениям. В планетарии Кирхера демонстрировались широты некоторых городов и разница во времени в странах на разных меридианах. Возможно, это было сделано под впечатлением от часов Пейреска (которые изготовили для него ещё в 1604 году), которые одновременно должны были показывать время в Париже, Риме и Вавилоне. Планетарий был украшен изображениями св. Игнатия Лойолы и Франциска Ксаверия. В 1635 году Кирхер опубликовал трактат Primitiae gnomonicae catoptricae, посвящённый отцам города. В Риме астрономические занятия Кирхера фиксируются с августа 1635 года, когда он наблюдал лунное затмение с монахом-иезуитом Мельхиором. 1 июня 1639 года Кирхер наблюдал солнечное затмение, о чём информировал Гассенди. Далее Кирхер занимался наблюдениями Юпитера и Сатурна, причём поддержал сообщения де Рейты о том, что тот открыл ещё пять спутников Юпитера в дополнение к галилеевым. Идеи раннего трактата и последующие наблюдения Луны вошли в трактат «Ars magna lucis et umbrae» в 1646 году. Дж. Флетчер высказывал мнение, что астрономия интересовала Кирхера не сама по себе, а в практических целях, чтобы использовать точное знание небесных явлений для обращения язычников. Подобно большинству своих коллег по Ордену иезуитов, Кирхер придерживался космологической системы Тихо Браге, что позволяло совмещать геоцентризм с новейшими данными наблюдательной астрономии.

### Кирхер — математик
Ко времени жизни Кирхера арифметика, геометрия и алгебра сделались частью образования, наравне с латинской филологией. Сенат Университета Вюрцбурга ещё в 1749 году принял специальную резолюцию о преподавании математики, в которой Кирхер и Шотт преподносились как недосягаемые образцы. Следует, однако, учитывать, что все математические исследования Кирхера носили прикладной характер, в частности, это касалось изобретённого им универсального пантометра. В 1665 году Кирхер опубликовал «Аритмологию» — специальный математический трактат; много места там занимало описание различных механических приспособлений. Первая часть трактата была целиком посвящена Нэперовым логарифмам, но в теорию логарифмов Кирхер никакого вклада не внёс. Наиболее известным математическим трактатом отца Афанасия была Tariffa Kircheriana 1679 года. Работа, что необычно для её автора, не имела предисловий; посвящена она была Ливио Одескали — племяннику папы Иннокентия XII. Большая часть книги занята разнообразными арифметическими таблицами с четырьмя комбинациями. Предлагались также готовые алгоритмы для измерения площади треугольника и объёма пирамиды. В книгу вошло и краткое описание пантометра.

### Учение о магнетизме

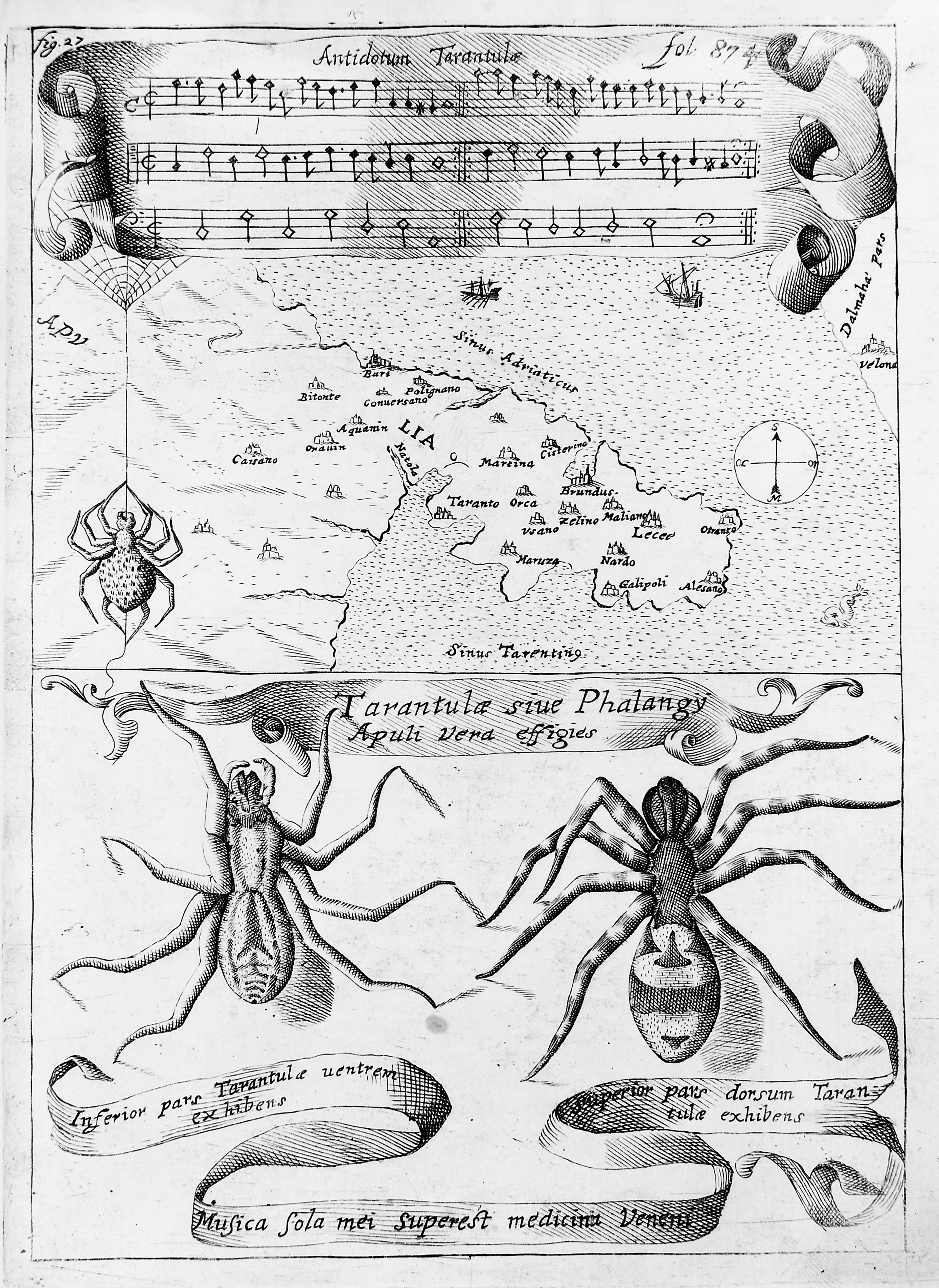
Тарантулы и тарантелла. Гравюра из «Магнетизма»

Через год после возвращения Кирхера с Мальты Марен Мерсенн предложил ему участвовать в грандиозном проекте использования магнетизма для определения долготы: для этого следовало распространить инструкции по всем миссионерским станциям Ордена иезуитов, чтобы выяснить, существует ли корреляция между магнитным склонением и положением небесных светил. Кирхер деятельно взялся за организацию наблюдений, причём его корреспонденты проводили измерения в Гоа, Макао, Маниле и Сан-Паулу. Иногда бывали и курьёзы: литовский корреспондент Кирхера работал поваром в иезуитской коллегии. В общей сложности в Рим прибыли результаты наблюдений более чем из 100 мест, то есть Кирхер стал информационно-координационным центром для наблюдений всего иезуитского ордена. Никакой пользы для вопроса определения долготы из наблюдений извлечь не удалось, но отца Афанасия заинтересовал феномен магнетизма, которому он посвятил огромный трактат. Издание его финансировал император Священной Римской империи Фердинанд III. В 1641 году трёхтомный трактат на 916 страницах «Магнит, или Искусство магнетизма» вышел в свет. Как обычно у Кирхера, в трактате обсуждалось множество вопросов, включая отношение магнетизма к романтической любви, а также впервые вводился термин «электромагнетизм».
Первым учёным, который предположил, что Земля является гигантским магнитом, был Уильям Гилберт, и эту идею поддерживал Кеплер. Кирхер заявил, что эта идея «абсурдна, гнусна и нечестива», утверждая, что Земля лишь в некоторых местах проявляет магнитные свойства. Для опровержения Гилберта он воспользовался следующим аргументом: если магнит, с которым экспериментировал англичанин, был способен притянуть железный предмет весом 1 фунт, то магнит величиной с Землю должен был иметь силу притяжения 3 октиллиона фунтов (точнее, 3 073 631 468 480 000 000 000 000 000). Естественно, что с точки зрения обыденной логики, это сделало бы совершенно невозможным использование подков для лошадей и мулов, доспехов и прочего, включая металлическую посуду на кухне самого Гилберта. Кроме того, Земля-магнит не могла бы удерживаться неподвижно в центре Вселенной. Кирхер разделял идею Роберта Фладда о симпатической магнитной силе, пронизывающей всю Вселенную и действующей через притяжение и отталкивание, симпатию и антипатию на духовном и физическом уровне. Вселенским магнитом является Бог; именно магнетизмом объясняется рост всех живых существ, в том числе растений. Солнце и Луна также воздействуют на земные явления посредством магнетических флюидов. Кирхер забрасывал миссии в Африке и Азии письмами с просьбой разузнать о растениях, которые бы проявляли необычные свойства (по аналогии с акациями, которые он наблюдал в Риме); попытка изготовить часы на основе живого подсолнечника относились к этой же стороне его интересов. Рассуждения о магнитной симпатии и антипатии привели к тому, что в трактате появился большой раздел о ядах и противоядиях. По Кирхеру, лекарственные свойства растений и минералов объясняются тем, что они принадлежат природе поражённого органа и тем самым очищают и восполняют её изъяны. Поэтому лучшим средством от змеиных укусов является употребление в пищу мяса змеи, желательно той же самой, которая нанесла укус. Змеиный яд, по мнению Кирхера, принадлежал к той же стихии, что и токсичные минералы и ядовитые испарения с земли, поэтому главной задачей человечества является расселение только в местах со здоровой почвой и воздухом. Пауки, по мысли Кирхера, извлекают яд непосредственно из воздуха, и самым ядовитым из них является тарантул, названный по городу Таранто. Во времена Кирхера считалось, что укус тарантула вызывает вялость, нервические припадки, головокружение, летаргию и «чрезмерную жажду вина». Действенным средством, по мысли иезуита, является музыкальный антидот — танец тарантелла, к которому следует прибегать на протяжении от 3 до 8 дней подряд. В объяснении действия тарантеллы мнениях учёных разделились: Гассенди, например, полагал, что музыка разгоняет кровь и не даёт яду застаиваться в поражённых членах. Кирхер выдвигал похожую версию: музыка изгоняет ядовитые гуморы и выводит их с по́том. Одна и та же музыка не годится для всех: сангвиников следовало лечить звуками цитры, тогда как флегматиков следовало разгонять барабанным боем и кимвалами. «Искусство магнетизма» пользовалось таким успехом, что второе издание последовало в 1641 году.

### Кирхер-изобретатель и философия магнетизма

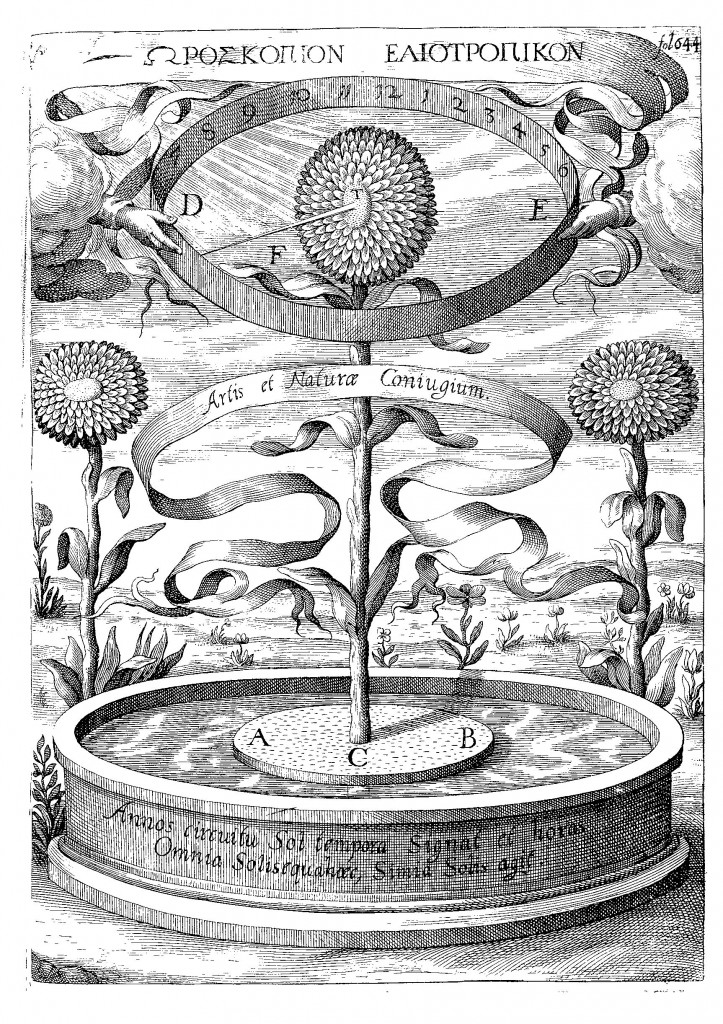
Ботанические часы Афанасия Кирхера. Цветы высажены на пробковом диске, плавающем в воде. Гравюра из книги «De Arte Magnetica»

Когда Кирхер прибыл во Францию, слава его имела два измерения: переводчика-востоковеда и изобретателя, который сам строил придуманные им устройства. Аббат Пейреск, отправляя 21 мая 1633 года послание в Кабинет Дюпюи, отмечал, что стремился задержать Афанасия у себя хотя бы на год. Более всего сеньора Фабри де Пейреска поразила идея ботанических часов из цветов подсолнечника, которые бы не зависели от погоды, как солнечные часы, и даже могли бы использоваться в помещении. Пейреск и Мерсенн широко пропагандировали эту идею; на запросы Мерсенна ответили Венделин из Брюсселя и Декарт, который тогда находился в Девентере. Декарт не скрывал скептицизма, хотя и признавал, что в теории ничего невозможного в таком устройстве нет. Венделин писал, что видел другое устройство, сделанное иезуитом Линусом в Льеже, причём его часы зависели от «некоего космического воздействия».

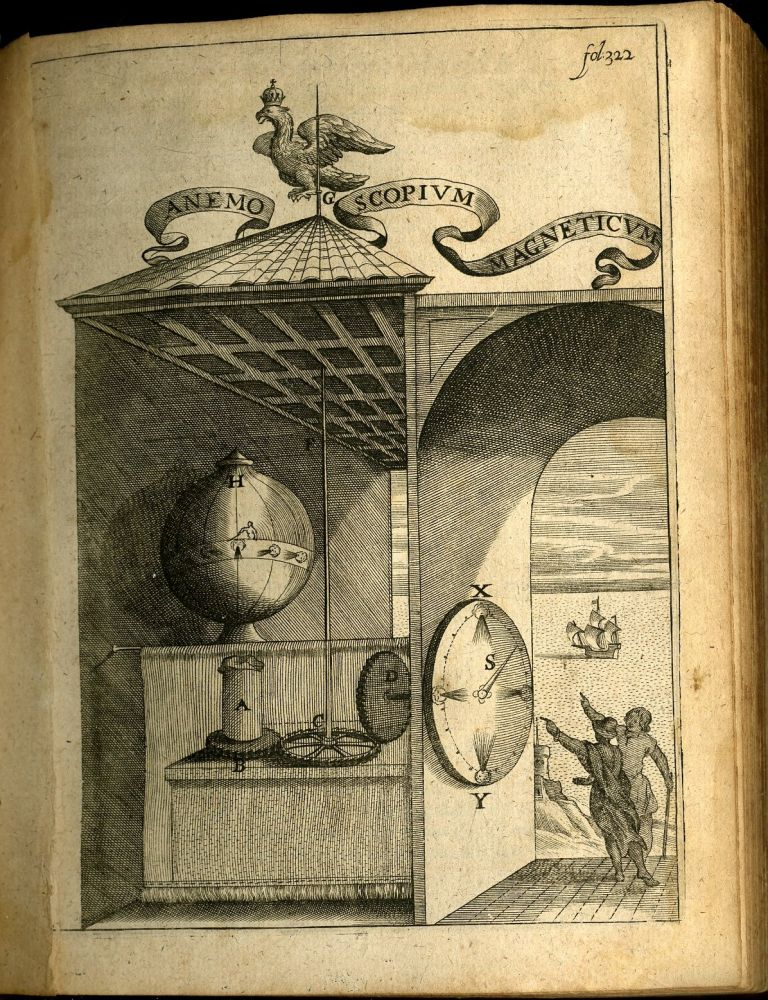
Магнетические часы Линуса в представлении Афанасия Кирхера. Гравюра из книги «De Arte Magnetica»

Пейреск писал об экспериментах Кирхера 3 сентября 1633 года, когда иезуит вновь прибыл в Экс-ан-Прованс. На сей раз отец Афанасий демонстрировал магнитные часы, причём магнит был помещён на пробковом диске, который плавал в сосуде с водой; сосуд был снабжён 24-часовой шкалой и ещё одной — меридианной. Кирхер утверждал, что его устройство может показывать время на любом меридиане. Демонстрировал он и ботанические часы, но Пейреск так и не увидел их в действии и явно разочаровался. Более того, магнитные часы Кирхера по факту были компасом, что сразу заметил Пейреск, который был не только естествоиспытателем, но и судебным следователем с большим опытом. Когда Кирхер переехал в Рим, в декабре 1634 года он демонстрировал свои магнитные часы в присутствии папского нунция Караффа и его исповедника; испытание, по-видимому, было признано успешным, во всяком случае, изобретателю удалось убедить гостей в действенности устройства. По мнению С. Хэнкинса и Дж. Сильвермана, подобного рода идеи прямо проистекали из магнетической философии Кирхера. Более того, можно с уверенностью заявить, что в первой половине XVII века, когда схоластика уже не сопрягалась с опытным знанием, а механика как основа естественной философии не успела завоевать своих позиций, естествознание основанное на магнетизме составляло свою, отдельную ветвь естествознания. Магнетизм был тесно связан с оккультизмом — причина его возникновения и носитель не были известны, однако они явно были материальными, а не духовными, ибо последствия его действия были доступны для органов чувств. Иоганн Кеплер считал, что именно магнитные силы определяли движения планет. Магнетизм был также частью распространённого в среде гуманистов увлечения естественной магией; такие опыты были описаны в компендиуме делла Порты. Его магнитный стол, на котором без видимого воздействия могли передвигаться фишки или фигурки, был удобен для моделирования военных операций. Магнитная философия включала в себя не только физику, но и ботанику с зоологией, поскольку растения, следующие за ходом Солнца в небесах, были зримым проявлением небесного магнетизма. Это «доказывалось» тем, что в какую бы сторону ни было обращено высаженное семя, побеги всегда стремятся к Солнцу, а пересаженные кустарники лучше приживались, если выдерживалась их первоначальная ориентация по линии север — юг. Таким образом, ботанические часы Кирхера были созданы в убеждении, что если свойства подсолнуха объясняются воздействием магнетизма, то оно не ослабевает и в ночное время.

### «Великое искусство света и тени»

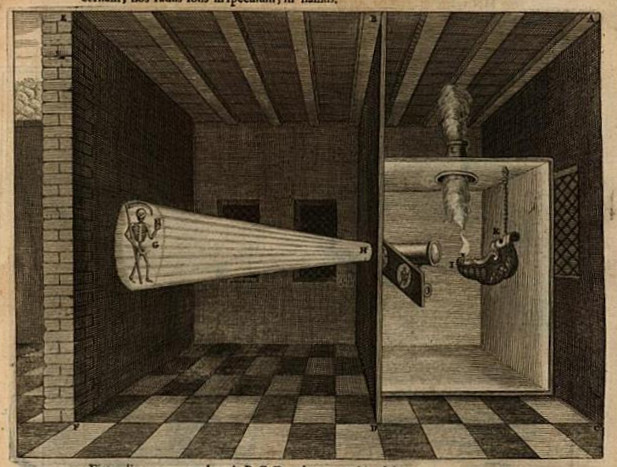
Волшебный фонарь. Гравюра из издания Ars Magna Lucis et Umbrae 1671 года

Судя по дневнику Джона Ивлина, в 1640-е годы Кирхер чрезвычайно увлёкся оптикой и развлекал своих гостей разнообразными опытами, в том числе прототипом волшебного фонаря для демонстрации изображений сатаны и прочих подобных сцен. Он также анатомировал глазные яблоки быка, чтобы исследовать механизм зрения. Всё это было помещено в его следующий трактат «Ars Magna Lucis et umbrae», вышедший в свет в 1646 году. Джон Глэсси утверждал, что это было прямое продолжение «Магнита», а заглавие содержало игру слов, о чём писал и сам Кирхер: «Великое/Магнетическое искусство света и тени». Для Кирхера была очевидна связь между светом и магнетизмом: ведь именно магнитное притяжение солнечных лучей заставляет, по Кирхеру, подсолнечник поворачиваться за Солнцем. 1000-страничный трактат вновь имел энциклопедический характер, описывая всевозможные проявления света, цвета и видения. Трактат был разделён на 10 частей, что объяснялось аналогией с декахордом — философским греческим инструментом, который отсылал к Декалогу и пифагорейскому пониманию десятки как выражения вселенского совершенства и Десяти сефирот. После рассуждения о Гермесе Трисмегисте почти сотня страниц была посвящена солнечным часам, фосфоресцирующим животным, как-то: светлячкам (Кирхер считал, что они могут контролировать самосвечение), хамелеонам (и установил, что мёртвые они не в состоянии менять цвета), а также медузам, которые наделены самосвечением, чтобы освещать путь в толще воды. Кирхер составил таблицы преломления света в воде, вине, масле и стекле — и на этом основании исчислил толщину земной атмосферы (43 000 шагов) и составил рекомендации о перспективе и рассеивании света для художников, работающих на пленэре. Попутно он рассуждал о цвете крыльев у ангелов и объяснял синий цвет неба — синий цвет это единственный цвет, от которого не устают глаза, а кроме того, это естественная граница между светом и тьмой.

#### Микроскопия

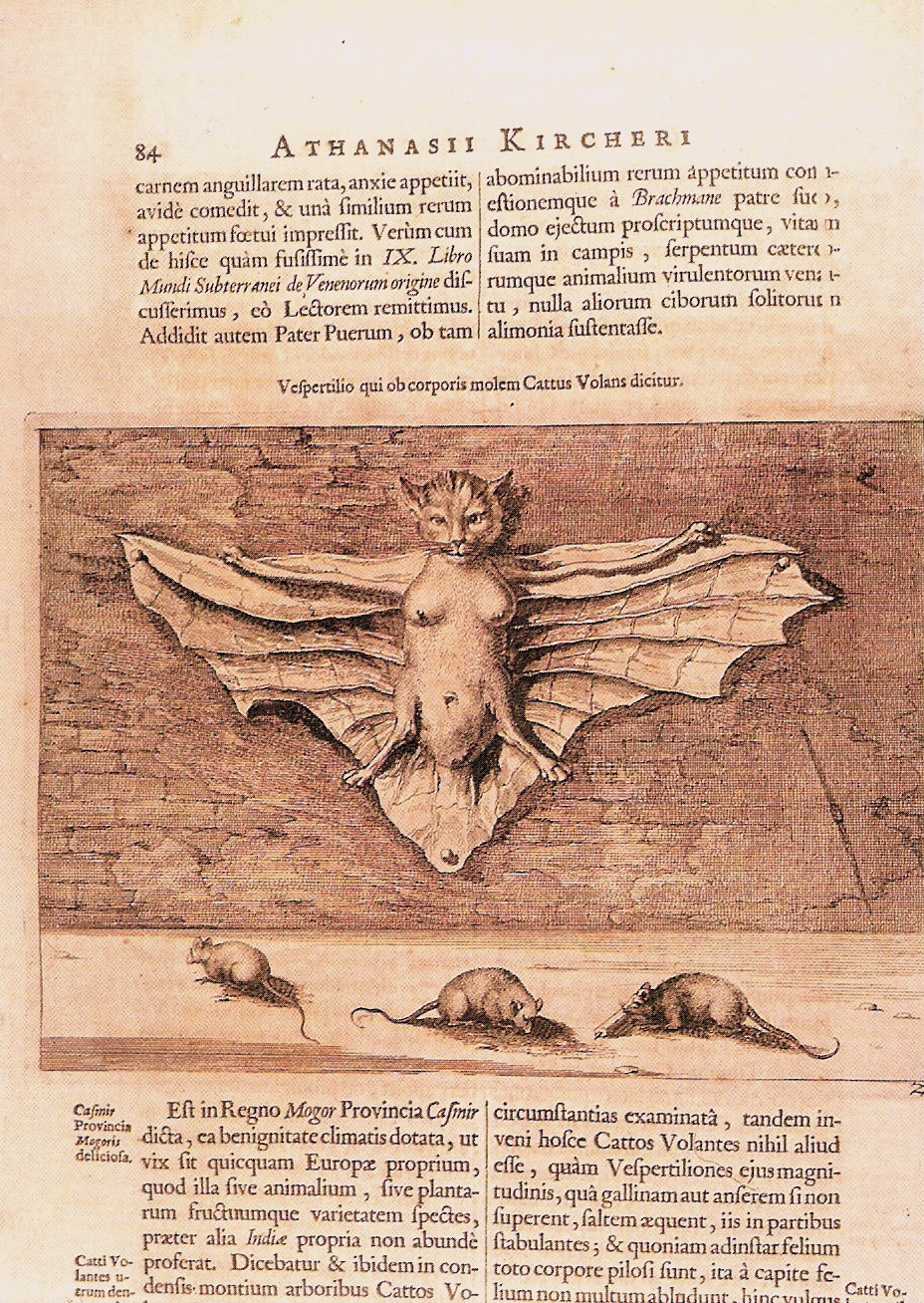
Изображения возбудителя и переносчиков бубонной чумы из описания Кирхера

Много места в «Великом искусстве» занимает описание различных оптических устройств, в том числе одно из первых изображений микроскопа. Кирхеровскими предшественниками были Джамбаттиста делла Порта, описывавший оптические линзы в «Естественной магии», и конструктор телескопа Галилей. Источником этих сведений для Кирхера, по-видимому, была Академия рысеглазых. Микроскопы Кирхера были примитивны, и потому многие его последователи не могли повторить его опытов. Однолинзовый микроскоп, описанный в издании 1671 года, имел станину и был подвешен на шарнире, то есть с его помощью можно было изучать несколько предметов; он имел 32-кратное увеличение. Сохранились и его описания в переписке с К. Шоттом. По-видимому, все микроскопы Кирхера после 1660-х годов были изготовлены в Голландии. Кирхер, по-видимому, имел представление и о составных многолинзовых микроскопах, подобных сконструированным Дж. Фонтана и Шейнером. В описании Кирхерианума 1678 года упоминается двухлинзовый микроскоп с подсветкой и возможностью регулирования фокусного расстояния. Он сохранялся до 1900 года, когда был утрачен.
В 1656 году Рим был опустошён эпидемией чумы, которая была занесена из Неаполя и Генуи. Несмотря на запрет своего ордена заниматься врачебной деятельностью, Кирхер консультировался с известными врачами того времени Бенедетто Сенебальдо и Паоло Дзакки. Итогом стал трактат 1658 года «Scrutinium Physico-Medicum Contagiosae Luis, quae dicitur Pestis» («Физико-медицинское исследование заразных жидкостей, кои предвещают чуму»). Основная часть книги описывает представления того времени: чуму вызывают лунные флюиды, астральные влияния, зловещие кометы и дьявольские козни. Для современной науки ценность представляют микроскопические наблюдения самого Кирхера, причём на достаточно широком материале. Кирхер разделял теорию миазмов, однако он впервые открыл, что воздух, земля и вода кишат мельчайшими существами, которых можно рассмотреть лишь с помощью окуляра. Впрочем, его описания микроскопических существ очень причудливы: он наделял их рогами и крыльями. Однако его выводы о передаче эпидемии через грузовые перевозки и через продукты питания были по-настоящему новаторскими. Чумные семена, по мысли Кирхера, попадают в гуморы организма и нарушают их естественную циркуляцию, ослабляя жизненный жар, а далее передаются через прикосновения, одежду, постельное бельё и т. д. Э. Флетчер сомневался, что Кирхер действительно наблюдал чумную палочку, но отмечал, что роль Кирхера как одного из первых исследователей в сфере бактериологии бесспорна.

### «Экстатическое путешествие»

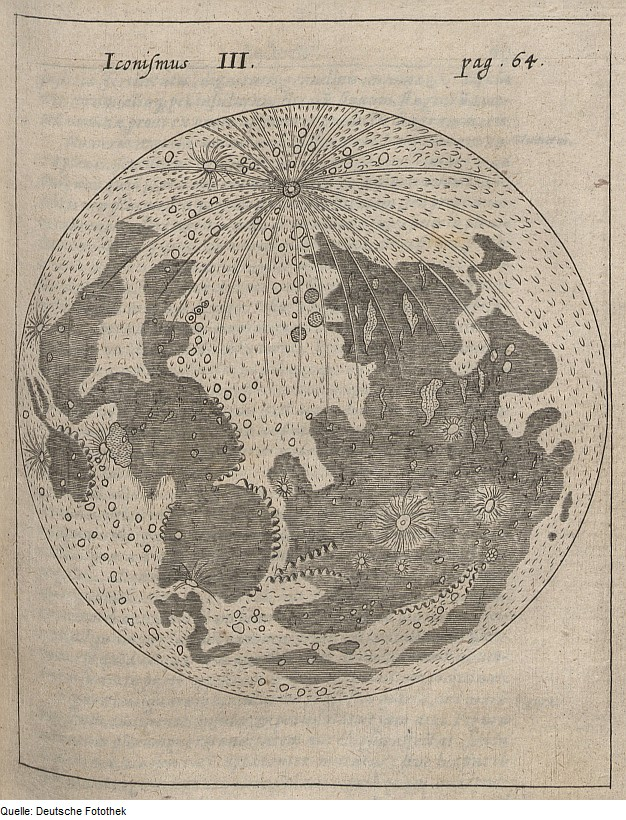
Карта Луны Кирхера и Шотта, 1660

Единственной работой Кирхера, целиком посвящённой небесным явлениям, является двухтомное «Экстатическое путешествие» (Itinerarium exstaticum) 1656—1657 годов. Это визионерское сочинение, в котором автор — Теодидакт — путешествует по Солнечной системе в сопровождении ангела Космиэля, давая подробные описания всего увиденного. Даже критики Кирхера отмечали, что это самая элегантная его по стилю книга. Однако это сочинение было рассчитано на образованного читателя. Теории Кирхера были весьма своеобразными: так, он утверждал, что сфера неподвижных звёзд не является твёрдой, но, скорее, из тонкой жидкости, в которой звёзды плавают. Книгу эту критиковали как протестанты, так и католики. Причиной было то, что Кирхер осмелился заявить, что Бог мог создать землеподобные миры на большом отдалении от нашей планеты. Примечательно, что в трактате Кирхера полёт на Луну как бы «уравновешивается» спуском в недра Земли.
Сюжетной основой первого тома книги, вышедшей в 1656 году, является вознесение на небеса автора, помощником которого является Космиэль. По ходу действия описываются механизмы затмений, приливов и отливов и природа лунных камней. Приблизившись к Луне, путешественники пришли к выводу, что она необитаема, потому что не смогли рассмотреть с орбиты растений. Опустившись на Луну, Космиэль предложил Теодидакту (alter ego Кирхера) испить местной воды, отчего тело его распухло. Далее путешественники устремились к Венере, которая населена апостолами — юношами необычайной красоты; их обиталище — кристальная гора, на которой растут деревья из драгоценных камней. По мнению нидерландского культуролога А. Хаакмана, «чем дальше от Земли, тем лиричнее — и беспомощнее — становится его язык».
Вторая часть — «Экстатическое путешествие в подземный мир» — была издана годом позднее. Если в космос герои летали мистическим образом, то вглубь Земли они отправляются на подводной лодке, сделанной из чистого кристалла, чтобы Теодидакт мог обозревать всё вокруг; однако движущей силой аппарата и источником света и воздуха является чудо, совершаемое Космиэлем. В финале выясняется, что всё описанное было сном Кирхера, что было явно воздействием как цицеронова «Сна Сципиона», так и «Сна» Кеплера. Механизмом вознесения Теодидакта была музыка, которая приводит его душу в гармонию с высшими сферами. Каспар Шотт в предисловии ко второму тому отмечал, что это была «образцовая рецензия на некий реальный концерт».

### «Подземный мир»

Фронтиспис «Подземного мира»

В 1664 году в свет вышел двухтомный фолиант «Подземный мир», в котором Кирхер собирался исследовать нижние области мироздания как части Божьего творения, рассмотреть их феномены и разъяснить отношение этих уровней к свету. В предисловии он писал, что, обозревая последствия разрушительного землетрясения в Калабрии 1638 года и поднимаясь на Везувий и Этну, пришёл к выводу, что вулканы — это «дыхательные трубы» самой Природы, а землетрясения — лишь эффект неких подземных процессов. Равным образом в подземном мире помимо огненных морей существуют и тайные проливы и моря обычной воды, которая силой приливов и ветров прокачивается через недра Земли. Кирхер сравнивал круговорот воды в природе с природой кровообращения человека, как её описывал Гарвей. Океанические течения он полагал потаёнными подземными руслами, которые ведут к Северному полюсу, а Мальстрём в Норвегии считал огромным водоворотом, через который вода возвращается на Землю из глубочайших подземелий. Огонь и вода в геологических процессах исполняют роль аналогов света и тени в небесах, поэтому Кирхер называл этот слой бытия Геокосмосом. Бог сотворил его ради вечного движения двух первоэлементов: вода обеспечивает влажность и перенос тепла, необходимый для плодоношения. Кроме того, «соки» разнообразных минералов, растворяясь в воде, переносятся на дальние расстояния и по мере охлаждения, принимают знакомые всем твёрдые формы.
В этом месте Кирхер возвращался к алхимии, поскольку разделял общее в те времена мнение, что под землёй идёт постоянная переплавка и вызревание низших форм вещества в высшее — золото. Алхимия XVII века предполагала, что данные процессы могут быть смоделированы и ускорены в лаборатории. Кирхер демонстрировал широкое знакомство с алхимическими трудами, причём особенно высоко ставил Парацельса. Он даже классифицировал алхимиков по трём категориям: «разочарованных» (считающие невозможным провести трансмутацию в человеческих условиях), обманщиков (кто стремится получить настоящее золото и серебро) и взыскующих философский камень — истинных алхимиков. Кирхер не сомневался, что предмет алхимии существует, но её главные тайны утрачены в прошлом и могут быть заново обнаружены в будущем, в то время как современная ему алхимическая практика — работа дьявола. Попытка повторить опыты Парацельса по трансмутации меди в ртуть Кирхеру не удалась. Однако далее он, трактуя о Творении, утверждал, что первоэлементами Бога были соль, сера и ртуть. Этот материальный пар — семя бытия, подобное семени живых существ, производящему новую жизнь. Пластическую форму придаёт ему магнитная сила; однако возможно и самопроизвольное зарождение жизни в трупах живых существ, поскольку там остаётся его духовное тело — своего рода матрица творения, но сильно вырожденная. Поэтому из останков высших существ могут зародиться только низшие существа.
Количество сюжетов в «Подземном мире» очень велико. Кирхер верно определил природу вулканических извержений и описал вулканические породы, а также описал явление эрозии и образования песка. Параллельно он рассуждал о положении легендарной Атлантиды и утверждал, что истоки Нила находятся в Лунных горах Южной Африки и длинным путём течение достигает Эфиопии и Египта. Далее Кирхер философствовал о троглодитах и пещерной фауне, в том числе драконах, ссылаясь на арамейскую притчу «Бел и дракон», вошедшую в Книгу Даниила. В числе читателей причудливых барочных фантазий Кирхера Дж. Глэсси называл Джона Локка, Спинозу, Гюйгенса и Галлея. Генри Ольденбург, секретарь Королевского общества, составил список лучших книг из своей библиотеки, в котором значились пять трудов Кирхера. Роберт Бойль даже пытался повторить опыт Кирхера, чтобы доказать, что Луна создаёт не приливные силы, а симпатический магнетизм, действующий на земные соли. Умберто Эко парадоксальным образом считал, что трактат важен для истории культуры и «для становления научного мировоззрения в противовес оккультным бредням»; содержание одиннадцатой книги им определяется как «сведение счётов с алхимией», а в седьмой главе этой книги он высказал немало критических высказываний против Парацельса.

Иллюстрации к «Подземному миру»
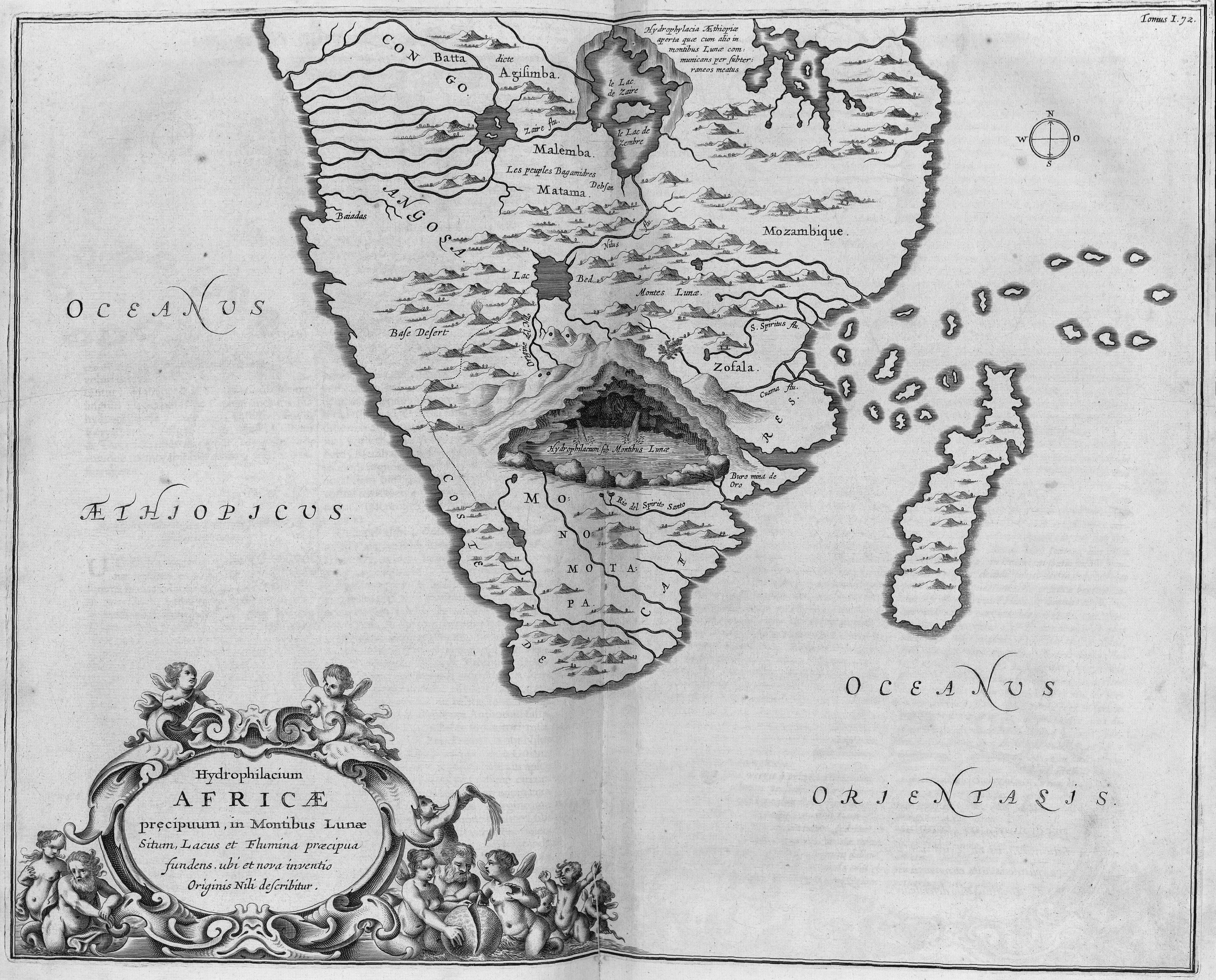
Истоки Нила
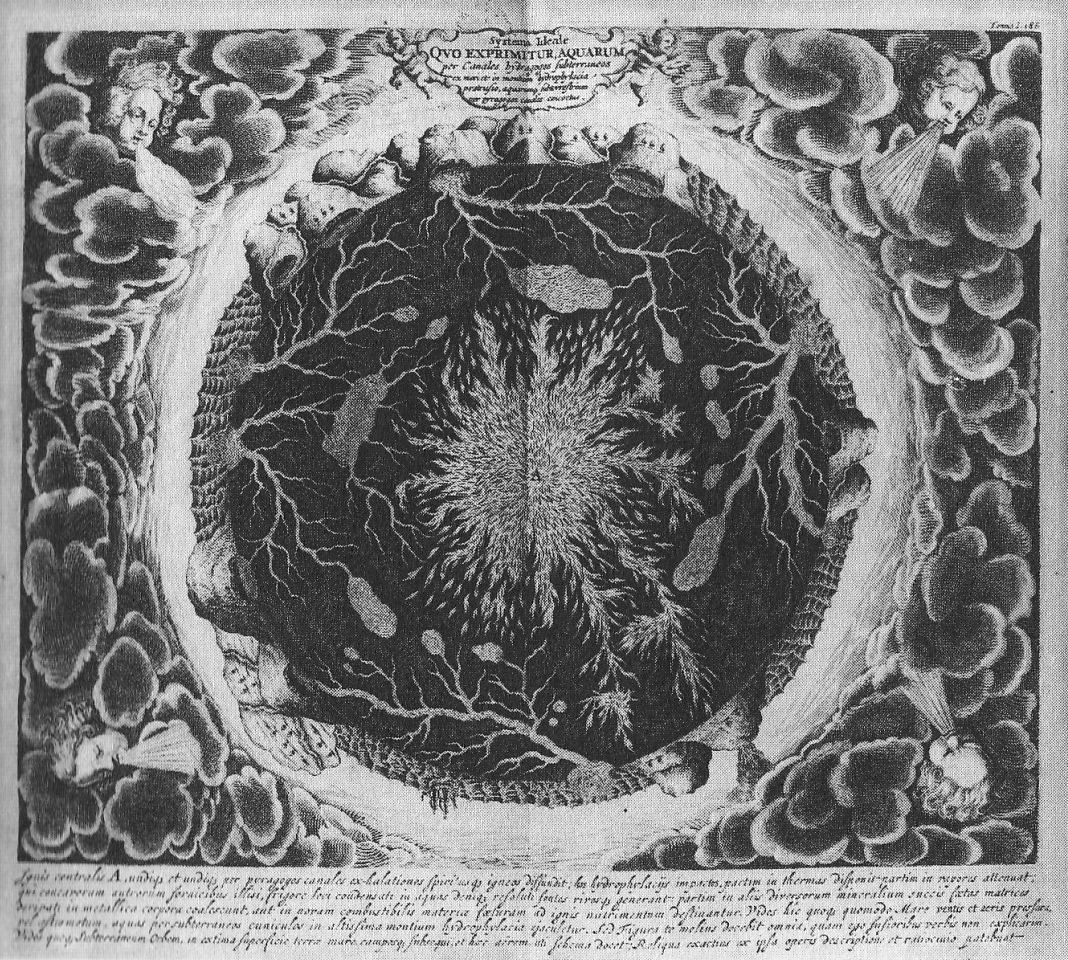
Подземные озёра, реки и бассейны огня внутри Земли
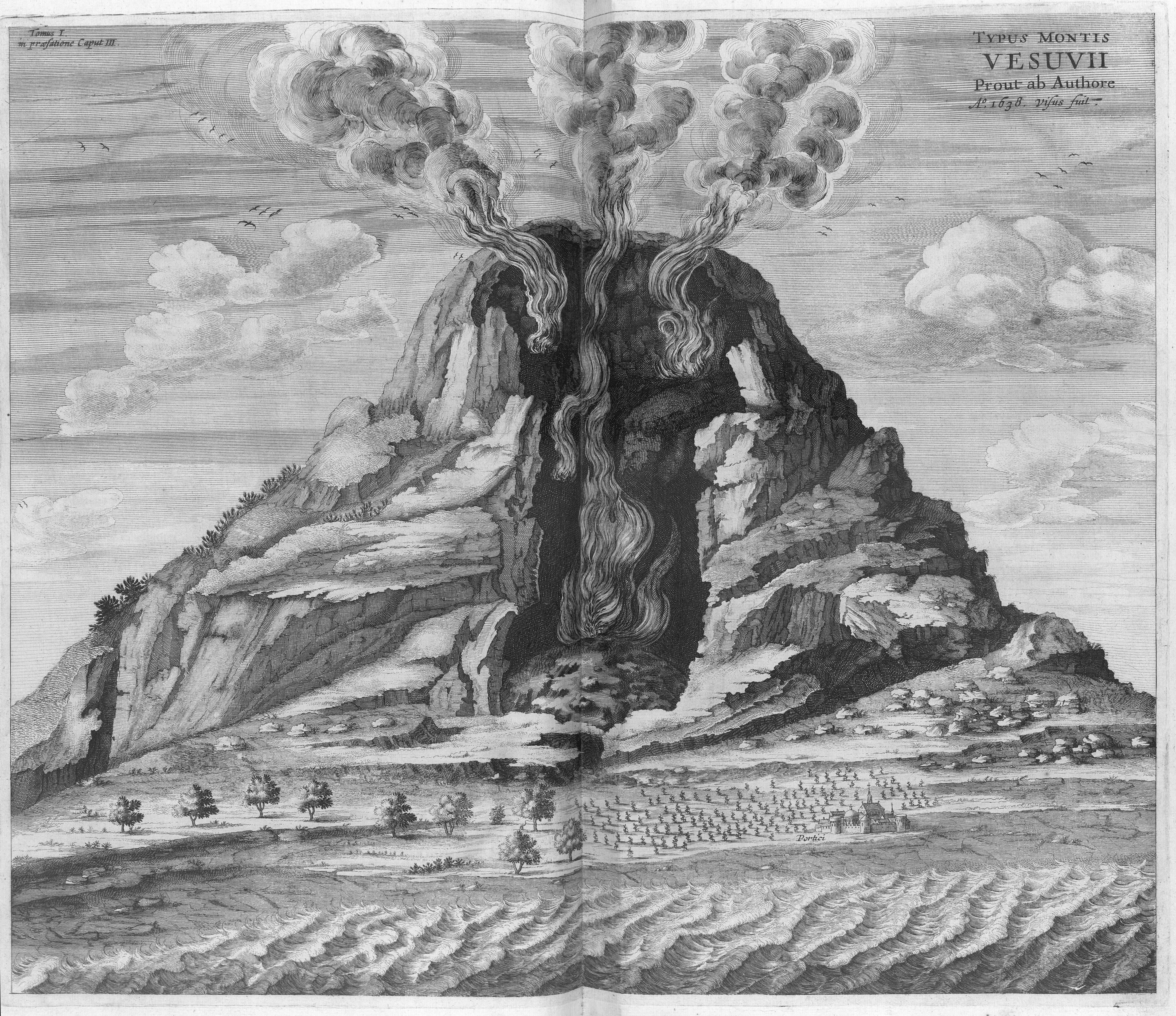
Извержение Везувия в 1638 году
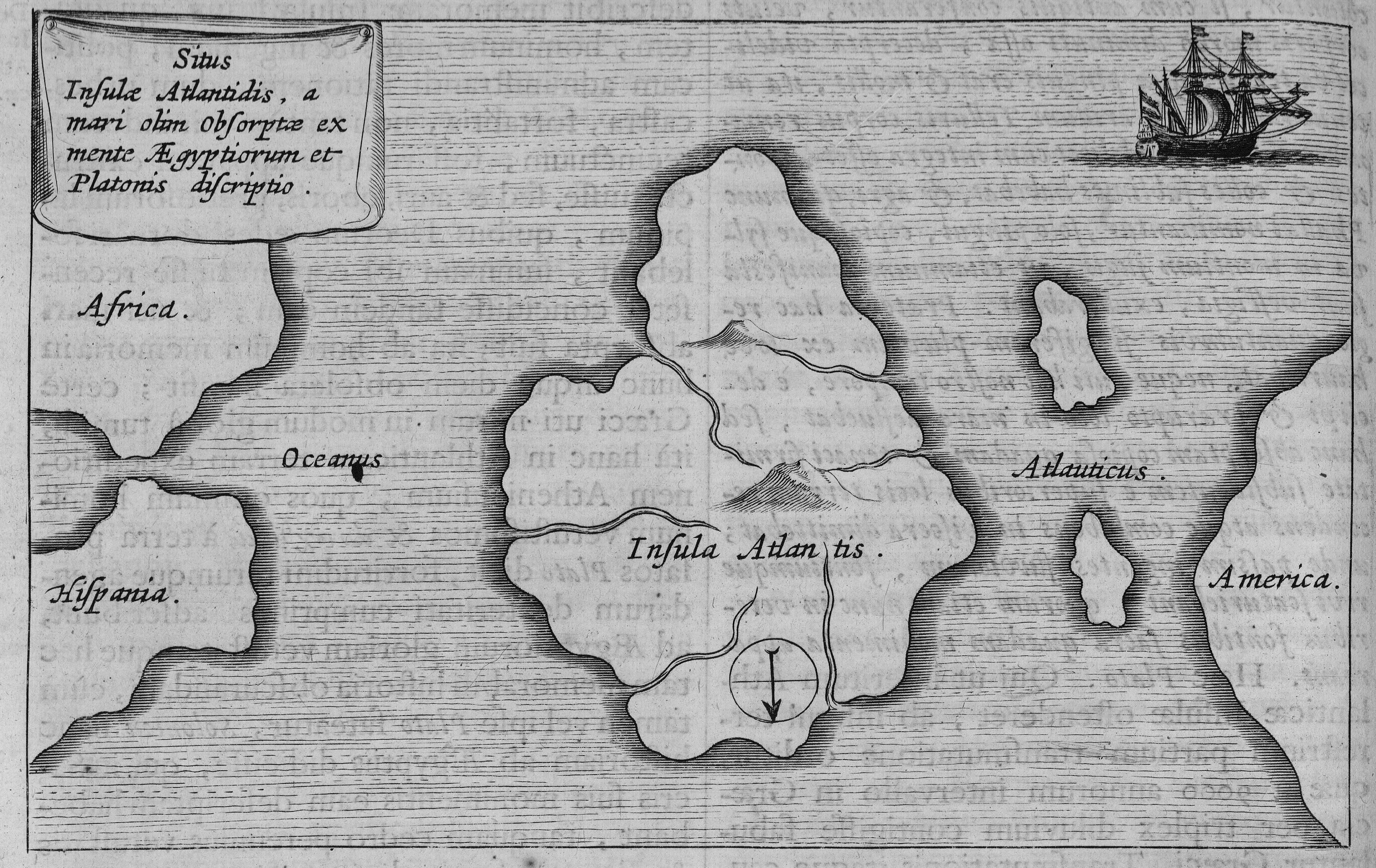
Карта Атлантиды. Юг сверху

### Музыка и акустика

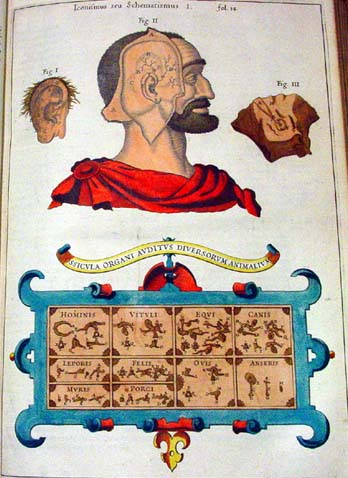
Органы слуха. Цветная диаграмма из первой книги «Musurgia universalis»

Подход Кирхера к музыке, как он сам его определял, был «научным», но одновременно лежал в русле строгой ортодоксии. Вероятно, занятия музыкой в Германии и крайне негативное отношение к новомодным течениям в светской музыке, которые влияли на церковную литургию (особенно это касалось братьев Вирджилио и Доменико Мадзокки и Монтеверди), побудили Кирхера составить музыкальную энциклопедию «Всеобщая музургия», опубликованную в 1650 году. В числе римских знакомств, о которых Кирхер писал во введении книги, были Антонио Аббатини и Пьетро Эредия, раннюю смерть которого иезуит оплакивал. В составлении «Музургии» Кирхеру ассистировал швейцарский иезуит Жак Вива. Э. Флетчер полагал, что идея составления музыкальной энциклопедии не являлась особо оригинальной, однако его трактат содержал немало типичных примет его эпохи — историческое сознание эпохи барокко, а также растущее внимание теоретиков и композиторов к вопросам контрапункта и гармонии. Энциклопедии Кирхера непосредственно предшествовала «Всеобщая гармония» Мерсенна (1636), чей подход был чрезвычайно близок Кирхеру. Мерсенн рассматривал гармонию мироздания — в музыке тоже — внешним проявлением Божественного; следовательно, математика, помогающая установить взаимосвязи в числовых рядах, является лучшим описанием Божественного творения. Собственно «Музургия» была разделена на 10 частей в двух томах (соответственно, в первом томе части 1—7 и 8—10 — во втором). Кирхер начал с анатомии органов слуха с иллюстрациями, а далее переходил к сравнению голосового аппарата человека и животных. Он не ограничился описанием тембров человеческого голоса, но и привёл нотные записи голосов курицы, кукушки, перепела и некоторых других птиц. Во второй книге Кирхер описывал музыку древних евреев и подробную трактовку библейских музыкальных инструментов. В третьей книге он описал учение о гармонии и привёл «арифметическую стеганографию» — то есть описание нотации, начиная с боэциевой. Четвёртая книга целиком посвящена монохорду и методу интервалов, трактуемому алгебраически и геометрически. Пятая книга — «Симфония» — посвящена музыкальной гармонии для больших многочастных произведений и в конце содержит описание фуги. В шестой книге описывались современные Кирхеру музыкальные инструменты с иллюстрациями, сюда же включено описание колоколов, включая большой колокол в Эрфурте. Здесь также описаны простые и сложные музыкальные приспособления, включая кошачье фортепиано и музыкальные автоматы и органы, играющие по заложенной в них на цилиндрическом барабане с прорезями программе. Седьмая книга очень эклектична, начинается со сравнения древней и современной музыки, но больше всего места посвящено композиторам — современникам с нотными примерами. Восьмая книга и второй том «Музургии» содержали огромные таблицы всех возможных комбинаций музыкальных интервалов, а также рассмотрение греческих и латинских поэтических метров с музыкальными иллюстрациями. Девятая книга посвящена симпатической магии и роли музыки в ней, именно здесь описана тарантелла, которая, по мнению Кирхера, действительно помогает от паучьего яда (описание было заимствовано из «Магнетизма»). Один из пассажей книги может быть истолкован как одна из первых попыток передать музыку цветом. Последняя — десятая книга — несёт сильное влияние учений о небесных сферах Мерсенна и Кеплера.
Весьма примечательна теория музыкальных аффектов Кирхера, сопряжённая с функциональной классификацией вокальной и инструментальной музыки по 9 разделам. В разделе о греческой музыке содержатся как важные для истории музыки исследования, так и мистификация. В первом случае — это передача нотации Алипия в современной системе; во втором случае речь шла об оде Пиндара, якобы обнаруженной во время путешествия в 1637—1638 на Сицилии, причём манускрипт, по уверениям Кирхера, был утрачен.

Иллюстрации к «Всеобщей музургии»
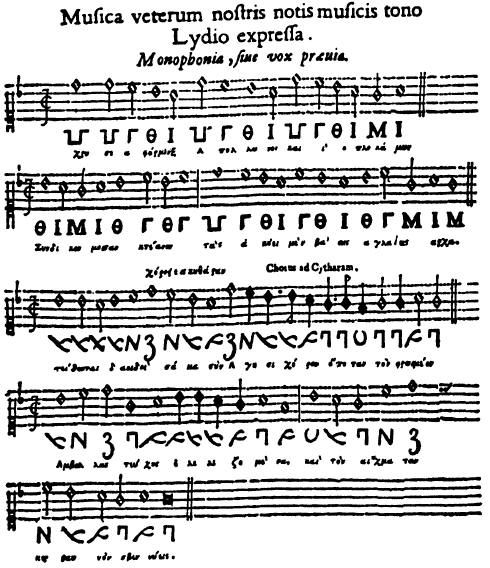
Ода Пиндара
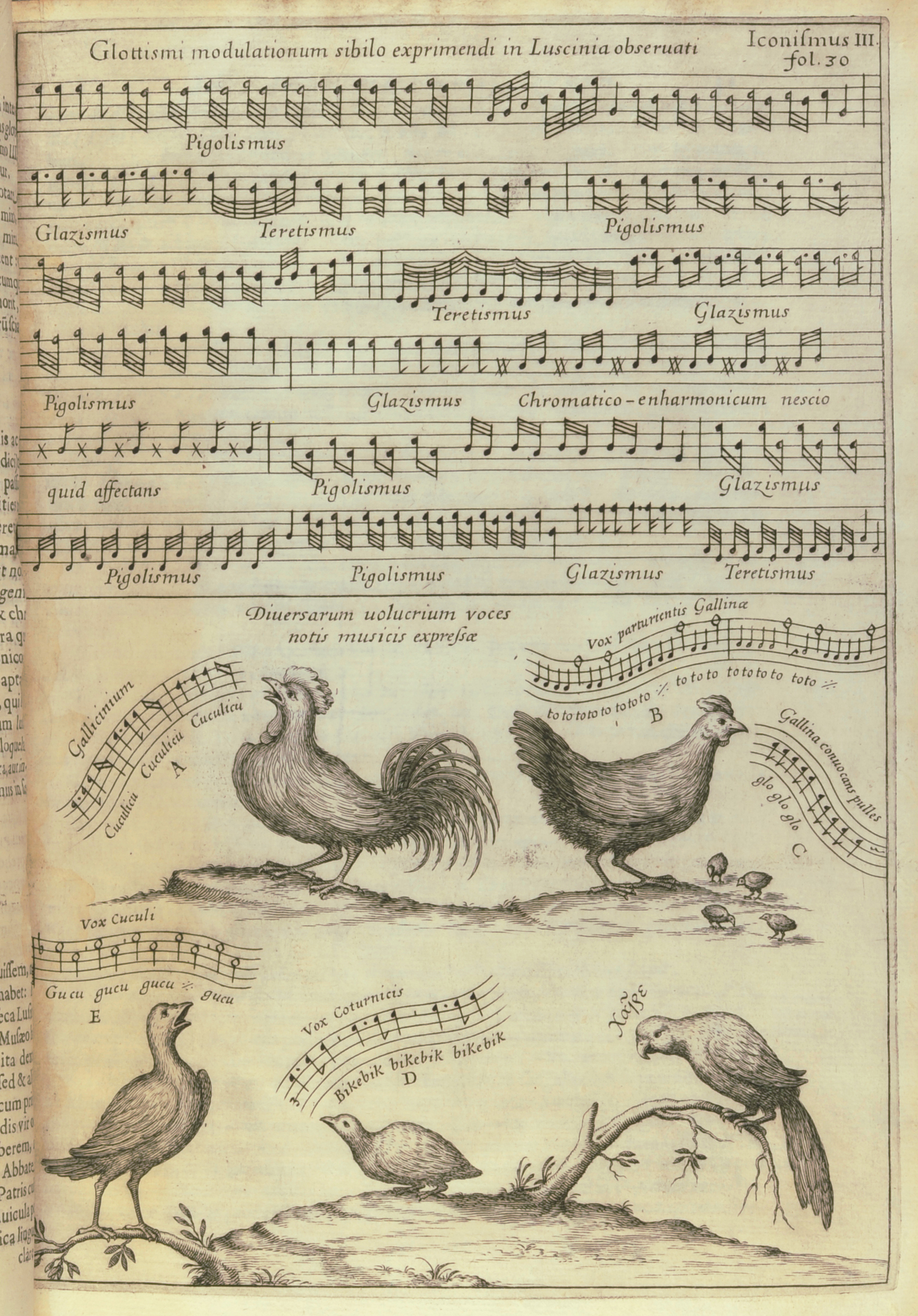
Запись птичьих голосов
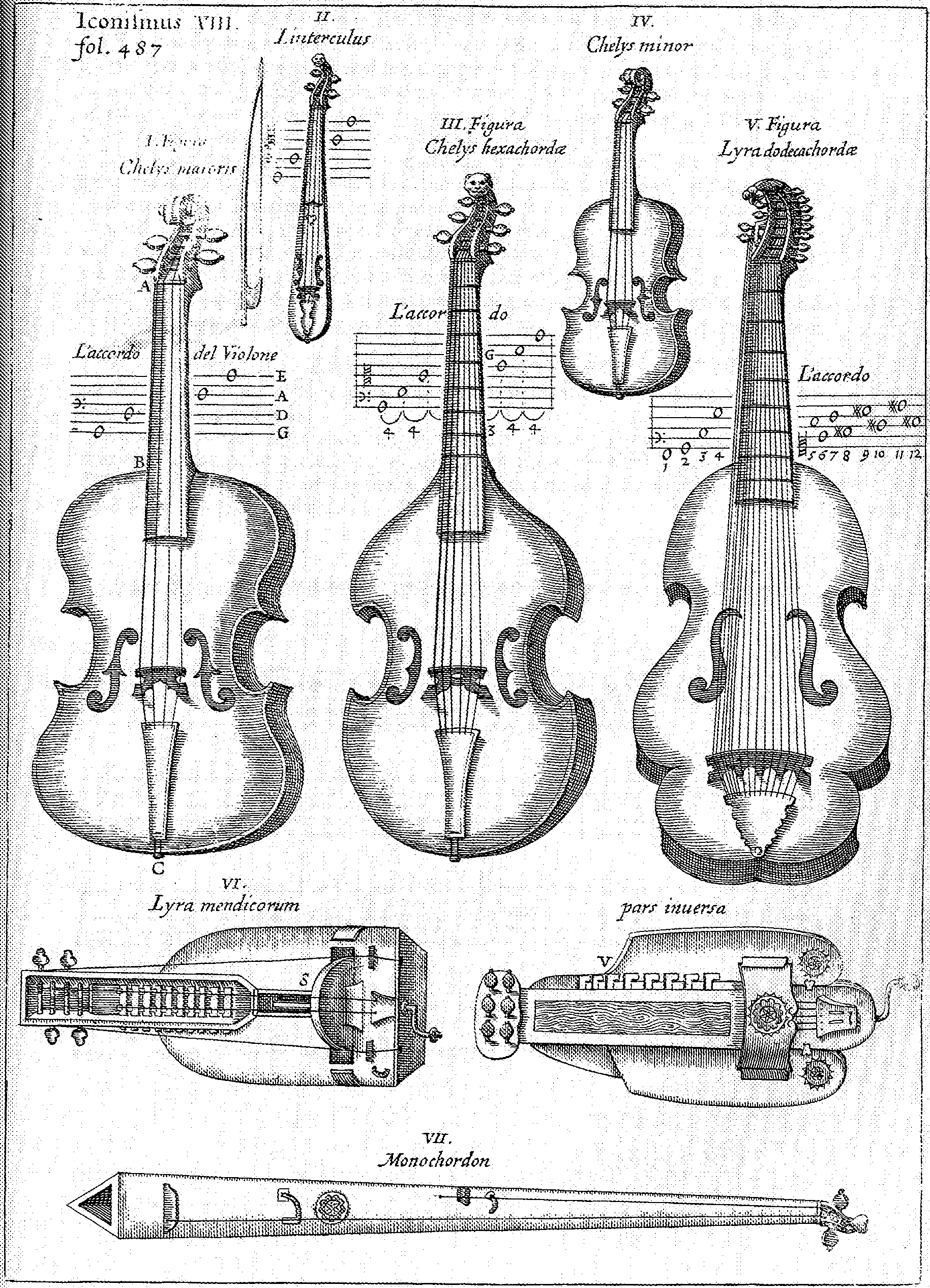
Струнные инструменты
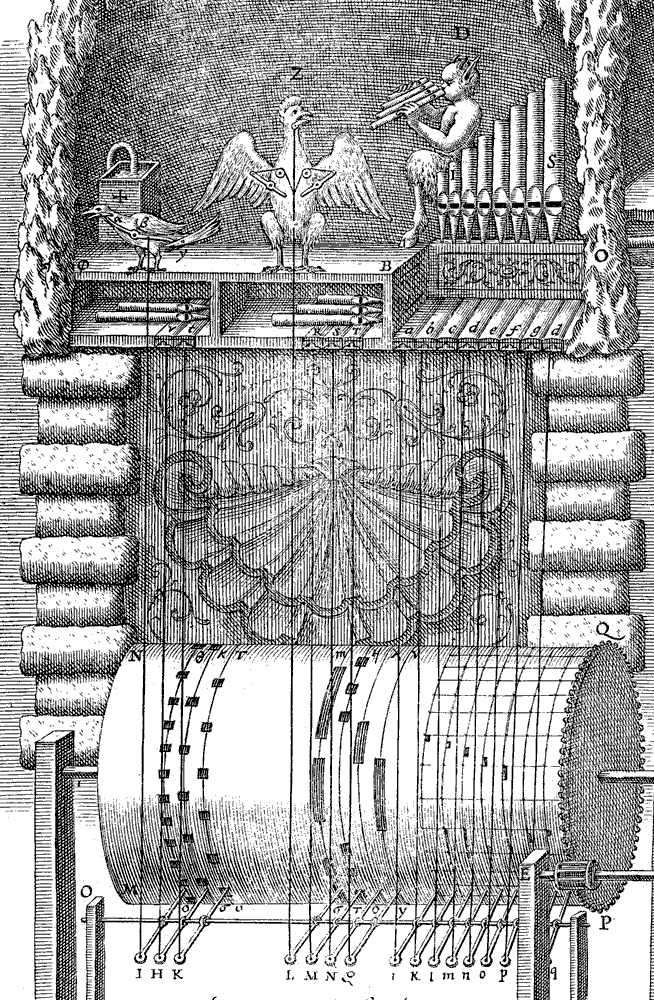
Музыкальный автомат

В 1673 году Кирхер опубликовал трактат о влиянии звуков и об эхе — «Phonurgia nova» («Новая фонургия»). Несмотря на эклектичность содержания, в книге много описаний разнообразных устройств, в частности,
эоловой арфы и мегафона, с помощью которого якобы Александр Македонский командовал своими воинами. Своему постоянному корреспонденту Лангенмантелю Кирхер хвалился, что изобрёл специальную трубу, с помощью которой можно улавливать звуки на расстоянии 16 итальянских миль, что делает её крайне полезной в военном деле — для заблаговременного обнаружения военных передвижений.

## Кирхер и цензура

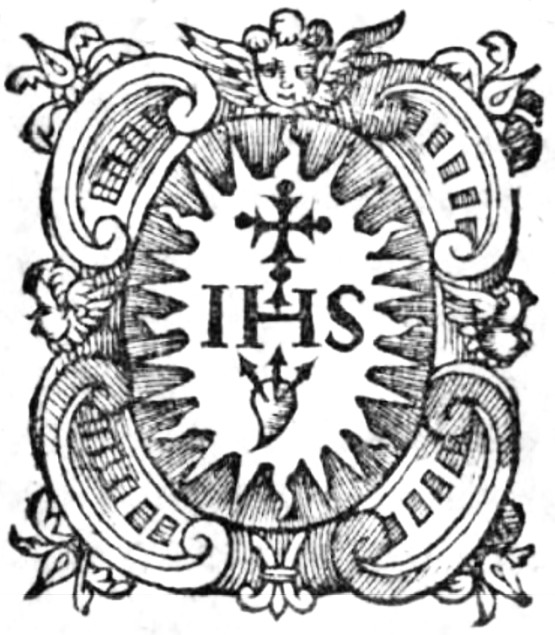
Эмблема ордена иезуитов. Из книги Annuae litterae Societatis Jesu: anni MDLXXXIV

Уже при учреждении ордена иезуитов св. Игнатий Лойола в 1550 году постановил, что его братия должна мыслить и проповедовать как единое целое. Основатель ордена объявил главным авторитетом в богословии св. Фому Аквинского, а в философии — Аристотеля. Проблема заключалась в том, что ещё со времён Ренессанса аристотелианство допускало множество альтернативных толкований, и по мере зарождения новой эмпирической науки Орден был вынужден уже с 1580-х годов реорганизовать систему цензуры. Ко времени, когда Кирхер обосновался в Риме, иезуитская цензура уже была развитым и устоявшимся институтом. Цензорский регламент 1645 года, подтверждённый в 1652 году, предельно чётко определял то, что допускалось и что запрещалось в публикациях члена ордена. Однако коллегия ревизоров имела консультативные функции при генерале ордена, именно он передавал издания на цензуру и принимал конечное решение. Цензура работала тайно; генерал мог передать рецензию и самому автору. При этом требовалось, чтобы сочинения богословского содержания рассматривались минимум тремя цензорами, а сочинения без богословских пассажей — двумя. В провинциях иезуитского ордена цензура работала аналогично, но была более независимой от Рима и выдавала разрешения на издание.
В общей сложности сохранилось 48 документов, связанных с прохождением трудами Кирхера цензуры Ордена св. Игнатия. Сохранилось далеко не всё; документация охватывает период от публикации коптского словаря и грамматики до «Подземного мира» — всего по 17 трактатам Афанасия Кирхера. Х. Зиберт отмечал, что иногда несколько цензоров высказывались по поводу одной и той же книги, и мнения не совпадали, иногда цензурное разрешение выдавалось на каждый том объёмного сочинения. Из 17 рассмотренных в сохранившихся документах трактатов 9 получили единогласное одобрение, ибо «не оскорбляли Веры Христовой и не нарушали иезуитского устава». 6 трактатов были одобрены с оговорками, в результате на 6 книг пришлось 10 цензорских заключений; иногда в этих заключениях указывалась полезность книг в учебных целях, а также для пропаганды Ордена в «Республике учёных». Однако в восьми случаях одобрение было условным, что было выражено в 12 цензорских заключениях; условием пропуска было удаление или изменение определённых пассажей. Поскольку авторские рукописи не сохранились, печатные тексты не всегда позволяют идентифицировать внесённые изменения. Во всех этих случаях цензоры отмечали, что автор пересмотрел текст в соответствии с выданными ему указаниями. В случае 4 книг цензоры не одобряли печатание трудов Кирхера, о чём доносили генералу Ордена. Данные документы ценны также тем, что позволяют установить точную хронологию творчества учёного. Только в половине случаев замечания касались фактической стороны содержания книги, цензоров чаще волновали вопросы латинской стилистики, атрибуции источников и их корректного использования. Практически во всех случаях осуждалось самовосхваление автора. Бывали и другие случаи: так, трактат о чуме не был одобрен, поскольку устав ордена запрещал заниматься медициной, а кроме того, цензоры отмечали, что у Кирхера не было медицинского образования и он был некомпетентен в своих рассуждениях. После третьей цензуры было решено представить трактат профессиональным врачевателям; вердикт, очевидно, был положительным, и генерал ордена подписал цензурное разрешение в 1658 году. В случае с «Экстатическим путешествием…» удалось обойти цензурный запрет за счёт того, что решение коллегии цензоров должно было быть единогласным, а в случае несогласия цензор обязывался отчитываться перед генералом отдельно.

Титульный лист трактата «Лаций», 1671

Примечательно, что цензоры часто указывали, что Кирхер непоследователен в мыслях, его слова часто противоречили друг другу; так было в случае с «Великим искусством». Цензоры единогласно отвергли книгу, заявив, что трактат не является ни полезным, ни поучительным и, напротив, вводит читателя в заблуждение, поэтому могли пострадать и репутация автора, и репутация ордена. Однако в конце концов рукопись была допущена в типографию, так же получилось и с «Экстатическим путешествием». После цензурного запрета была утрачена рукопись «Путешествия в Этрурию» — по-видимому, аналогичного «Лациуму», то есть синтеза антикварного трактата и путеводителя; вероятно, он был таким же фантастическим. Цензоры дали свои заключения независимо друг от друга, причём Доменико Оттолини написал чрезвычайно пространный текст. Оттолини сам был родом из Этрурии и разбирался в предметах, которым был посвящён трактат Кирхера. В основном замечания Оттолини касались истории и древностей родного города цензора — Лукки, их перечень занял три страницы. Цензор отметил, что описание и города, и его построек было совершенно ошибочным, и на этом основании предполагал, что и кирхеровское описание древней Этрурии не выше по качеству. До Кирхера, по-видимому, были донесены претензии Оттолини, ибо он немедленно вступил в переписку с учёными из Лукки (особенно Орсуччи) и рассчитывал на публикацию. Во всяком случае, «Этрурия» была анонсирована в конце «Подземного мира», вышедшего в 1665 году, а в 1667 году объявление о скором выходе в свет трактата было повторено в «Китайских памятниках». Судя по частной переписке, в 1668 году цензура всё ещё не давала разрешения, и, наконец, в феврале 1669 года Кирхер сдался и объявил, что не надеется опубликовать «Путешествие в Этрурию». Впрочем, в 1678 году анонс вновь появился, и вновь без результата.
Харальд Зиберт из сохранившихся документов сделал вывод, что в 1660-е годы Кирхер выработал своеобразный способ общения с цензорами. После 1665 года все его сочинения выпускались в протестантском Амстердаме, но с указанием на разрешение на печать, полученным из Рима, при этом не сохранилось никаких свидетельств, какие цензоры и как давали разрешение на печать. После казуса с «Великим учением» Кирхер стал отправлять свои рукописи не на генеральный цензорский капитул, а экстраординарным цензорам. Тем не менее, и после 1660-х годов Кирхер получил одно неодобрение; например, цензор отметил, что исследование Кирхера о крестах не соответствовало системе Аристотеля, но это не повлекло никаких последствий, от автора даже не потребовали исправить текст. Переписка времени публикации «Подземного мира» демонстрирует, что цензура стала совершенно лояльной к известному автору, приносящему ордену всемирную славу; ради этого можно было поступиться некоторыми частными отступлениями от ортодоксии. Теперь цензура, скорее, гарантировала, что очередная книга появится в печати своевременно.

## Наследие и оценки

### Портреты

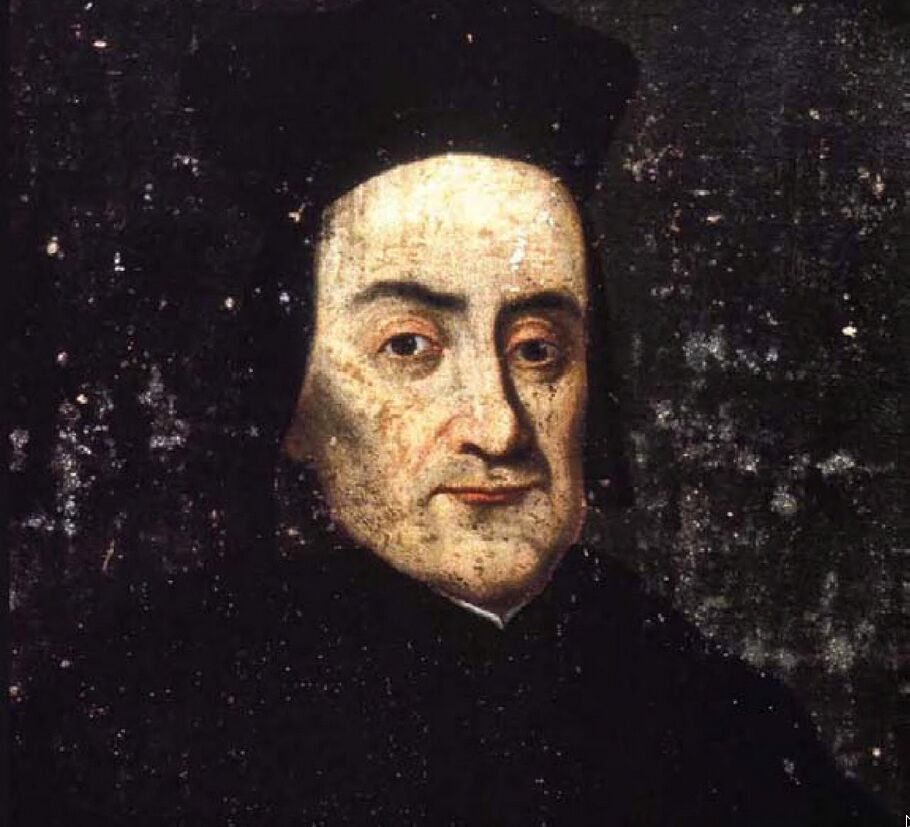
Деталь портрета Афанасия Кирхера. Неизвестный художник, примерно 1650-е годы. Рим, Национальная галерея старинного искусства

Основатель ордена иезуитов Игнатий Лойола негативно относился к портретной живописи и не позволял запечатлеть себя. Эта традиция сохранилась и впоследствии — от многих знаменитых иезуитов, включая К. Шотта, не осталось никаких изображений. Тем не менее сохранилось два прижизненных портрета Афанасия Кирхера, которые подчёркивают его статус учёного. Самый известный портрет Кирхера, воспроизведённый в начале статьи, был гравирован в 1665 году Корнелисом Блумартом Вторым, то есть уже на склоне его лет. Оригинал для него был создан ранее, в 1653 году , и это первый по времени известный портрет отца Афанасия. Гравюра сохранила многое от первоначального эскиза — учёный был изображён с бородой, с серьёзным видом смотрящим на зрителя. Кирхер одет в стандартное орденское облачение — ряса, мантия и «берретта». Существует версия, что портрет был заказан самим Кирхером или его начальством в Collegio Romano; подтверждением её является тот факт, что Блумарт уже исполнял фронтисписы к сочинениям отца-иезуита. Возможно, оригинал портрета предназначался в подарок королеве Христине. Гравюра в версии 1665 года воспроизводилась во многих книгах Кирхера, включая «Описание Китайской империи» и «Подземный мир», а также описании Кирхерианума 1678 года. Ангела Мейер-Дойч подчёркивала, что портрет стал своего рода «товарным знаком», поскольку издатель Кирхера — Янссон — с 1661 года получил исключительные права на распространение его трудов на всех землях Священной Римской империи, Нидерландов и Англии. Видимо, ещё ранее, с 1655 года, версия этого портрета рассылалась Кирхером своим корреспондентам, о чём свидетельствует письмо К. Шотта из Майнца. Шотт просил ещё несколько экземпляров для подарков неким знатным персонам, видимо, вместе с книгами Кирхера.
В Национальной галерее старинного искусства в Риме хранится небольшой портрет маслом на деревянной панели форматом 65 × 50 см. Это единственный портрет Кирхера, который не восходит к гравюре Блумарта. В каталоге выставки 1930 года утверждалось, что этот портрет был заказан самим Кирхером и был представлен в его музее. Стиль этого портрета примечателен острым реализмом и полным отсутствием идеализации изображённого. Портрет плохо сохранился, краски сильно потускнели. Поза и одеяние Кирхера на этом портрете такие же, как и на гравюре Блумарта (лишь головной убор прикрывает уши), однако иезуит изображён бритым, лицо его асимметрично, а нос имеет форму луковицы. Возможно, что этот портрет должен был выражать монашеское смирение, ибо самовозвеличивание противно Христовой вере, и потому персону следовало изображать в максимальном приближении к природному виду. Впрочем, искусствовед Петра Катке (1997) считала живописный портрет сильно уступающим во всех отношениях гравированному. В каталоге Кирхерианума 1678 года он не упоминался, однако на его местоположение намекает латинская надпись под портретом: «Отец Афанасий Кирхер преподнёс» (лат. P. Athaus. Kircher. adauxit).

### Историография
Прижизненная слава А. Кирхера носила всеевропейский характер, достигнув даже России. Архивные изыскания показали, что его трудами интересовался царь Алексей Михайлович, в Приказе тайных дел хранились прорисовки египетских иероглифов из «Египетского Эдипа» (в связи с разработкой тайного шифра). Как минимум дважды известия о Кирхере помещались в рукописные «Куранты» — своего рода придворный дайджест событий в мире. В сообщении от 8 ноября 1671 года говорится, что Кирхеру доставили из Польши «некоторые
чюдесные характары, начертания, для показания Афонасию Кирхерию, мужу зело мудрейшему в науке математитской, ему же чают ни где подобного не обретается». В 1680 году государь Фёдор Алексеевич информировался и о кончине Кирхера.
Из-за эксцентричности теорий и принадлежности к Ордену иезуитов до начала XX века имя Кирхера находилось на периферии научной революции XVII века. На фоне предвестников Просвещения — Бэкона и Декарта — учёным XVIII—XIX веков Кирхер представлялся безнадёжным ретроградом, чья любовь к древностям была почти анекдотической. Уже в 1643 году Рене Декарт писал Гюйгенсу: «[этот] иезуит… больше шарлатан, нежели учёный». Написано это было по поводу посылки книг Кирхера, которые Декарт вернул неразрезанными. Для Иоганна Буркхардта Менке Кирхер превратился в тип шарлатана, которого он высмеивал в одноимённом сочинении. Известность получил анекдот, согласно которому иезуиту прислали якобы китайский свиток, который он успешно расшифровал, хотя на самом деле там содержалась латинская надпись в зеркальном порядке. Выдвигалась версия, что Кирхер мог иметь отношение к рукописи Войнича.
Судя по свидетельству французского путешественника Максимильена Миссона, Кирхерианум к 1709 году был практически разорён, а его коллекции разошлись по частным собраниям редкостей.
Иоганн Розенбергер в своей «Истории физики» (1882) утверждал:

Кирхер… не стоит на очень высокой ступени в нашей науке, и многие физики, вероятно, не согласились бы даже признать его сотоварищем; тем не менее его работы заслуживают внимания. Они служат приблизительным мерилом тогдашнего научного уровня и направления, хотя в оценке их необходима осторожность: следует остерегаться приписывать эпохе в качестве типичных некоторые рискованные теории этого дилетанта-экспериментатора.
Забвение Кирхера было столь значительным, что Умберто Эко даже заявил, что сплошной поиск по библиографиям предоставил ему в 1980-е годы статей и монографий меньше, чем было число заглавий трудов самого учёного. По-видимому, именно благодаря У. Эко произошла «начальная реанимация» интереса к ренессансному учёному и появление новой «кирхерианы». Тенденция к переосмыслению наследия Кирхера обозначилась в 1970-е годы, вышли в свет книги Р. Конора и Г. Джослина; в 1985 году в Италии был проведён симпозиум «Энциклопедизм в барочном Риме», в 1988 году был проведён международный библиотечный симпозиум; в 1980—2000-е годы было защищено несколько диссертаций. В 2004 году под редакцией Полы Финдлен был опубликован представительный сборник научных статей под названием «Последний человек, который знал всё». Объёмные биографии отца Кирхера увидели свет только в 2011 году. Всю жизнь изучению наследия Кирхера посвятил Джон Флетчер (1940—1992), который в 1966 году защитил по его научной биографии диссертацию. Её текст был опубликован в 2011 году в Лейдене престижным издательством «Бриль». Книга Джона Глэсси «Человек заблуждающийся: Жизнь эксцентрика в век перемен» (2012) стала одним из бестселлеров в жанре научной биографии и была высоко оценена критиками. Переписка Кирхера была оцифрована в рамках Athanasius Kircher Correspondence Project, осуществлённого под началом Майкла Гормана и Николаса Уилдинга при поддержке Института и музея истории науки (Флоренция), а также Полы Финдлен (Стэнфордский университет). Только в архиве Папского Григорианского университета хранится 2291 письмо, адресованное А. Кирхеру, на латинском, итальянском, испанском, французском, немецком, голландском, персидском, армянском, коптском и китайском языках. Исходящих писем сохранилось не менее 2000, составленный Дж. Флетчером их список занимает 30 страниц.
В мае 2002 года, на 400-ю годовщину со дня рождения А. Кирхера, в Нью-Йоркском гуманитарном институте был проведён симпозиум на тему: «Was Athanasius Kircher the coolest guy ever, or what?», что можно примерно перевести как «Был ли Атанасиус Кирхер самым экстравагантным?». Почётный директор Нью-Йоркского гуманитарного института Лоренс Вешлер предлагал объяснение новой популярности барочного эрудита. С его точки зрения, особенности мышления Кирхера резонируют с постмодернистcкой картиной мира, его можно назвать «постмодернистом в домодернистcком мире». По Вешлеру, для Кирхера характерны: «субверсивность (провокативность), стремление к известности, техномания и поразительный эклектизм». Существует и другая точка зрения: Кирхер исповедовал универсальный подход к постижению мира, принципиально настаивая на том, что все явления связаны со всеми. Холистический подход стал востребованным в условиях крайней дифференциации науки, даже её некогда единых дисциплин, когда ученые перестали говорить на одном языке и понимать друг друга. В 2004 году подарочное факсимильное издание «Подземного мира» вышло к XXXII Международному геологическому конгрессу во Флоренции, а ещё одно подарочное издание этой книги в 2011 году выпущено для награждения почётных профессоров геологии итальянских университетов.

### Культурное влияние
Влияние Кирхера на современников и потомков, скорее, определялось стилем его богато иллюстрированных трудов. Ярким примером является поэзия Хуаны Инес де ла Крус, образы которой явно испытывали влияние герметических трактатов Кирхера. В «Низвержении в Мальстрём» Эдгара По прямо говорится о Кирхере:

Кирхер и другие воображают, что в центре канала Мальстрёма находится бездна, проникающая сквозь земной шар, и выходящая в какой-нибудь очень отдалённой части его — в одном случае, почти решительно, называется Ботнический залив. Такая мысль, сама по себе пустая, показалась мне теперь, пока я смотрел, очень правдоподобной…— Пер. К. Бальмонта
По мнению Джона Глэсси, Жюль Верн в своём «Путешествии к центру Земли» продемонстрировал знание трудов Кирхера и определённое их влияние. Вполне возможно, что «учёный эгоист» — профессор минералогии Отто Лиденброк, один из главных героев этого романа, — напрямую отсылает к автору «Подземного мира»; предположение подтверждается тем, что он сочетает таланты лингвиста, геолога и учёного хранителя музея, способного расшифровать закодированное послание в рунической рукописи, которое оказывается латинской надписью наоборот. Главные герои, спустившись в кратер вулкана в Исландии, преодолев подземные реки и даже горячий океан, выходят из недр Земли через Стромболи. Нидерландский киновед и культуролог Антон Хаакман полагал, что система зеркал, описанная Верном в романе «Замок в Карпатах», была заимствована из описаний Кирхера. Курьёзы из книг Кирхера привлекали и Юргиса Балтрушайтиса. Умберто Эко в статье 1999 года констатировал, что за 20 лет существенно (во много раз) выросли цены на книги Кирхера на антикварном рынке, и даже назвал его «Арчимбольдо истории науки».
Вновь непосредственно к наследию иезуита обратились в эпоху модернизма: Марсель Дюшан, работая в 1913—1915 годах в библиотеке Сен-Женевьев, внимательно изучал образы «Великого искусства света и тени». Иллюстрации Джорджо де Кирико к «Мифологии» Кокто явно демонстрируют знакомство с гравюрами «Ноева ковчега». Помещённый на долларовых банкнотах образ Всевидящего ока на фоне пирамиды был заимствован из фронтисписов книг Кирхера, ибо присутствовал в «Магнетизме», «Великом искусстве познания», «Всеобщей музургии» и «Вавилонской башне». Некоторое место в своих трудах посвятил Кирхеру Умберто Эко. В романе «Остров накануне» все главы обозначены названиями литературных и научных произведений эпохи барокко, составляя каталог потаённой библиотеки. Три главы — 6, 33 и 39 — названы по сочинениям Кирхера, хотя сам он не являлся прототипом героев романа. Биография и исследования Кирхера занимают важное место в сюжете приключенческого романа Джеймса Роллинса «Костяной лабиринт» (2015), который дважды выходил на русском языке.

### Память

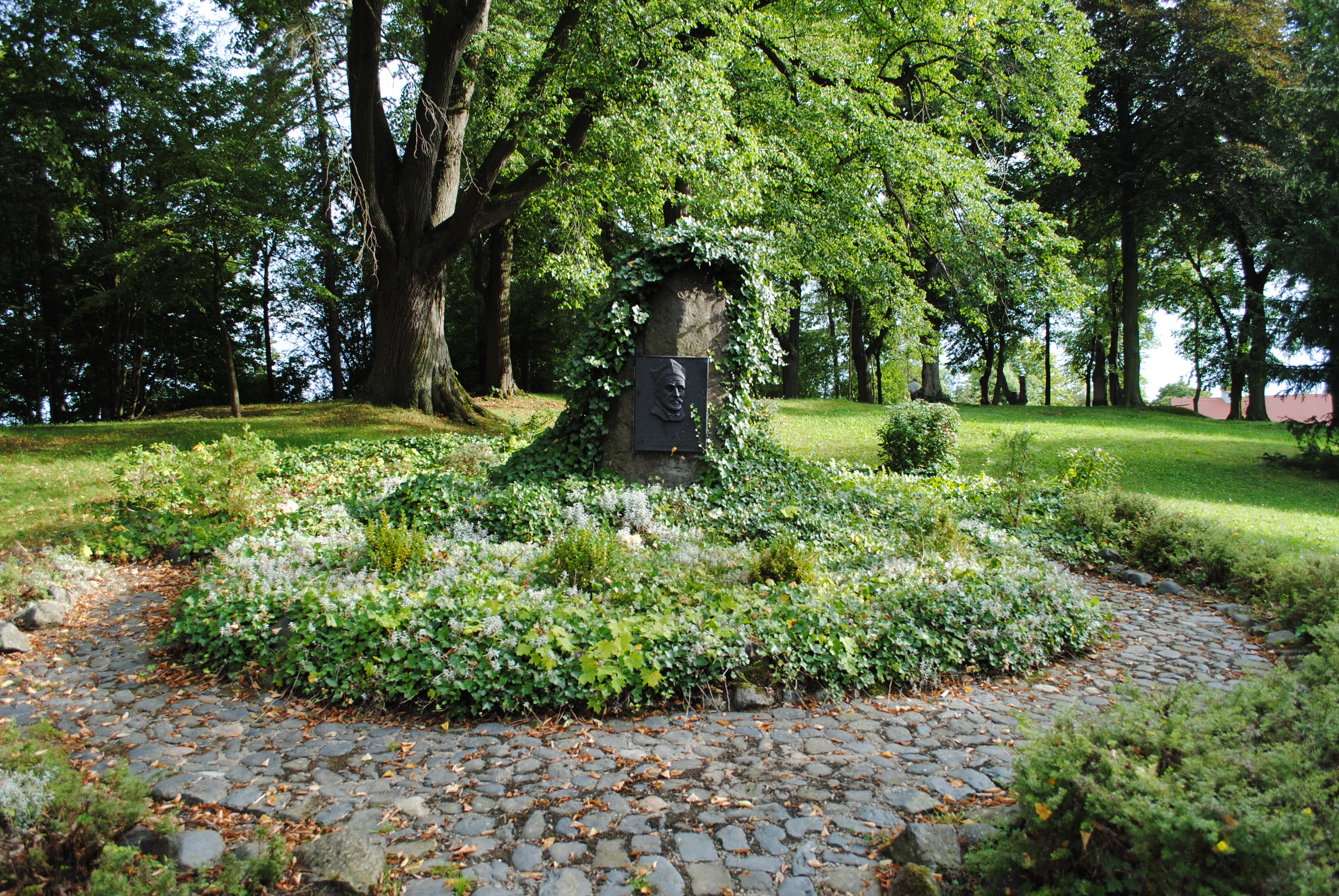
Мемориал на месте дома Кирхера. Гайза, Гангольфипарк, фото 2011 года

Память об Афанасии Кирхере сохранили на его малой родине в Гайзе и Фульде (уроженцем последней он именовал себя в Италии). Хотя намерения воздвигнуть памятник высказывались сразу после кончины учёного, только к 300-летию со дня рождения Кирхера (1902) в его честь была переименована главная улица Гайзы. В 1930 году бюст Кирхера был помещён в почётный зал Немецкого музея в Мюнхене. В 1953 году в замке Гайзы был открыт музей Кирхера и на следующий год мемориальная доска на месте дома, в котором он родился. Собственно, дом был снесён ещё в XVIII веке, но сохранились его описания. В 1963 году в честь Кирхера была названа одна из школ в Фульде. По некоторым сведениям, в 1921 году портрет Кирхера был помещён на инфляционные банкноты.
Часть коллекций бывшего Кирхерианума находится в Музее Пигорини, остальные рассеяны по разным музеям Рима, хотя периодически предпринимались попытки создания временной экспозиции, реконструирующей былую славу крупнейшего кабинета редкостей. Во второй половине XX века появились посвящённые Кирхеру научные и научно-популярные музейные экспозиции, например, в Стэнфордском университете и в частном «Музее юрской технологии» в Лос-Анджелесе.
Астроном-иезуит Джованни Баттиста Риччоли в 1651 году назвал именем Кирхера лунный кратер, а в 1935 году это название утвердил Международный астрономический союз. В честь иезуита геологами был назван новооткрытый минерал кирхерит.

### Электронные ресурсы
- Athanasius Kircher at Stanford. WordPress. Дата обращения: 4 августа 2017.
- Athanasius Kircher. Musurgia Universalis. Special Collections Department, Library, University of Glasgow. Дата обращения: 4 августа 2017.
- Mats Rendel. Kircherianum Virtuale web index. Дата обращения: 4 августа 2017. Архивировано из оригинала 27 сентября 2019 года.
- The Correspondence of Athanasius Kircher (2,741 letters). Mapping the Republic of Letters, Stanford University. Дата обращения: 4 августа 2017.
- The World is Bound With Secret Knots The Life and Works of Athanasius Kircher. The Museum Of Jurassic Technology,. Дата обращения: 4 августа 2017.
- Erkenntnisse — Phantasien — Visionen. Athanasius Kirchers geologisches Weltbild im Lichte heutiger Anschauungen (нем.). Klaus-Peter Kelber, Würzburg. Дата обращения: 4 августа 2017.

### Коллекции оцифрованных трудов, переводы
- Афанасий Кирхер. Иудейская Каббала. Глава IX.  § V. Teurgia.org. Дата обращения: 4 августа 2017.
- Афанасий Кирхер. Об имени Божием, состоящем из семидесяти двух частей, равным образом называемом Именем Бога Эвдомиконтадиограмматоном. Teurgia.org. Дата обращения: 4 августа 2017.
- Оцифрованные труды Афанасия Кирхера. Архив Интернета. Дата обращения: 4 августа 2017.
- Оцифрованные труды Афанасия Кирхера. ECHO initiative. Max Planck Institute for the History of Science = Max-Planck-Institut für Wissenschaftsgeschichte Home. Дата обращения: 4 августа 2017.
- Оцифрованные труды Афанасия Кирхера. Gallica. Дата обращения: 4 августа 2017.
- Оцифрованные труды Афанасия Кирхера. Munich DigitiZation Center. Дата обращения: 4 августа 2017.